# Lublin
Lublinⓘ (em latim: Lublinum) é uma cidade com direitos de condado no leste da Polônia, a capital da voivodia e do condado de Lublin, o centro da Aglomeração de Lublin. A oitava maior cidade da Polônia, a segunda na região histórica da Pequena Polônia (336 339 habitantes em 31 de dezembro de 2021).
Localizada no planalto de Lublin, no rio Bystrzyca, em duas áreas diferentes. A parte ocidental tem uma topografia variada. Existem inúmeros desfiladeiros, vales e colinas. A parte oriental é plana. Lublin está localizada a cerca de 170 km de Varsóvia, perto da fronteira das terras históricas: Pequena Polônia e Rutênia Vermelha, e a cerca de 100 km da fronteira com a Ucrânia.
Desde o século VI, existiu um assentamento comercial neste local, situado na rota que sai da área do Mar Negro. Do século X ao XV, Lublin pertenceu à unidade administrativa, cujo centro era Sandomierz. Na Primeira República Polonesa foi um importante centro administrativo, comercial e cultural. A partir de meados do século XVII e no século XVIII, a cidade entrou em declínio e empobrecimento. Como resultado da Terceira Partição, encontrou-se no domínio austríaco, depois no Ducado de Varsóvia e na Polônia do Congresso. No terceiro quarto do século XIX, Lublin, incorporada pela Ferrovia Vístula à rede ferroviária russa, cresceu rapidamente e adquiriu um caráter industrial. Sua forma urbana também mudou. Na Primeira e na Segunda Guerras Mundiais, ela foi vítima da sobre-exploração e do holocausto. Lublin experimentou um rápido desenvolvimento durante a República Popular da Polônia. Nesse período, a população mais do que triplicou. O caráter acadêmico da cidade se fortaleceu. Várias indústrias foram instaladas e novos bairros residenciais construídos.
Desde 2004, foram realizados inúmeros investimentos de fundos da União Europeia. A cidade está se desenvolvendo como um centro de ciência, cultura, turismo, esporte e lazer, bem como serviços e indústria. Reforça-se como um entroncamento de transportes: tem um desvio expresso ao longo da Via Carpatia e um aeroporto. Lublin é membro da União das Metrópoles Polonesas, sede do governo local e instituições estatais, consulados, brigada lituano-polaco-ucraniana, arquidiocese e metrópole da Igreja Católica e diocese da Igreja Ortodoxa.

## Localização e recursos naturais

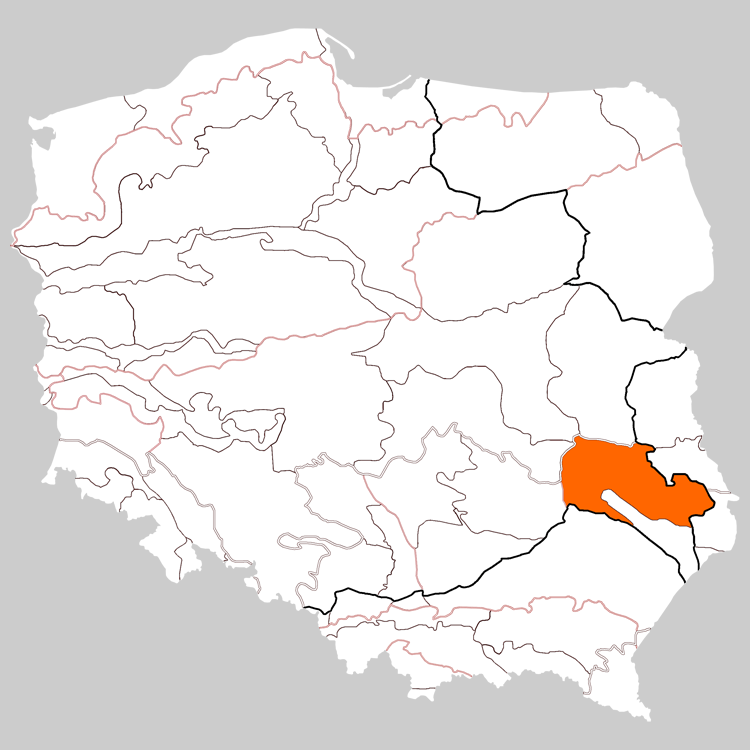
Localização do planalto de Lublin no mapa da Polônia. A linha mais grossa a leste do planalto marca a fronteira entre a Europa Central não alpina e a planície da Europa Oriental

Lublin está localizada no extremo norte do planalto de Lublin. A fronteira entre a planície europeia setentrional e o planalto polonês fica nas proximidades. Ambas as províncias pertencem à Europa Central não alpina, que faz fronteira com Lublin com a planície europeia oriental.
A cidade cobre uma área de 147,5 km². Segundo a regionalização de A. Chałubińska e T. Wilgat, encontra-se em quatro mesorregiões. A oeste do vale do rio Bystrzyca estão o planalto de Nałęczów e a planície de Bełżycka, e a leste − a planície de Łuszczowska e a colina de Giełczewska. Conforme J. Kondracki Lublin está situada no planalto de Nałęczowski, na planície de Bełżyce, no planalto de Świdnica e na colina de Giełczewska. Segundo a divisão geomorfológica de H. Maruszczak, a cidade encontra-se na junção de três mesorregiões − a oeste do rio Bystrzyca, são elas: o planalto de Nałęczów e o planalto de Bełżycki, e a leste − o planalto de Łuszczów.
O vale do rio Bystrzyca divide a cidade em duas partes de diferentes paisagens. A parte da margem esquerda é caracterizada por um relevo variado com numerosos vales secos profundos acompanhados por alguns desfiladeiros de loesse. A parte da margem direita é mais plana e menos diversificada. Na cidade, dois cursos de água deságuam no Bystrzyca: Czerniejówka e Czechówka.

## Topografia
No planalto Nałęczowski existem áreas residenciais, de serviços e recreativas. Os edifícios residenciais e de serviços estão localizados em planaltos de loesse, e a função recreativa está concentrada em ravinas e vales. O arranjo espacial resulta de divisões históricas de propriedade. Os distritos de habitação multifamiliar são Czechów, Czuby e Lubelska Spółdzielnia Mieszkaniowa. A habitação unifamiliar está localizada em Konstantynów, Ponikwoda, Sławina, Sławinek, Szeroki e Węglina. O centro de serviço está localizado em Śródmieście. As áreas de serviço formam complexos (Jardim Botânico da UMCS com museu ao ar livre, campus universitário). Eles também estão localizados nas principais vias (avenida Kraśnicka, avenida Spółdzielczości Pracy, rua Zana).
Existem áreas industriais e residenciais no planalto de Łuszczów. O arranjo espacial foi moldado pelo curso da linha férrea e estradas de saída que correm ao longo dos vales. Os distritos industriais são: Tatary, Wrotków e Zadębie. As áreas residenciais são os seguintes distritos: Bronowice, Dziesiąta e Kośminek, bem como os conjuntos habitacionais: Majdan Tatarski e a isolado Jagiellońskie em Felin. No sul, uma parte significativa da área é coberta pela floresta Dąbrowa.
As áreas agrícolas dominam o planalto de Bełżyce. Há também conjuntos habitacionais suburbanos e florestas: Stary Gaj e Las Krężnicki.
Existem áreas verdes nos vales usadas para recreação. O ponto central é o estuário do Czechówka no Bystrzyca. Edifícios esportivos e jardins de loteamento estão concentrados nas proximidades dos vales. No sul, foi criado um reservatório — Lago Zemborzyckie — que também serve para fins recreativos.

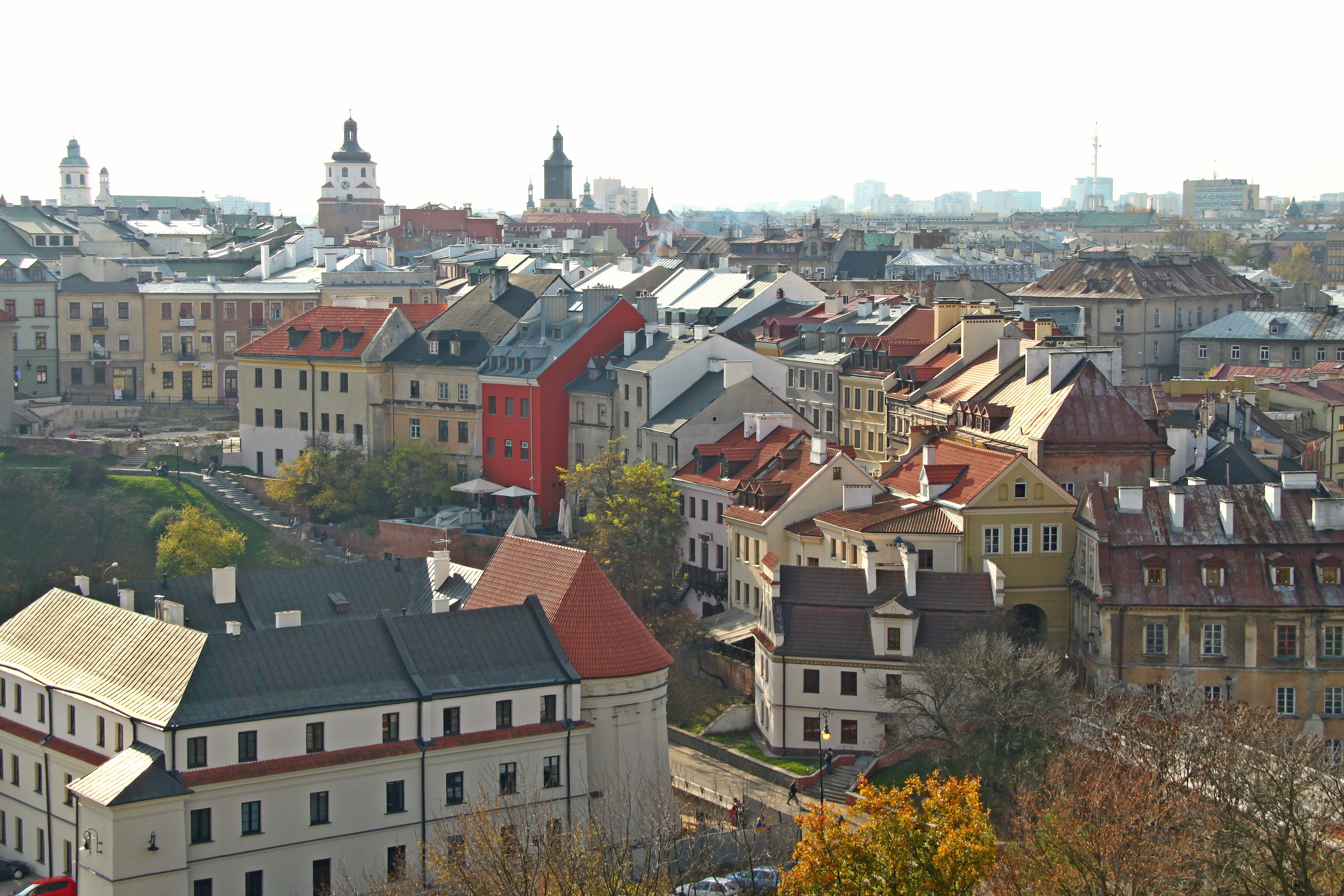
Cidade Velha
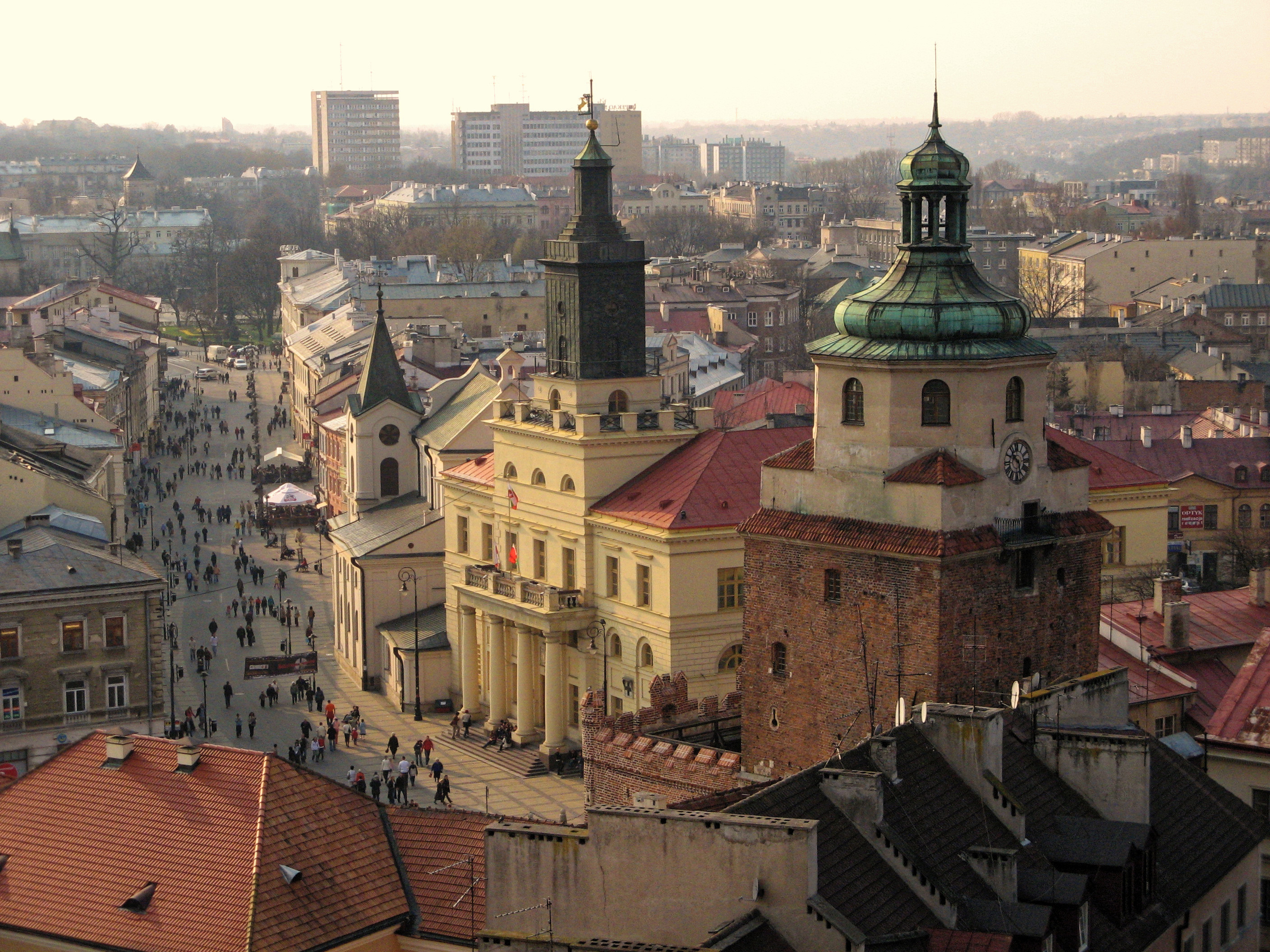
Centro da cidade, rua Krakowskie Przedmieście
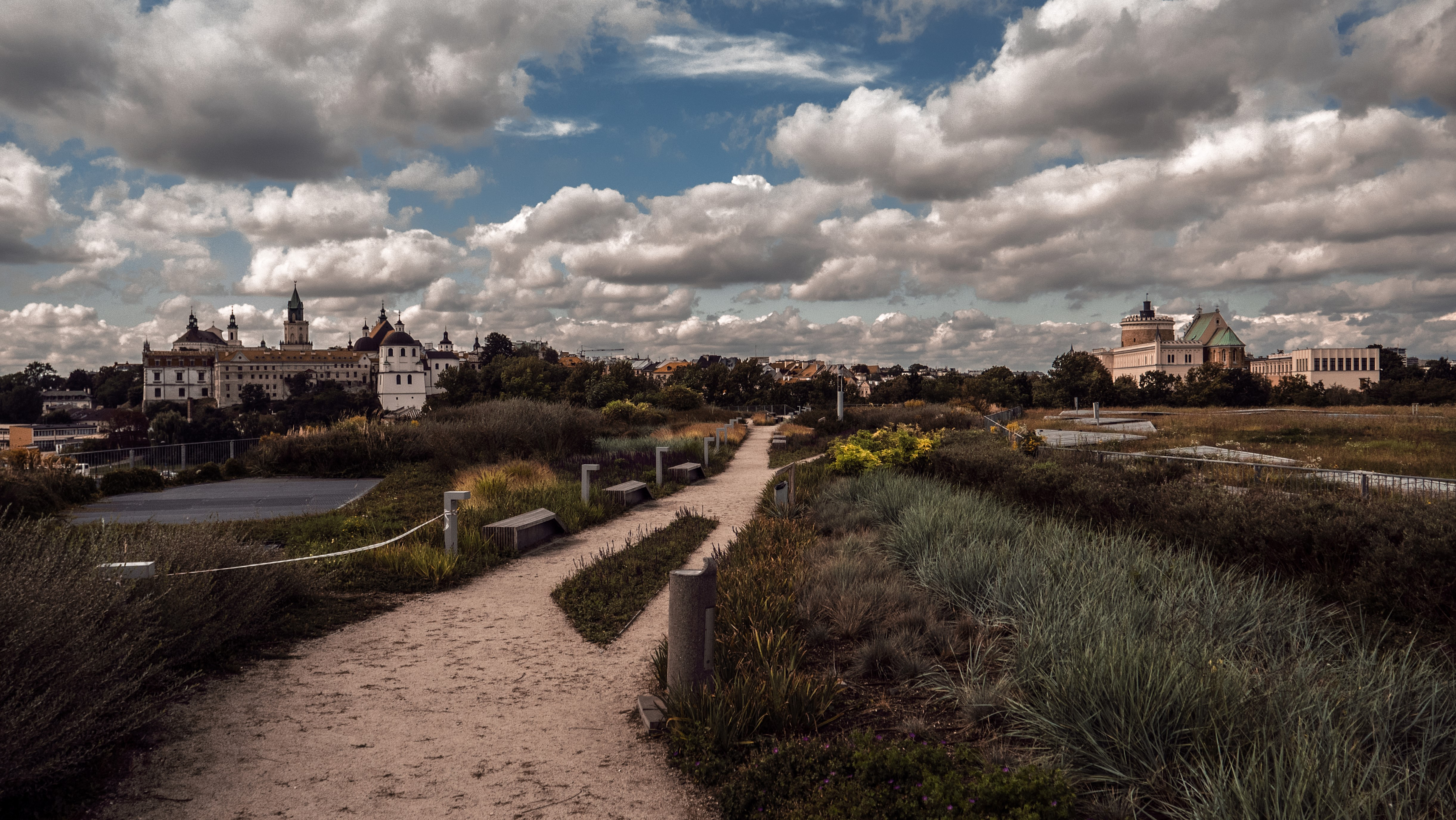
Panorama da Cidade Velha e o Morro do Castelo
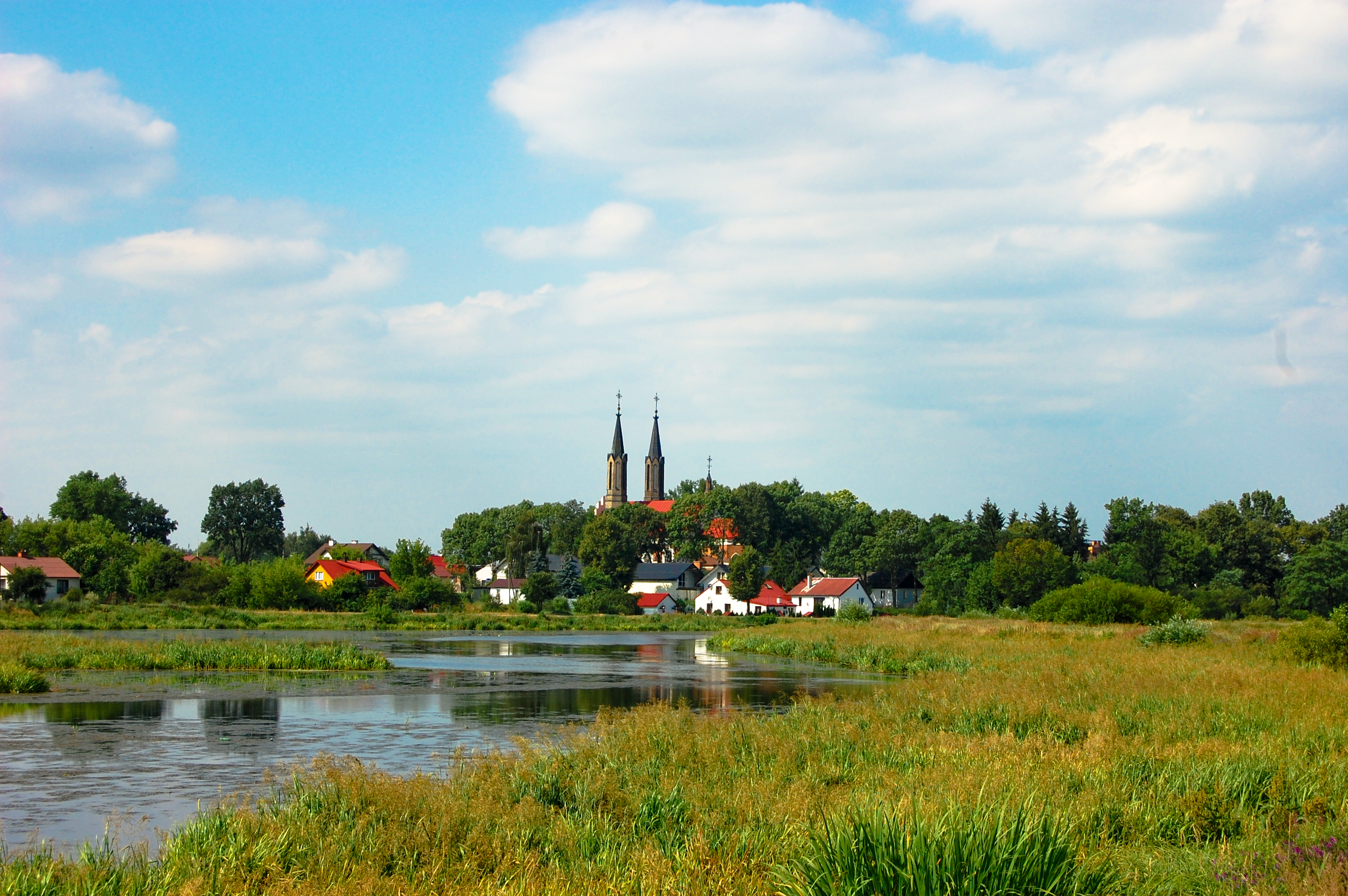
Zemborzyce, vista da ciclovia no rio Bystrzyca

## Clima
Conforme a classificação climática de Köppen-Geiger, Lublin situa-se na zona Cfb − clima temperado oceânico. A temperatura média anual do ar varia de +7,0 a 8,0 °C. Os meses mais quentes são julho e agosto, com temperaturas médias de aproximadamente +19 °C, os mais frios — janeiro e fevereiro, com média de aproximadamente -5,0 °C. As estações de verão e de crescimento das plantações são bastante longas (100–110 e 210–220 dias, respectivamente). A precipitação média anual é de cerca de 540 mm. A cobertura de neve permanece entre 70 e 90 dias.
| Dados climatológicos para Lublin   | Dados climatológicos para Lublin | Dados climatológicos para Lublin | Dados climatológicos para Lublin | Dados climatológicos para Lublin | Dados climatológicos para Lublin | Dados climatológicos para Lublin | Dados climatológicos para Lublin | Dados climatológicos para Lublin | Dados climatológicos para Lublin | Dados climatológicos para Lublin | Dados climatológicos para Lublin | Dados climatológicos para Lublin | Dados climatológicos para Lublin |
| Mês                                | Jan                              | Fev                              | Mar                              | Abr                              | Mai                              | Jun                              | Jul                              | Ago                              | Set                              | Out                              | Nov                              | Dez                              | Ano                              |
| ---------------------------------- | -------------------------------- | -------------------------------- | -------------------------------- | -------------------------------- | -------------------------------- | -------------------------------- | -------------------------------- | -------------------------------- | -------------------------------- | -------------------------------- | -------------------------------- | -------------------------------- | -------------------------------- |
| Temperatura máxima média (°C)      | −0,3                             | 1,3                              | 6,1                              | 13,7                             | 19,4                             | 21,8                             | 24,6                             | 24,0                             | 18,2                             | 13,0                             | 6,2                              | 0,9                              | 12,4                             |
| Temperatura média (°C)             | −2,4                             | −1,5                             | 2,5                              | 8,8                              | 14,1                             | 16,4                             | 19,2                             | 18,6                             | 13,4                             | 9,2                              | 3,7                              | −1,0                             | 8,4                              |
| Temperatura mínima média (°C)      | −4,5                             | −4,2                             | −1,2                             | 3,8                              | 8,8                              | 11,1                             | 13,8                             | 13,2                             | 8,6                              | 5,3                              | 1,3                              | −2,8                             | 4,4                              |
| Precipitação (mm)                  | 38,7                             | 33,7                             | 45,5                             | 36,3                             | 53,4                             | 52,5                             | 91,7                             | 61,4                             | 60,6                             | 31,5                             | 35,6                             | 29,3                             | 570,2                            |
| Dias com precipitação              | 16,9                             | 16,4                             | 15,6                             | 12,3                             | 12,7                             | 12,8                             | 14,1                             | 10,2                             | 11,3                             | 10,7                             | 14,5                             | 14,9                             | 162,4                            |
| Dias de sol                        | 39,8                             | 71,2                             | 122,6                            | 192,9                            | 263,2                            | 267,9                            | 250,9                            | 242,2                            | 168,6                            | 114,8                            | 44,7                             | 23,4                             | 1 802,2                          |
| Fonte: weatheronline.pl 2022-10-28 |                                  |                                  |                                  |                                  |                                  |                                  |                                  |                                  |                                  |                                  |                                  |                                  |                                  |

## História

### Período de pré-fundação

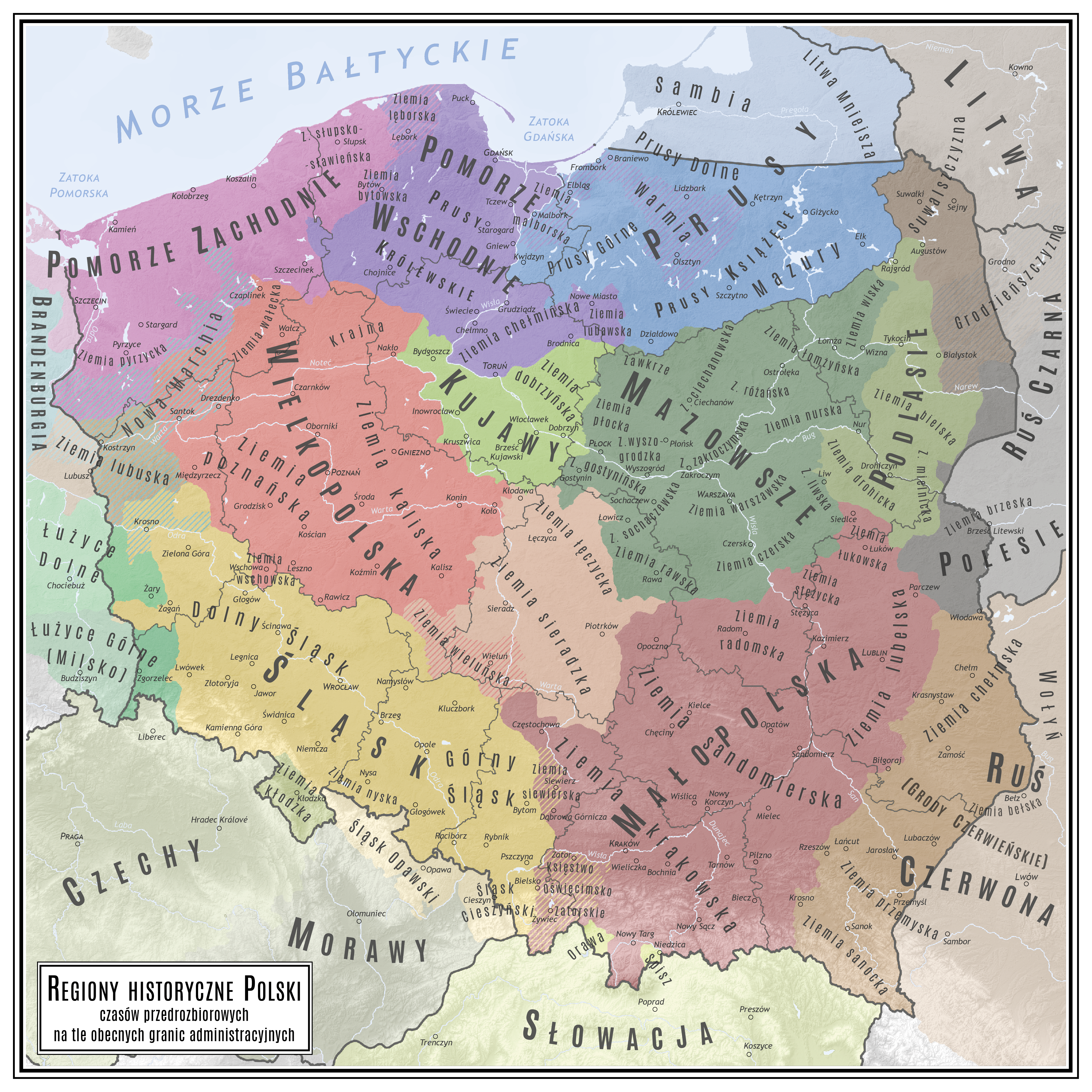
Lublin, a terra de Lublin e outras terras históricas da Polônia no contexto das fronteiras administrativas atuais

Os primórdios do centro de assentamento remontam ao século VI. Naquela época, havia um assentamento em Czwartek, que se espalhou para as colinas vizinhas. No início do período Piasta, a igreja de São Nicolau e uma estrutura defensiva de madeira na Colina do Castelo. No século XII, este edifício tornou-se o centro da castelania. Lublin então pertencia à região de Sandomierz e, mais amplamente — à Pequena Polônia. As primeiras menções de Lublin vêm de 1198. A cidade foi fundada sob a lei de Magdeburgo, provavelmente nos tempos de Boleslau, o Casto, por volta de 1257, mas a carta de fundação não foi preservada. No século XIII, Lublin tornou-se o principal centro da emergente terra de Lublin, a partir do século XIV para fazer parte da voivodia de Sandomierz.
O nome da cidade aparece em fontes desde 1228, imediatamente na sua forma moderna. Pode vir do nome próprio Lubla. Seria criado a partir do antigo prenome eslavo Lubomir com o afetuoso sufixo -la acrescentado. Também é possível que o nome diminutivo Lubla tenha sido combinado com o sufixo possessivo -in. Zygmunt Sułowski suspeita que o nome da cidade esteja relacionado ao nome Lubel (Lubelnia). Os nomes Wróblin e Wróbel são semelhantes. Segundo o linguista Maciej Malinowski, Lublin costumava ser chamado de Lubelin. O nome moderno surgiria como resultado da redução da vogal e. A raiz original manteve o adjetivo lubelski. A forma de Lubelin foi registrada em 1231. O fundador ou proprietário de Lublin nos tempos antigos poderia ter sido um homem chamado Lubel, ou Lubla. Segundo a Crônica de Wincenty Kadłubek, o topônimo vem do nome de sua fundadora, Julia, irmã de Júlio César.

### Florescer, ruína e reconstrução

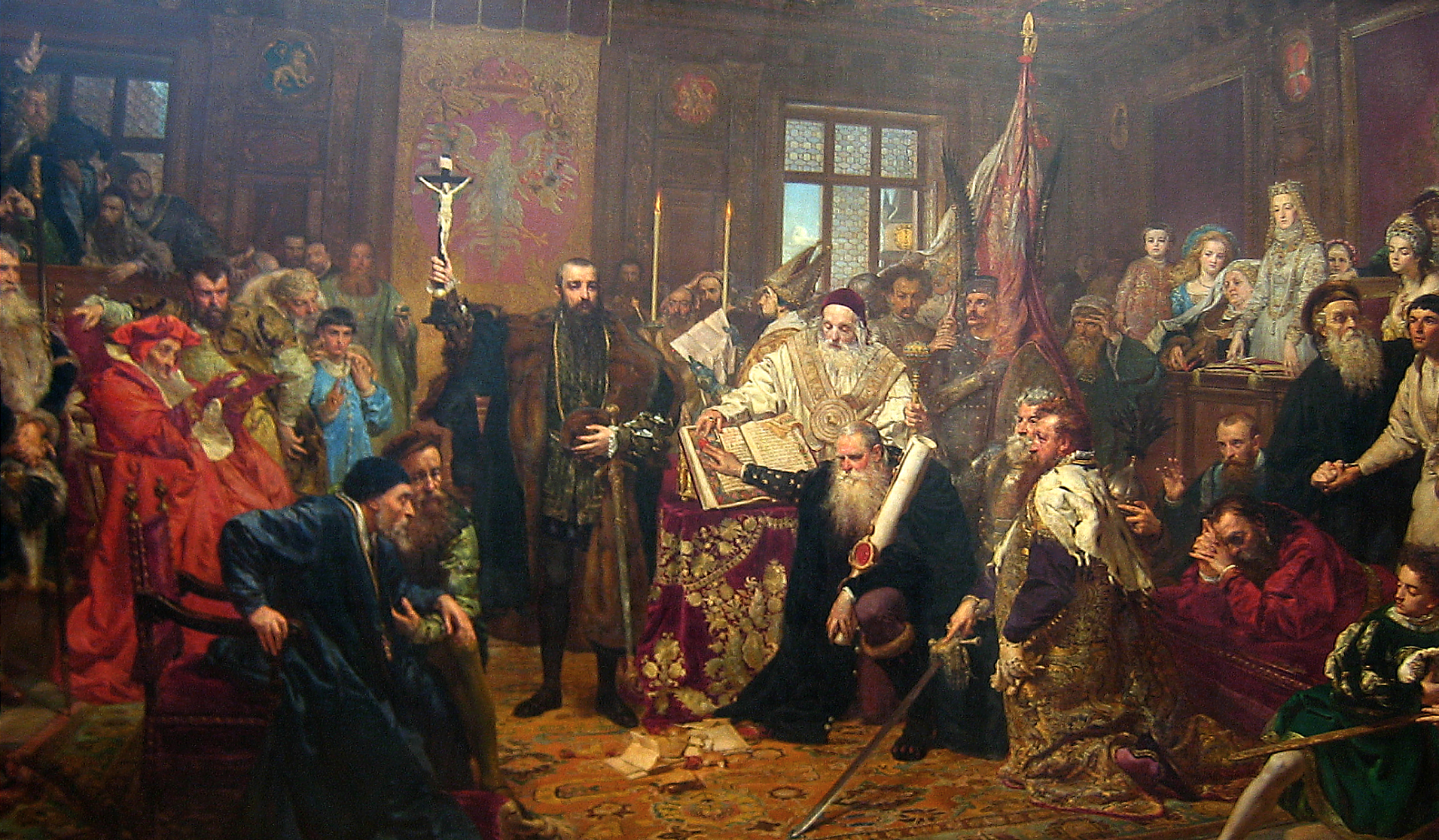
União de Lublin, 1569

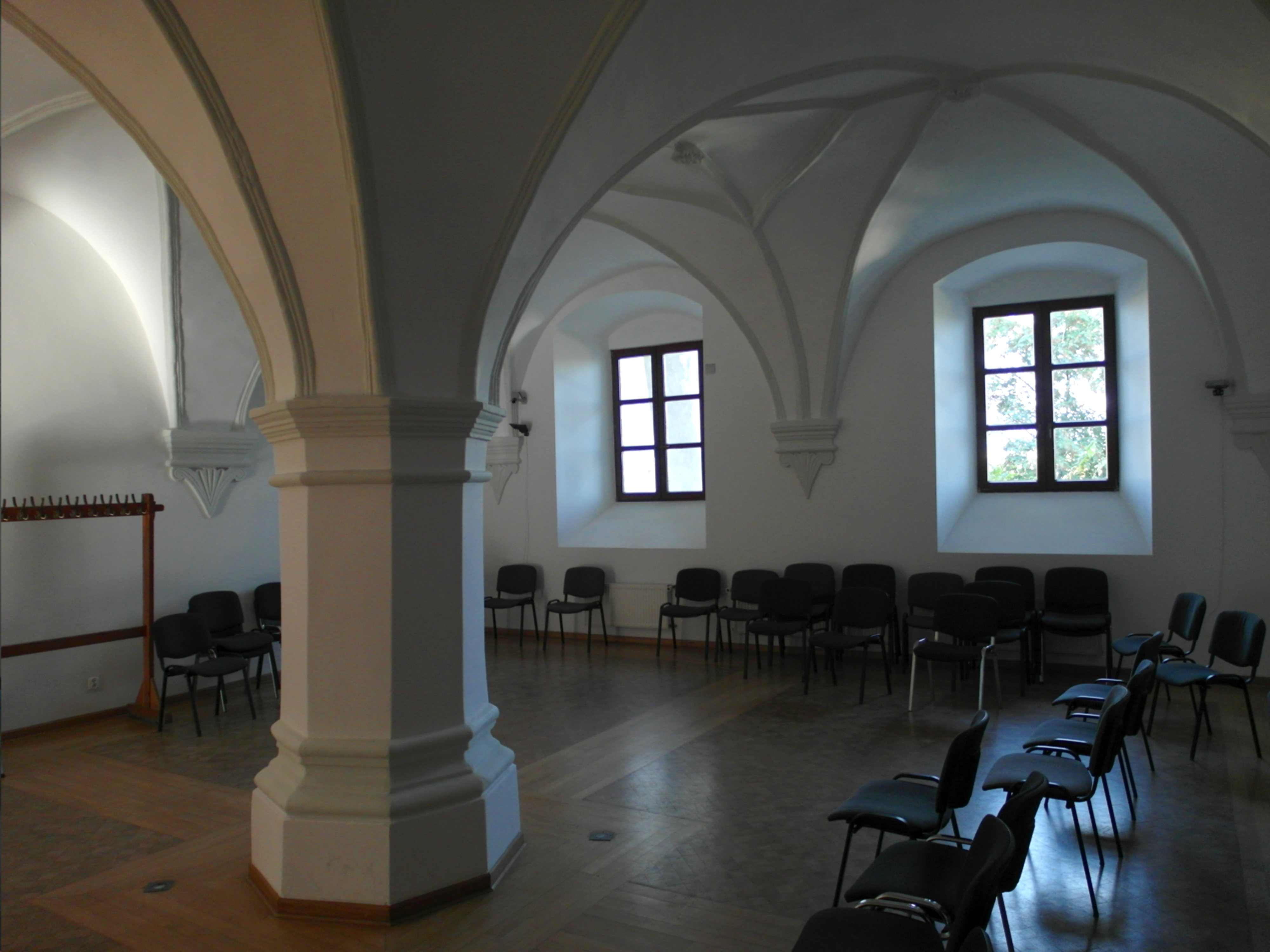
Refeitório do mosteiro dominicano em Lublin, segundo a tradição, o local de conclusão do ato da União de Lublin em 1569

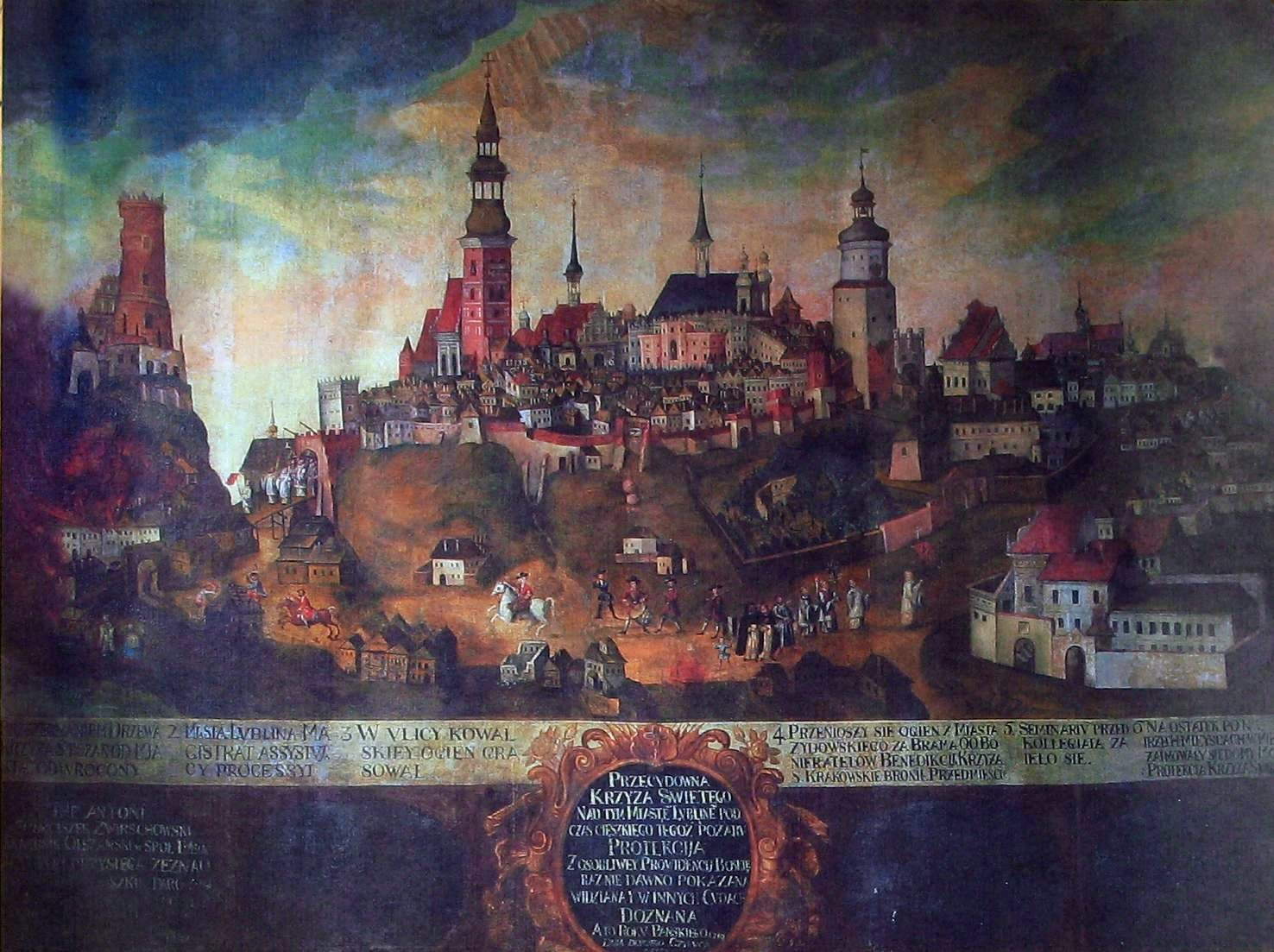
Incêndio de Lublin, 1719

A fundação documentada foi feita em 15 de agosto de 1317 por Ladislau Łokietek. Em 1341, Casimiro III, o Grande, conquistou a vitória sobre os tártaros na Batalha de Lublin. Um ano depois, ele concedeu à cidade um privilégio regulatório sob o qual foi cercada por muros. Em 2 de fevereiro de 1386, em uma das primeiras assembleias gerais em Lublin, Jagelão foi eleito rei da Polônia. Em 1392, Ladislau II Jagelão concedeu a Lublin o direito de armazenar mercadorias e, com o passar dos anos, a cidade tornou-se um importante centro comercial, importante para a troca de mercadorias entre a Coroa do Reino da Polônia e o Grão-Ducado da Lituânia. Em 1420, o bispo de Kiev, Andrzej, trouxe as relíquias da Santa Cruz para Lublin para a igreja dominicana. Em 1474, Casimiro IV Jagelão estabeleceu aqui a capital da recém-criada voivodia de Lublin.
Do século XV ao XVIII, os tribunais da nobreza reuniam-se na cidade: os tribunais da terra e da cidade. Houve também sejmiks e a apresentação da nobreza da voivodia de Lublin. Nos séculos XV e XVI, a cidade floresceu graças à rota comercial do Mar Negro para a Europa Ocidental. Em 1569, a União de Lublin foi concluída em Lublin. Em 19 de julho de 1569, no Sejm em Lublin, o príncipe prussiano Alberto Frederico Hohenzollern prestou homenagem a Sigismundo II Augusto. Jan Kochanowski, que estava presente naquele momento, descreveu a Flâmula ou a Homenagem prussiana. Em 1578 a cidade foi escolhida como sede do Tribunal Principal da Coroa. Em 1588, o bispo de Lutsk, Bernard Maciejowski, fundou o colégio jesuíta em Lublin. Na Primeira República Polonesa, Lublin era a cidade real da Coroa do Reino da Polônia no distrito de Lublin da voivodia de Lublin. Foi classificada como uma das cidades mais importantes, com direito a adquirir latifúndios e a participar ativamente no ato de eleição de um rei.
Nos séculos XVI e XVII foi o principal centro da Reforma Protestante. Ali funcionava uma das mais importantes comunas da Irmandade polonesa e da congregação calvinista. Em meados do século XVII, Lublin foi destruída como resultado de guerras e epidemias. As feiras de Lublin entraram em colapso na sequência de conflitos nacionais em todo o país e estagnação econômica. Em 1630, a peste reivindicou 5 mil vítimas. Depois de 1650, a maioria dos comerciantes europeus emigrou da cidade. Em 1655 Lublin foi saqueada pelo exército russo-cossaco, e em 1656 a cidade foi saqueada pelos suecos. Eles completaram o ato de destruir os edifícios de Lublin e dizimaram a população. Em 12 de abril de 1656, a cidade foi liberta pelo exército sob o comando de hetman Paweł Jan Sapieha. Os anos seguintes contribuíram para o declínio de Lublin, principalmente devido à Grande Guerra do Norte. Em 1703, Augusto II concedeu à cidade um privilégio equiparando-a aos direitos de Cracóvia.
Após as Guerras do Norte, houve um período de expansão da cidade, principalmente de residências de magnatas e dos latifúndios eclesiásticos. A estrutura espacial atual de Krakowskie Przedmieście e da praça Litewski. No entanto, os edifícios da cidade ainda eram pobres. Durante o Iluminismo (1780), foi criada a Comissão Lublin Boni Ordinis. Levou à restauração de edifícios residenciais, ruas pavimentadas e à reforma da prefeitura. Após a proclamação da Constituição de 3 de maio, Teodor Gruell-Gretz tornou-se o primeiro prefeito da cidade. Em 1792, a cidade foi ocupada pelo exército russo, encerrando um período de prosperidade de curto prazo.
A partição da Comunidade Polaco-Lituana em 1795 significou que a região de Lublin estava sob o domínio austríaco como parte da Galiza Ocidental. Lublin era a maior cidade do domínio austríaco depois de Cracóvia. No final do século XVIII, contava com cerca de 9 mil habitantes. A nobreza mudou-se para o campo, apareceram funcionários estrangeiros. Em 1809, tropas do Ducado de Varsóvia entraram na cidade. Autoridades polonesas temporárias foram organizadas. O Governo Central da Galiza reorganizou as autoridades municipais. Beniamin Finke de Finkenthal foi nomeado prefeito e Teodor Gruell-Gretz foi nomeado vice-prefeito. Após o Tratado de Schönbrunn, a região de Lublin encontrou-se nas fronteiras do Ducado de Varsóvia. No início de 1810, Lublin tornou-se a capital do recém-criado departamento de Lublin.

### Período de desenvolvimento

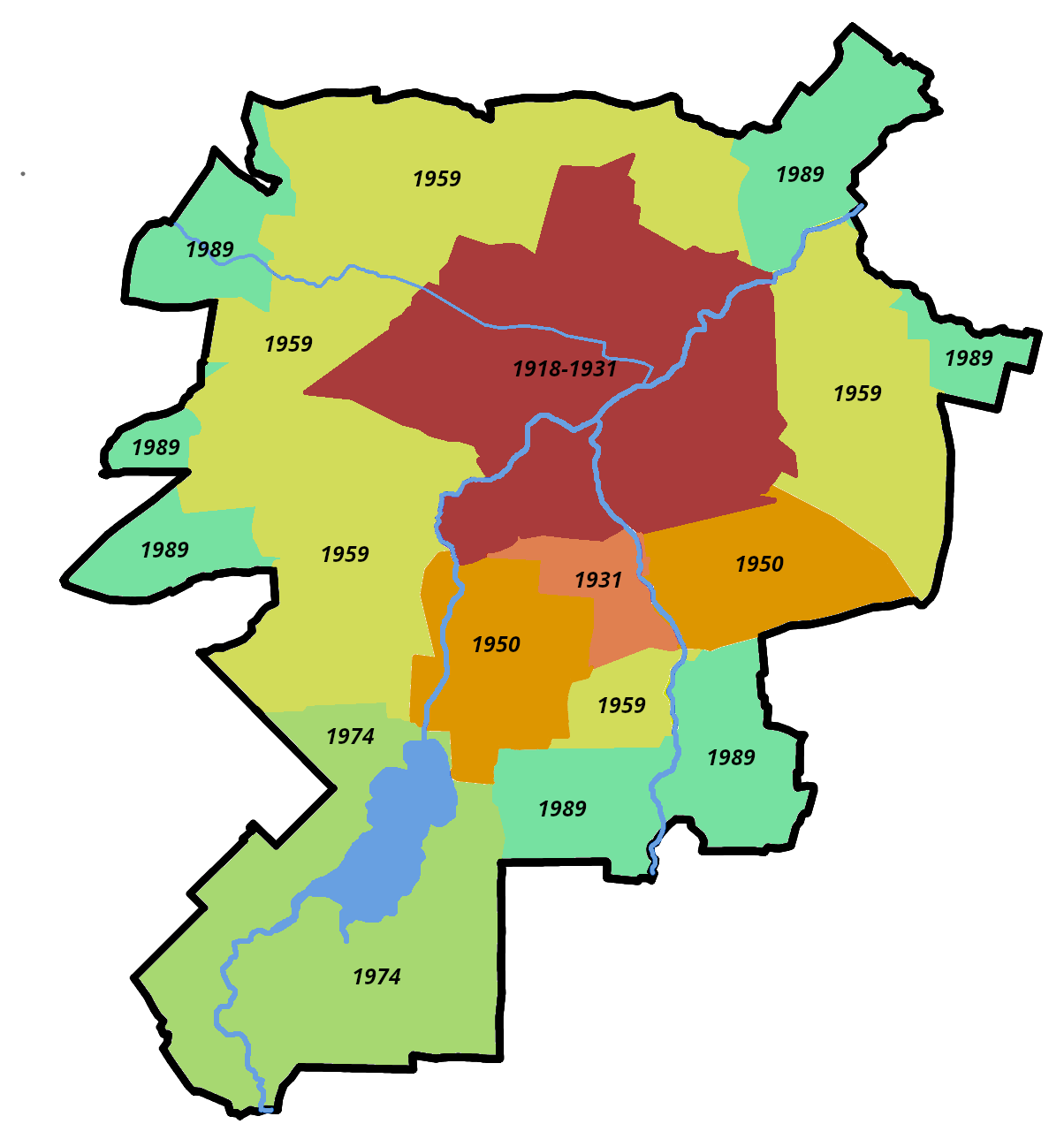
Mudanças territoriais em Lublin no século XX

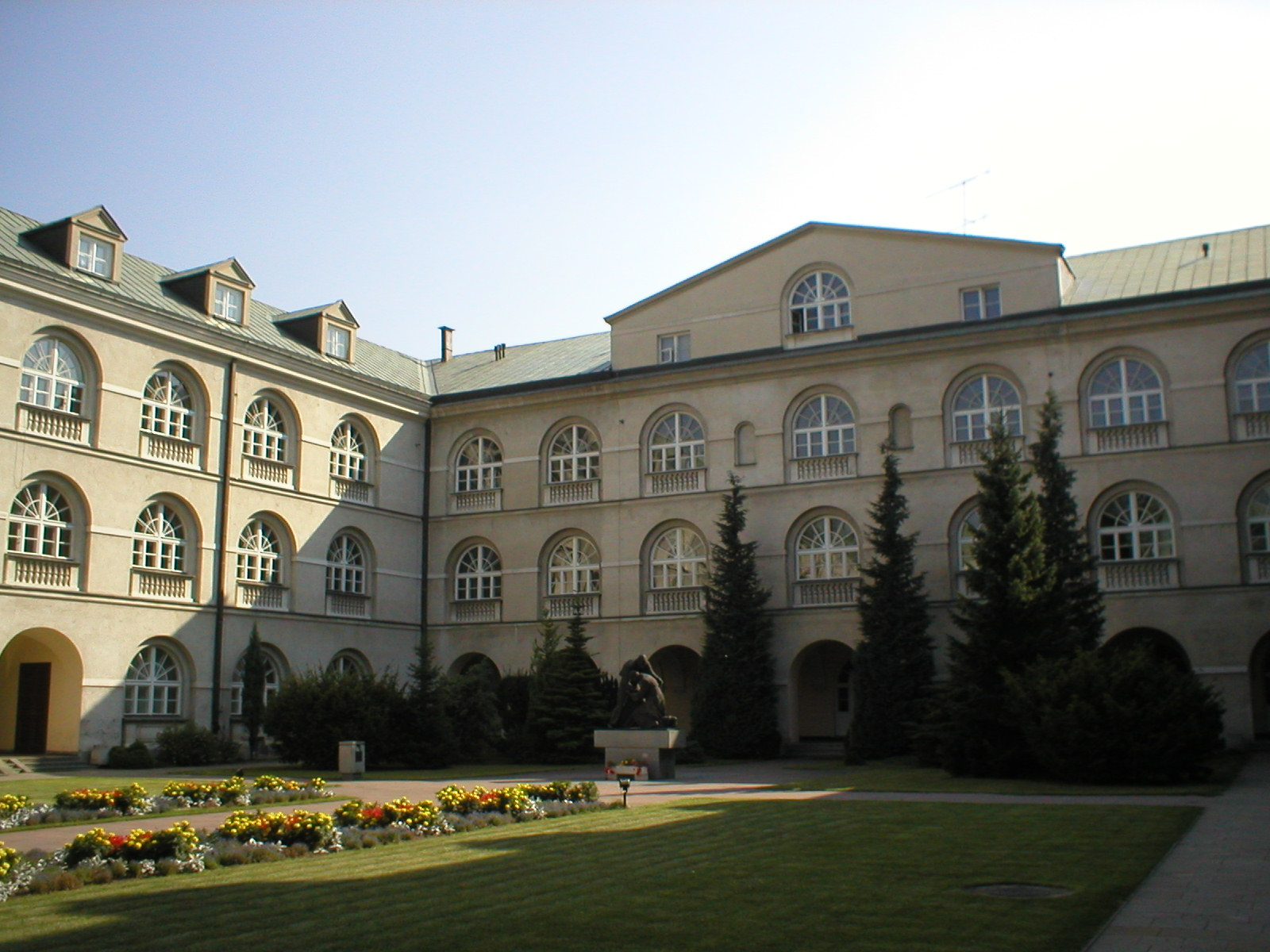
Edifício principal da Universidade Católica de Lublin, fundada em 1918

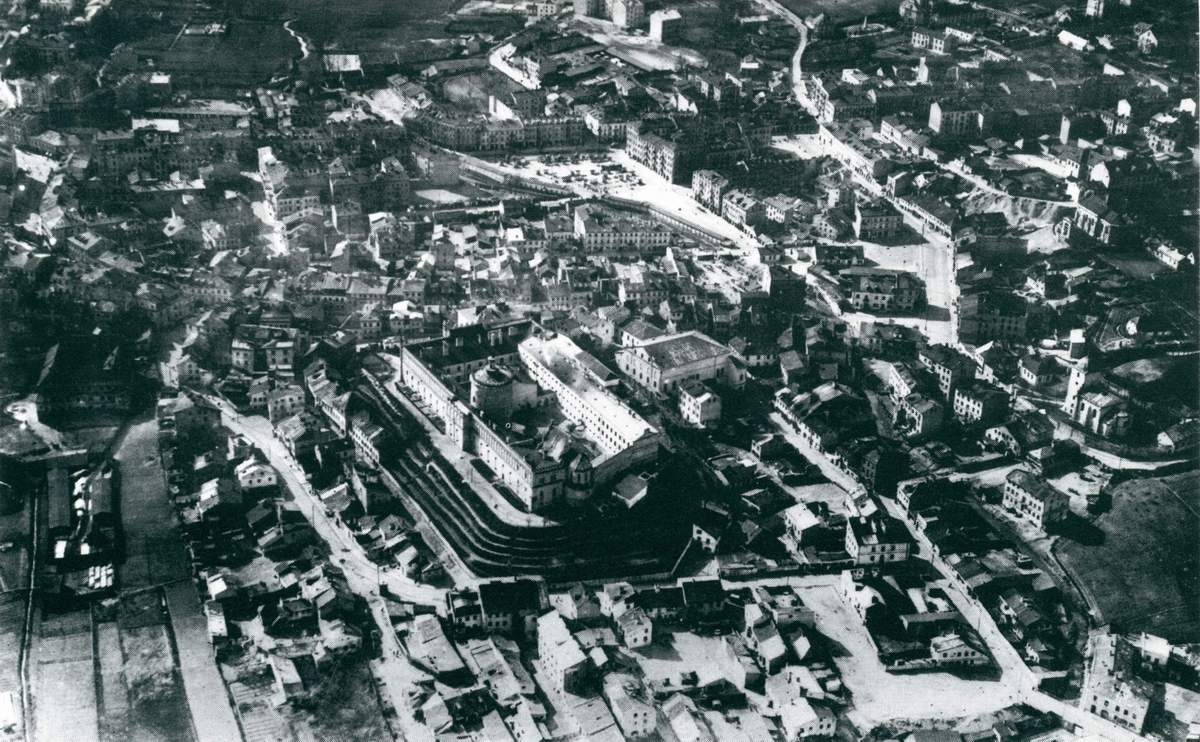
Vista panorâmica de Lublin, década de 1930

Em 1815, Lublin fez parte da Polônia do Congresso no domínio russa. Em 1837, tornou-se a capital de uma gubernia. Em 1873, a população da cidade era de 28,9 mil habitantes; em menos de um quarto de século (em 1897), aumentara para 50,2 mil. Em 1877, foi construída a primeira conexão ferroviária. Houve também mudanças visíveis nas relações sociais — foi criada uma burguesia rica. Durante a Primeira Guerra Mundial, no verão de 1915, a ocupação de Lublin pelas tropas alemãs e austro-húngaras acabou com o domínio russo na cidade.
Na noite de 6 para 7 de novembro de 1918, o Governo Popular da República da Polônia foi fundado sob a liderança de Ignacy Daszyński. Depois que a Polônia recuperou a independência, Lublin se expandiu. Fábricas e prédios públicos foram construídos e a cultura de Lublin floresceu. Em 27 de julho de 1918, foi fundada a Universidade Católica de Lublin. Em 1926, uma segunda universidade teológica superior foi fundada — a jesuíta “Bobolanum”. Em 1927, a Sociedade de Amigos das Ciências de Lublin (operando no início dos anos 1818–1828) foi reativada. Em 1930, o rabino Majer Szapira fundou a yeshivá Chachmej Lublin. A indústria da aviação estava se desenvolvendo de forma particularmente dinâmica. As fábricas de Plage e Laśkiewicz produziram aviões da marca Lublin. Mais tarde, a produção foi transferida para a Fábrica de Aeronaves de Lublin, nacionalizada. A cidade também fez tentativas para criar sua imagem. Em 1934, foi emitido um cartaz de propaganda sobre Lublin e, dois anos depois, foi aprovado o brasão de armas de Lublin. Os primeiros Dias de Lublin aconteceram em 11 de junho de 1939.

### Segunda Guerra Mundial

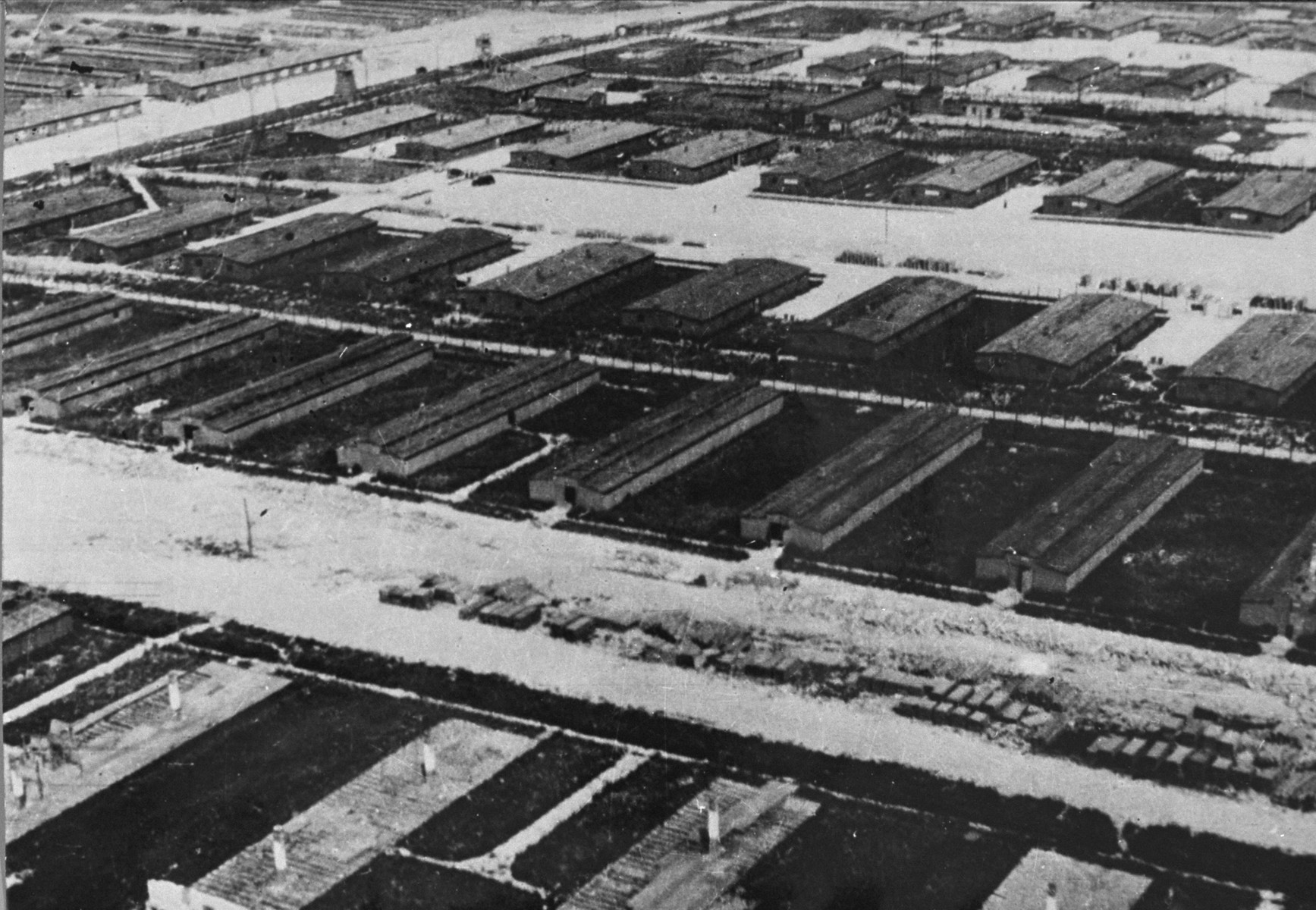
Campo de concentração em Majdanek

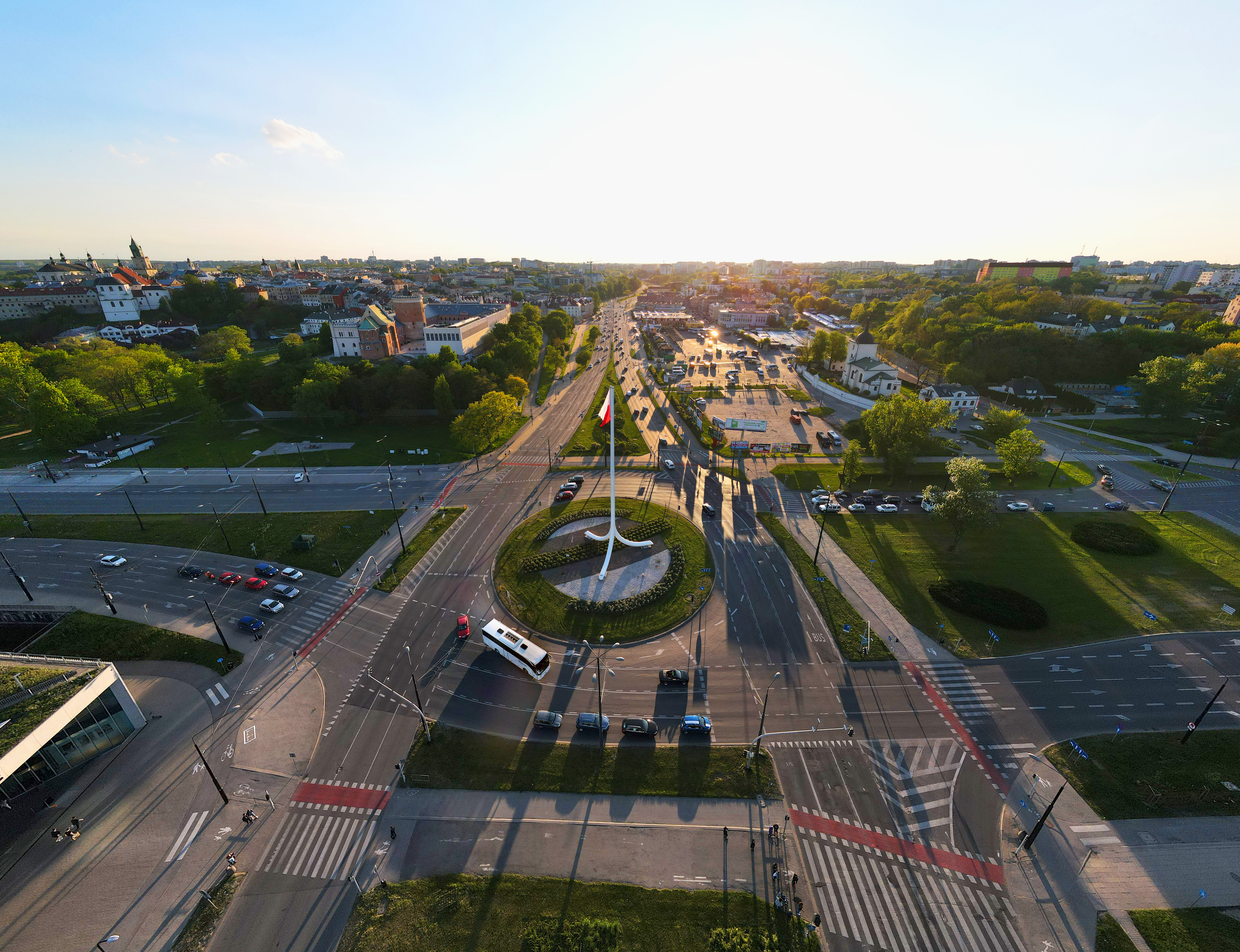
Mastro da Independência na rotatória Roman Dmowski

Em julho de 1939, foi decidido que, em caso de eclosão da guerra, Lublin se tornaria a sede temporária do Presidente da República da Polônia. O primeiro ataque aéreo à cidade ocorreu no dia 2 de setembro pela manhã. Em 5 de setembro, os ministérios e o tesouro estatal foram transferidos para a cidade. No mesmo dia, o Exército “Lublin” foi formado. Em 9 de setembro, os alemães bombardearam a cidade. Cerca de 1 000 pessoas foram mortas. O presidente de Lublin, Bolesław Liszkowski, deixou a cidade em 9 de setembro de 1939 e foi para a Romênia. Em 18 de setembro, tropas alemãs entraram em Lublin. Em julho de 1944, a cidade estava sob ocupação como parte do Governo Geral.
Em novembro de 1939, começaram as repressões em massa contra a intelligentsia polonesa, mais tarde chamada de Sonderaktion Lublin. Várias centenas de advogados, engenheiros, professores da universidade, docentes e clérigos foram presos, incluindo os bispos Marian Fulman e o beato Władysław Goral. Os alemães fecharam a Universidade Católica de Lublin, escolas e teatros, e a imprensa polonesa. Entre junho e agosto de 1940, várias centenas de representantes da intelectualidade foram presos como parte da Operação AB. Cerca de 500 deles foram assassinados na vizinha Rury Jezuickie. Os nazistas estabeleceram uma prisão da Gestapo e a câmara de tortura “Pod Zegarem” no Castelo de Lublin. A repressão contra os judeus poloneses ocorreu a partir do final de 1939. Um campo de concentração em Majdanek e um gueto para a população judaica foram criados. Durante o holocausto, cerca de 40 mil pessoas morreram como parte da Operação Reinhardt. Judeus de Lublin, que antes de 1939 constituíam mais de um terço da população da cidade. Toda a chamada cidade judaica e quase toda Wieniawa, habitada principalmente por judeus, desapareceu. Os cemitérios judeus foram fechados.
Em julho de 1944, os comandantes subalternos do Exército da Pátria decidiram começar a lutar na cidade. A ocupação soviética de Lublin começou em 23 de julho de 1944 e terminou em 25 de julho de 1944. Em 2 de agosto, Lublin tornou-se a sede do Comitê Polonês de Libertação Nacional.

### Polônia do Povo

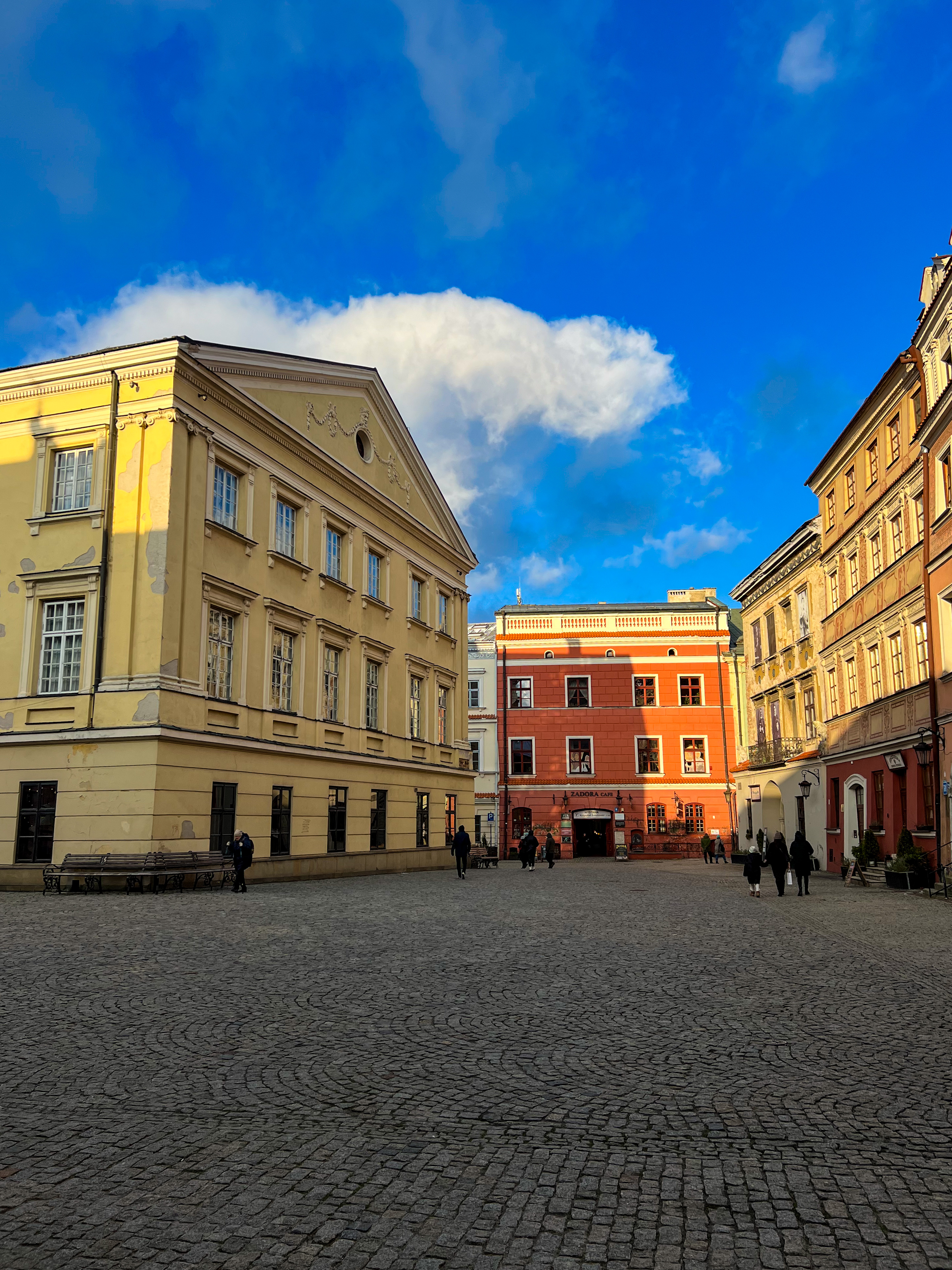
Tribunal da Coroa na praça principal

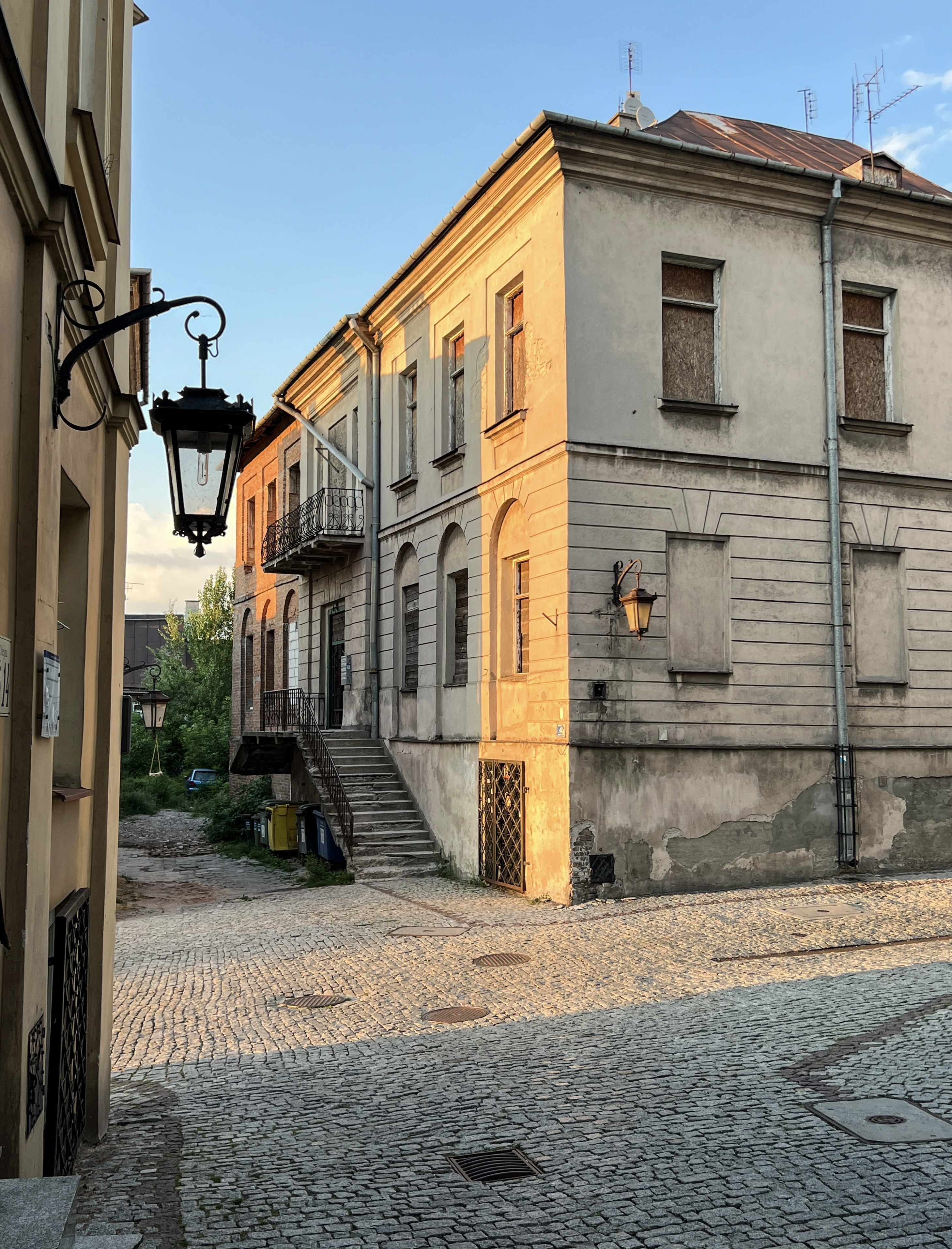
Cidade Velha de Lublin, cruzamento das ruas Olejna e Noworybna

Na era da República Popular da Polônia, houve um rápido desenvolvimento da cidade. Em 1989, a população da cidade tinha mais do que triplicado em relação a 1939.
Em 1944, a Universidade Católica de Lublin foi retomada e a Universidade Marie Curie Sklodowska em Lublin (UMCS) foi fundada. Em 1953, a Universidade de Tecnologia de Lublin foi criada. Então surgiu a UMCS: a Universidade Médica de Lublin (1949) e a Universidade de Ciências da Vida em Lublin (1955). Em 1944, a Cooperativa Editora “Czytelnik” foi fundada em Lublin.
Em 19 de agosto de 1946, Lublin foi agraciada com a Ordem da Cruz de Grunwald Terceira Classe.
Em 22 de julho de 1954, a celebração central do 10.º aniversário da República Popular da Polônia teve lugar na cidade. Nessa ocasião, Lublin foi galardoada com a Cruz de Grunwald de Primeira Classe.
Em 1957, foi criada a Cooperativa Habitacional de Lublin. A Sociedade Científica de Lublin foi fundada no mesmo ano. Em 1961, foi inaugurado o cinema “Kosmos”. Durante a República Popular da Polônia, várias grandes indústrias também foram construídas, entre elas, a Fábrica de Caminhões (FSC).
Em 7 de novembro de 1968, as principais comemorações do 50.º aniversário da reconquista da independência em 1918, foram realizadas em Lublin. Em uma cerimônia solene, o discurso comemorativo foi proferido pelo primeiro-ministro J. Cyrankiewicz.
De 8 a 24 de julho de 1980, uma onda de greves e protestos de trabalhadores afetou mais de 150 locais de trabalho na região de Lublin, 91 dos quais em Lublin. Essas greves são conhecidas como Lublin Julho de 1980. Seus participantes exigiam: a retirada dos aumentos dos preços dos alimentos, aumentos salariais, melhoria das condições de trabalho e (em alguns casos) a independência dos sindicatos. Os protestos terminaram com os acordos escritos dos grevistas com as autoridades. Eles abriram o caminho para ataques mais bem preparados e conduzidos em agosto no litoral do país.

### Após 1989
Lublin de hoje cobre uma área de 147,5 km². É mais de seis vezes maior do que era quando foi concedido os direitos de cidade em 1317. Ela recebeu então “100 hectares de terra arável e inculta conforme a Lei de Magdeburgo” (ou seja, cerca de 24 km²). Lublin é o principal centro do lado direito do rio Vístula, o maior centro acadêmico do lado direito do Vístula e um dos maiores da Polônia. Graças aos fundos da União Europeia, vários investimentos estão sendo realizados. A cidade é membro da União das Metrópoles polonesas.
Em 2007, o complexo arquitetônico e urbano histórico de Lublin foi reconhecido como monumento histórico. Em 2015, Lublin foi galardoada com a Marca do Patrimônio Europeu. Existem muitas trilhas turísticas na cidade, entre elas, a Via Regia, a Trilha Jaguelônica ou a Trilha Hassídica. Em 2017, Lublin recebeu o Prêmio Europa, a mais alta distinção da Assembleia Parlamentar do Conselho da Europa. Em 2019 marcou o 450.º aniversário da assinatura da União de Lublin. Em 2019, celebrou-se o 450.º aniversário da assinatura da União de Lublin. Em 2023, a cidade será a Capital Europeia da Juventude.

## Demografia
Conforme os dados do Escritório Central de Estatística da Polônia (GUS) de 31 de dezembro de 2022, Lublin é uma cidade grande com uma população de 331 243 habitantes (1.º lugar na voivodia de Lublin e 8.º na Polônia), tem uma área de 147,5 km² (1.º lugar na voivodia de Lublin e 17.º lugar na Polônia) e uma densidade populacional de 2 246 hab./km² (1.º lugar na voivodia de Lublin e 34.º lugar na Polônia). Nos anos 2002–2021, o número de habitantes diminuiu 6,1%.
Os habitantes de Lublin constituem cerca de 16,36% da população da voivodia de Lublin.
| Descrição                         | Total      | Total     | Mulheres   | Mulheres  | Homens     | Homens    |
| --------------------------------- | ---------- | --------- | ---------- | --------- | ---------- | --------- |
| unidade                           | habitantes | %         | habitantes | %         | habitantes | %         |
| população                         | 331 243    | 100       | 178 319    | 53,8      | 152 924    | 46,2      |
| superfície                        | 147,5 km²  | 147,5 km² | 147,5 km²  | 147,5 km² | 147,5 km²  | 147,5 km² |
| densidade populacional (hab./km²) | 2 246      | 2 246     | 1 208,3    | 1 208,3   | 1 037,7    | 1 037,7   |

Lublin registrou sua maior população em 1999, segundo o com Escritório Central de Estatística (GUS), 359 154 habitantes. Desde 1999, o número de pessoas registradas em Lublin vem caindo permanentemente. A principal causa é a suburbanização. Ao mesmo tempo, a população da área que abrange 15 comunas ao redor de Lublin e a própria Lublin aumentou. Principalmente os moradores da região de Lublin e do sudeste da Polônia se mudaram para a aglomeração de Lublin. A tendência de queda no número de residentes permanentes da cidade desacelerou na segunda década do século XXI.

## Economia

### Situação desde a década de 1990

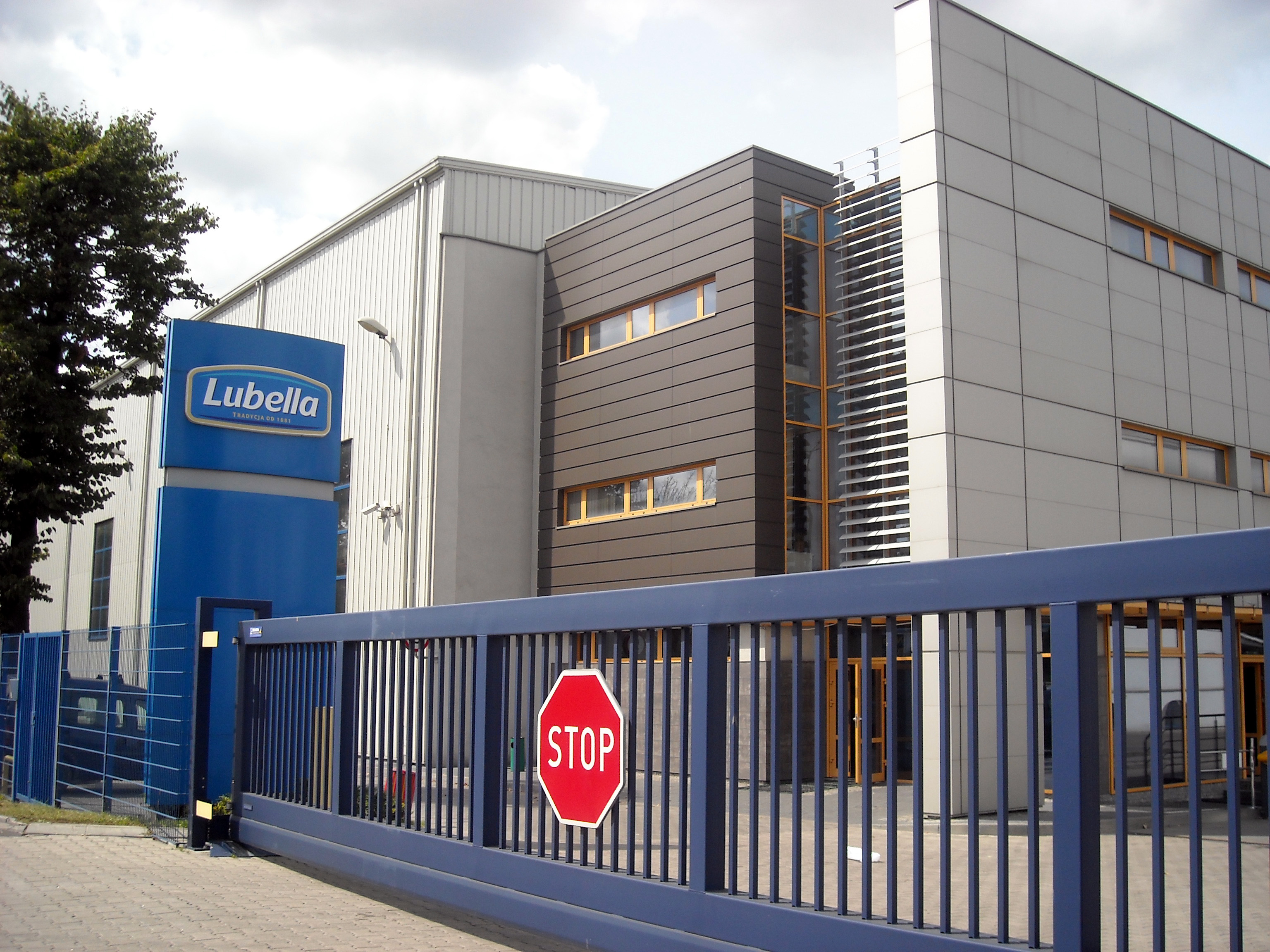
Sede da empresa Lubella

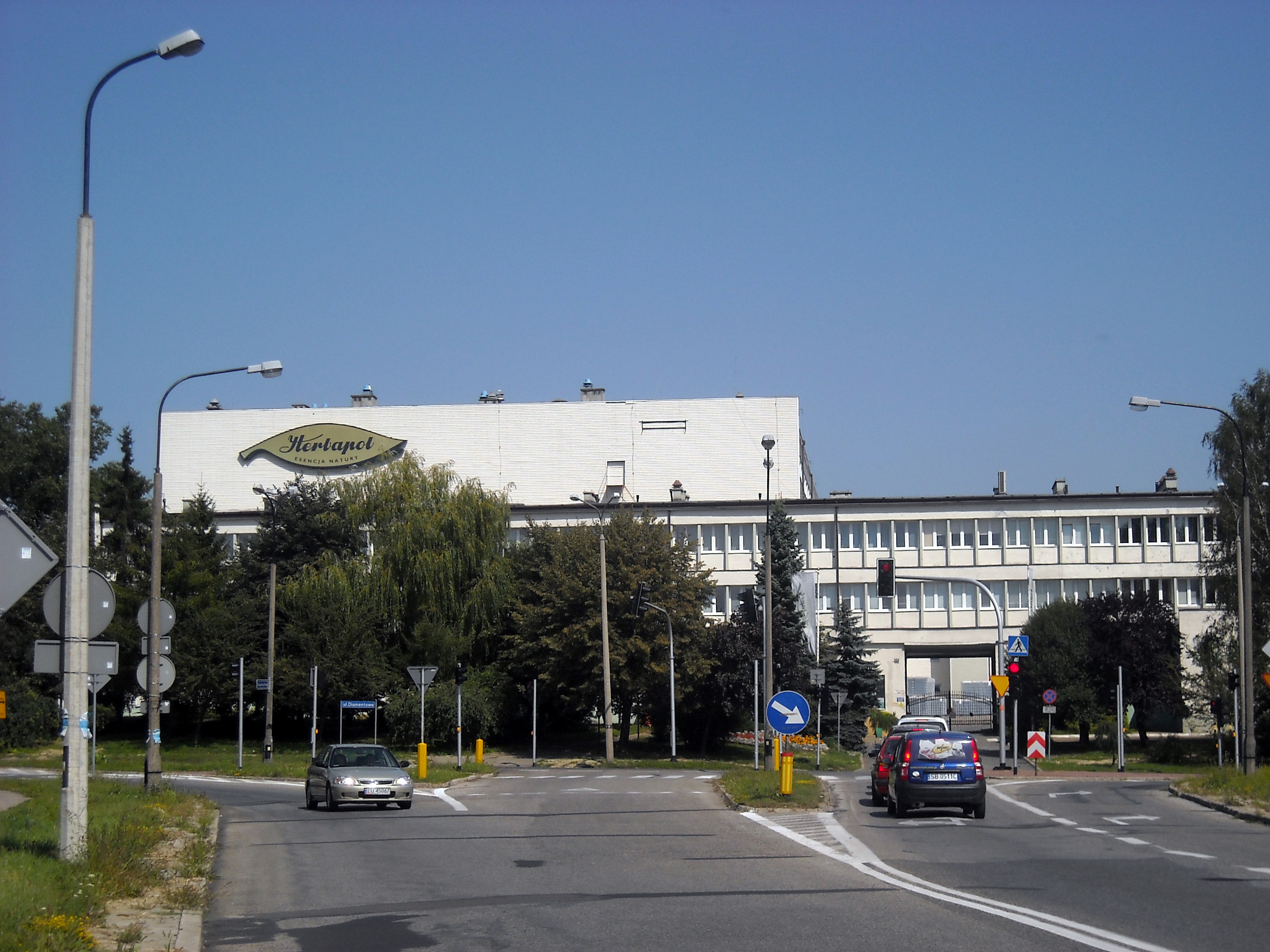
Fábrica Herbapol Lublin

O primeiro período da transformação política polonesa transcorreu sem maiores problemas em Lublin. O final da década de 1990 foi o mais difícil, a indústria de Lublin enfraqueceu e o desemprego aumentou. As mudanças nas especializações econômicas começaram apenas em 2011. Nos anos seguintes, a gestão da cidade foi alterada. Como resultado, em 2018, 80 novos investidores começaram a operar e o emprego aumentou para quase 130 000. Foi um resultado recorde. Em simultâneo, a indústria tinha uma pequena participação na estrutura de emprego (18 000).

### Indústria

#### Automotiva
Durante a República Popular da Polônia, a Fábrica de Caminhões (FSC) produziu carros FSC Żuk e FSC Lublin. Na década de 1990, a fábrica foi comprada pela empresa sul-coreana Daewoo. Foi assim que a Daewoo Motor Polska (DMP) foi fundada. A situação desfavorável nos mercados asiáticos causou problemas financeiros da empresa. Isso levou ao colapso das fábricas em Lublin. A maioria dos trabalhadores foi despedida. A fábrica foi comprada pela Intrall, mas em 2007 o tribunal a declarou falida. Em 2009, a empresa DZT Tymińscy comprou os direitos de produção de carros Honker e Lublin, bem como as filiais das antigas fábricas DMP. A produção do sucessor de entrega mais moderno da Lublin, o Pasagon, começou em 2010 após assumir as linhas de produção do antigo FSC. Em 2011, a fabricante planejava expandir a produção para 10 mil carros por ano. Previa-se exportar alguns carros. O emprego na fábrica era de 350 pessoas.
Em 2011, no local do antigo FSC, a empresa Ursus S.A. produziu tratores Ursus. Desde 2011, a empresa monta as pick-ups chinesas ZX Grand Tiger em Lublin. É a primeira na Polônia e uma das primeiras aprovações na Europa para um carro da China. É considerado um sucesso dos engenheiros da Ursus que ajustaram o carro aos requisitos da União Europeia em nove meses.

#### Novas tecnologias
No final da década de 1970, o primeiro cabo de fibra óptica na Polônia foi projetado e criado (pelos funcionários da UMCS). A fábrica de fibra óptica de Lublin (também a primeira na Polônia) foi criada em 1983.
Em Lublin, há o Parque de Ciência e Tecnologia de Lublin, um centro de ciência e pesquisa, o qual é um ponto de encontro de instituições e empresas científicas. Todas as universidades de Lublin, bem como o governo autônomo da cidade e da voivodia, aderiram ao projeto. O objetivo é investir conjuntamente em tecnologias inovadoras. A construção começou em 2003 e concluída em 2012.
Com o apoio de fundos da União Europeia, foi criado o projeto de Lublin IT Upland, complementado pela prefeitura, centros acadêmicos e empresários. Destina-se a apoiar o desenvolvimento da indústria de alta tecnologia em Lublin.

#### Energética

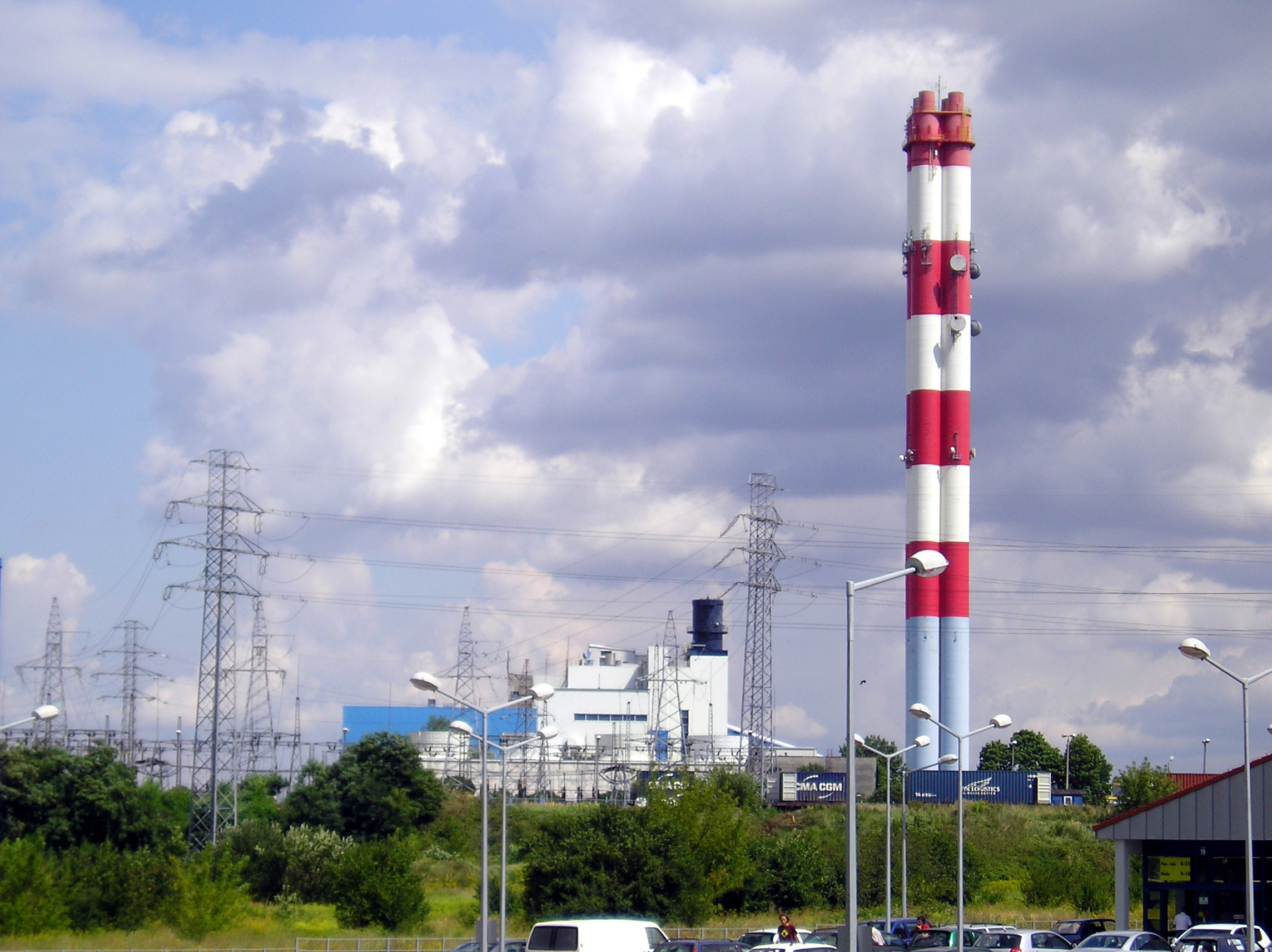
Usina combinada de calor e energia Lublin-Wrotków

O maior fornecedor de energia em Lublin é a usina combinada de calor e energia localizada em Wrotków, parte do grupo de capital PGE (Polska Grupa Energetyczna S.A.). É a maior fonte de eletricidade e calor na região de Lublin e possui a maior unidade de gás e vapor da Polônia. O combustível básico de produção do BGP é o gás natural com alto teor de metano. Lublin é também a sede da empresa PGE-Energia.
Na cidade, especialmente nas periferias, muitos edifícios unifamiliares estão equipados com painéis fotovoltaicos e outras instalações independentes de fontes de energia renováveis.

#### Outras indústrias
A fábrica de máquinas agrícolas Sipma e o fabricante de portas Pol-Skone também estão sediados em Lublin. Existem também empresas farmacêuticas (produção de soros e vacinas BIOMED e Polfa Lublin), empresas químicas e alimentícias. Entre estas últimas encontram-se, entre outras, duas empresas listadas: Emperia Holding S.A. e Polmos Lublin S.A. (Stock Polska). A fábrica de massas e cereais matinais Lubella e o produtor de doces Solidarność também são muito ativos. Há também um produtor de preparações à base de plantas medicinais em Lublin, Herbapol, uma das maiores cervejarias da Polônia, Perła, uma filial da Indykpol (antiga Lubdrob SA), uma filial da POCh Polskie Odczynniki Chemiczne, bem como Zakłady Tytoniowe em Lublin.

### Comércio

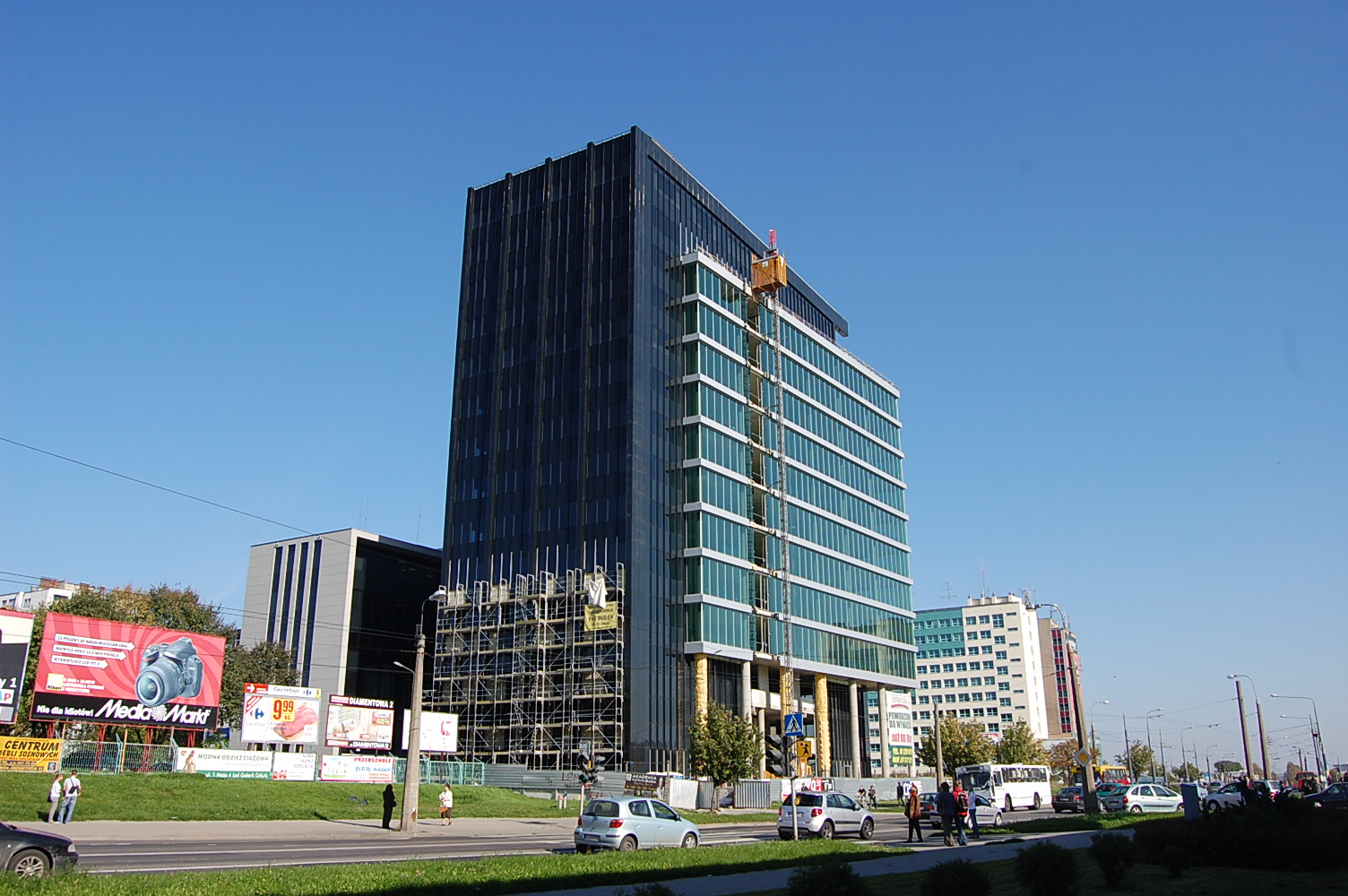
Grey Office Park e prédios de escritórios na rua Zana

A principal rua comercial de Lublin é a Krakowskie Przedmieście. Na década de 1990, muitas butiques e lojas exclusivas foram abertas lá. Śródmieście e a Cidade Velha são pontos de encontro para os moradores de Lublin em cafés, restaurantes e pubs. No centro da cidade existe um centro comercial e de entretenimento com cinema.
Lojas das maiores cadeias polonesas e estrangeiras operam em Lublin. São cerca de 20 shopping centers, várias dezenas de hipermercados e supermercados e um número similar de lojas de eletrônicos, perfumarias e drogarias. Um ponto importante da cidade é a rua Zana, uma das artérias de comunicação de Lublin, no bairro Rury. Há sedes de empresas e instituições, incluindo o Instituto de Seguro Social (ZUS), bancos, seguradoras e hipermercados. O desenvolvimento dinâmico desta parte da cidade começou na década de 1990. O prédio de escritórios do Gray Office Park está localizado nesta rua. Perto da rua Zana também abriga o edifício mais alto do Parque Metropolitano de Lublin.
As feiras comerciais são organizadas na Feira Internacional de Lublin, popular devido à proximidade da fronteira oriental. Existem, entre outros, feiras de automóveis, turísticas, educativas, casamentos e construção. Em 2012, o recinto de exposições foi ampliado várias vezes.

### Serviços
Lublin torna-se um centro de escritórios regional. Na segunda década do século XXI, foram construídos grandes edifícios de escritórios, incluindo: edifício de escritórios Orion, Centrum Zana Office Park no antigo depósito de Helenów. Em 2017, a Lublin passou para a 8.ª posição no mercado de escritórios na Polônia. Segundo os planos da cidade, os principais centros de escritórios são: a proximidade da estação metropolitana (potencial de 150 000 m² de espaço de escritório) e a vizinhança das ruas Kraśnicka e Nałęczowska (parque de escritórios com uma área de 80 000 m²). Postula-se a criação de um distrito de escritórios na entrada de Warszawy, com arranha-céus permitidos (até 200–250 metros).
Há um hotel de 5 estrelas em Lublin, treze hotéis de 4 e 3 estrelas, dois hotéis de 2 estrelas, além de várias mansões e pousadas. A acomodação também é oferecida por dormitórios e particulares.

### Subzona econômica
No terreno na avenida Witosa, nas proximidades do entroncamento ferroviário de Lublin, do anel viário de Lublin e do aeroporto de Świdnik, existe a Subzona Econômica de Lublin, pertencente à Zona Econômica Especial Euro-Park Mielec. Em 2016, a área da subzona econômica era de 128 hectares. Foi planejado estender a Subzona de Lublin para 200 hectares. A subzona atraiu muitas empresas, incluindo: Aliplast, Stokrotka, Pol-Skone, Ball, MLP, Panattoni Europe e Modern-Expo Group.

## Transportes

### Circulação de pedestres

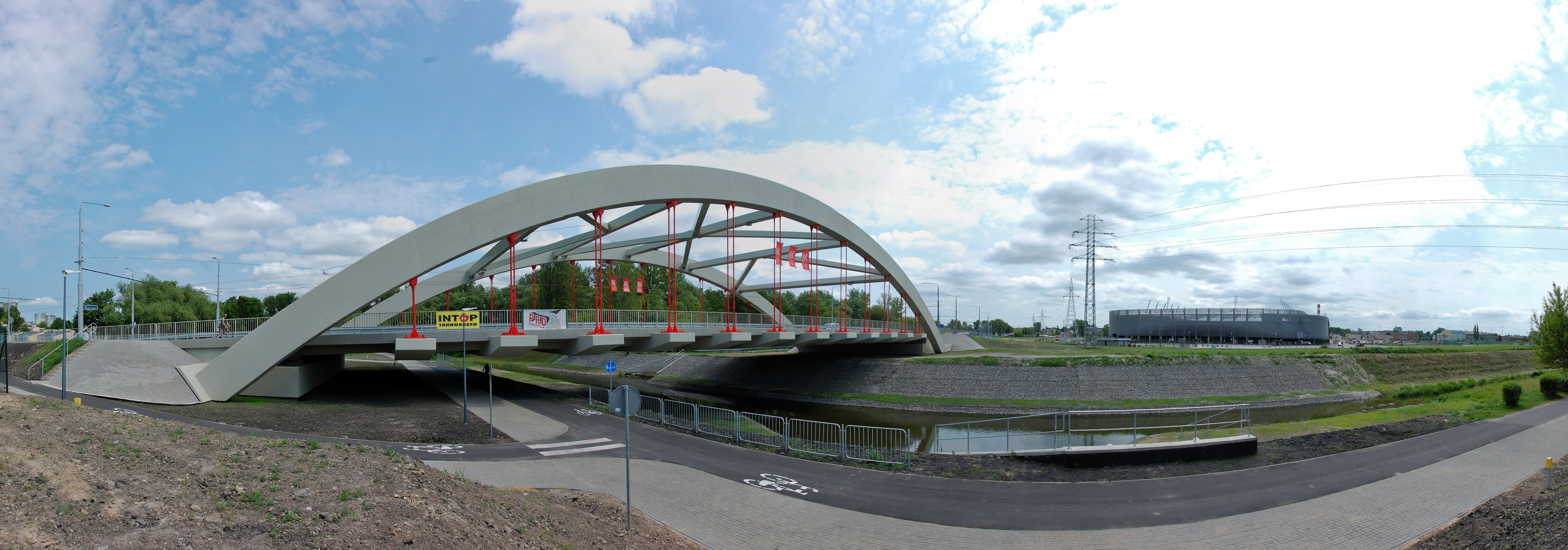
Infraestrutura de transporte sobre o rio Bystrzyca nas proximidades da ponte do 700.º aniversário de Lublin. Arena Lublin à direita

Até a década de 1960, não havia conflito entre o tráfego de pedestres e motorizado devido ao pequeno número de carros. Em 1964 era esperado o número de 50–100 carros por 1 000 habitantes e planejados até 70 vagas de estacionamento por 1 000 habitantes. Até a década de 1980, prevalecia o conceito de segregação do tráfego de pedestres e carros em conjuntos habitacionais, mas as necessidades das pessoas com mobilidade reduzida não eram consideradas, e inúmeros obstáculos eram projetados nos percursos pedestres (escadas, meio-fio alto). Nas décadas seguintes, não foi construído um número adequado de vagas de estacionamento. Nesta situação, no início do século XXI, observou-se que os carros estacionados ocupavam as calçadas e os pedestres usavam vias projetadas para carros.
Em 2015, uma equipe responsável pela política de pedestres foi criada na Prefeitura de Lublin. Um ano depois, foi desenvolvido o projeto Normas para pedestres de Lublin, que prevê o tratamento prioritário do tráfego de pedestres e o planejamento da infraestrutura na perspectiva do pedestre. Ele postula, entre outras coisas, planejando o chamado cidades com estradas curtas, privilegiando os pedestres no centro da cidade e o desenvolvimento de zonas de baixo tráfego onde o tráfego de pedestres seria permitido em toda a largura das ruas.

### Ciclovias

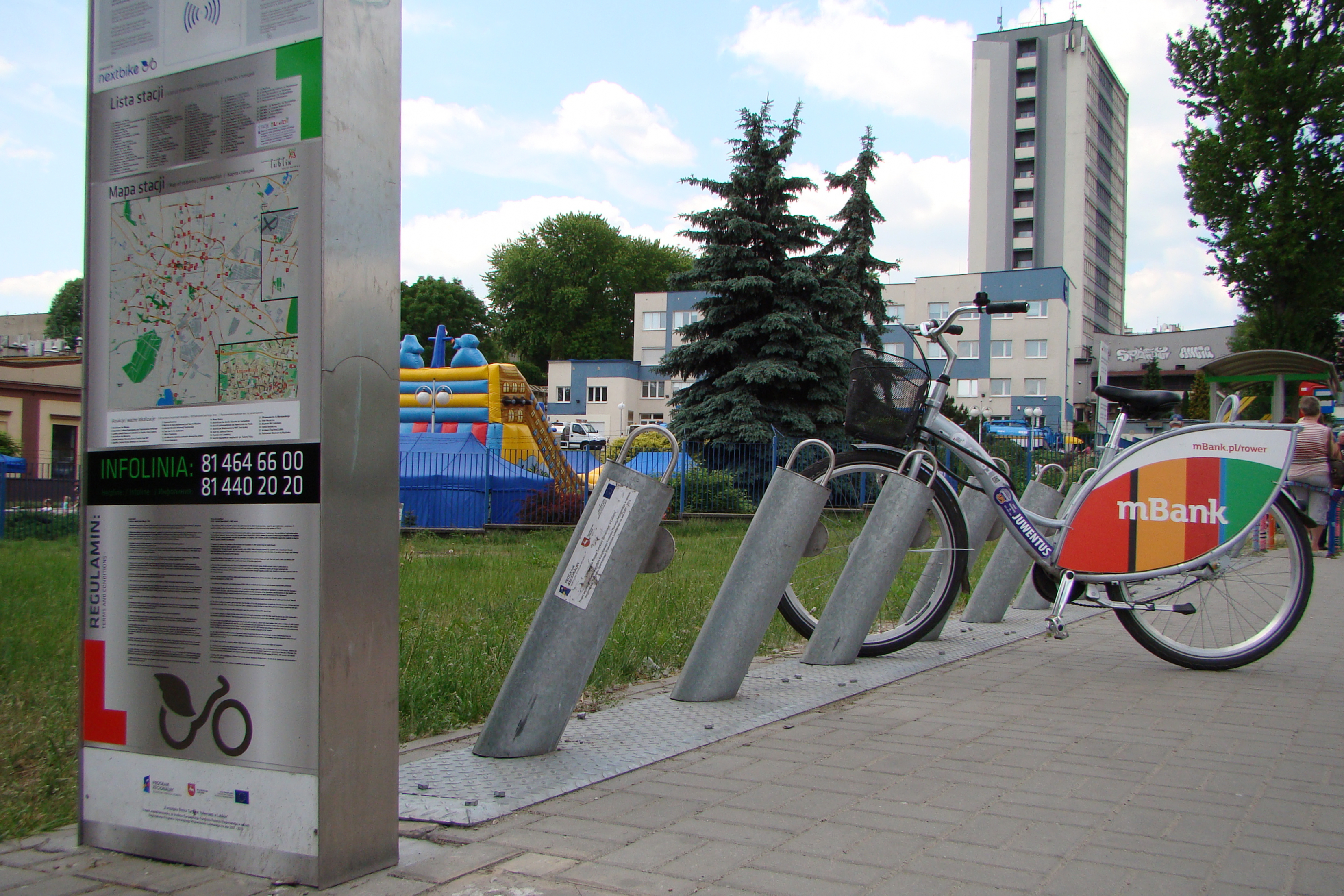
Estação de bicicletas da cidade de Lublin na rua Piłsudski

As primeiras ciclovias em Lublin foram construídas na década de 1990. Em 1997, a Prefeitura emitiu uma resolução sobre a definição dos princípios da política de transporte, e em 2000 — o “Estudo das condições e direções de desenvolvimento do território”, que também teve em conta o transporte de bicicletas. No entanto, conforme o Plano Diretor Municipal, o programa de construção de uma rede de ciclovias deveria servir principalmente para fins turísticos e recreativos.
Nos anos de 2010–2015, foram publicados cinco documentos estratégicos relativos à política de bicicletas (emitidos pelas autoridades municipais ou elaborados em seu nome), incluindo as resoluções do conselho municipal: “Política de Bicicleta da Cidade de Lublin” e “Conceito do desenvolvimento do transporte de bicicletas na cidade de Lublin”. Em 2014, foi inaugurada a Bicicleta da cidade de Lublin, que consistia em 40 estações de bicicletas e 400 bicicletas. Dois anos depois, este sistema foi mais que duplicado. Na primavera de 2015, Lublin tinha aproximadamente 130 km de ciclovias, mais de 25 km de ciclovias e 1,5 km de ruas com pistas de contrafluxo ou faixas de contrafluxo. No verão de 2021, havia pelo menos 127 estações de bicicletas da Bicicleta da cidade de Lublin e mais de 180 km de ciclovias na aglomeração de Lublin. E mais uma dúzia de quilômetros estão planejados.
A política de bicicletas de Lublin é servir ao desenvolvimento do transporte sustentável; o seu objetivo é atingir, até 2025, pelo menos 15% de participação do ciclismo no número total de viagens. Em 2015, foi publicada a “Auditoria Social da Política de Ciclismo para Lublin”, cujos autores indicaram que as autoridades do governo local não estão realizando as tarefas existentes e detalhadas, e algumas atividades relacionadas à política de bicicletas são realizadas pelo lado social.

### Transporte rodoviário

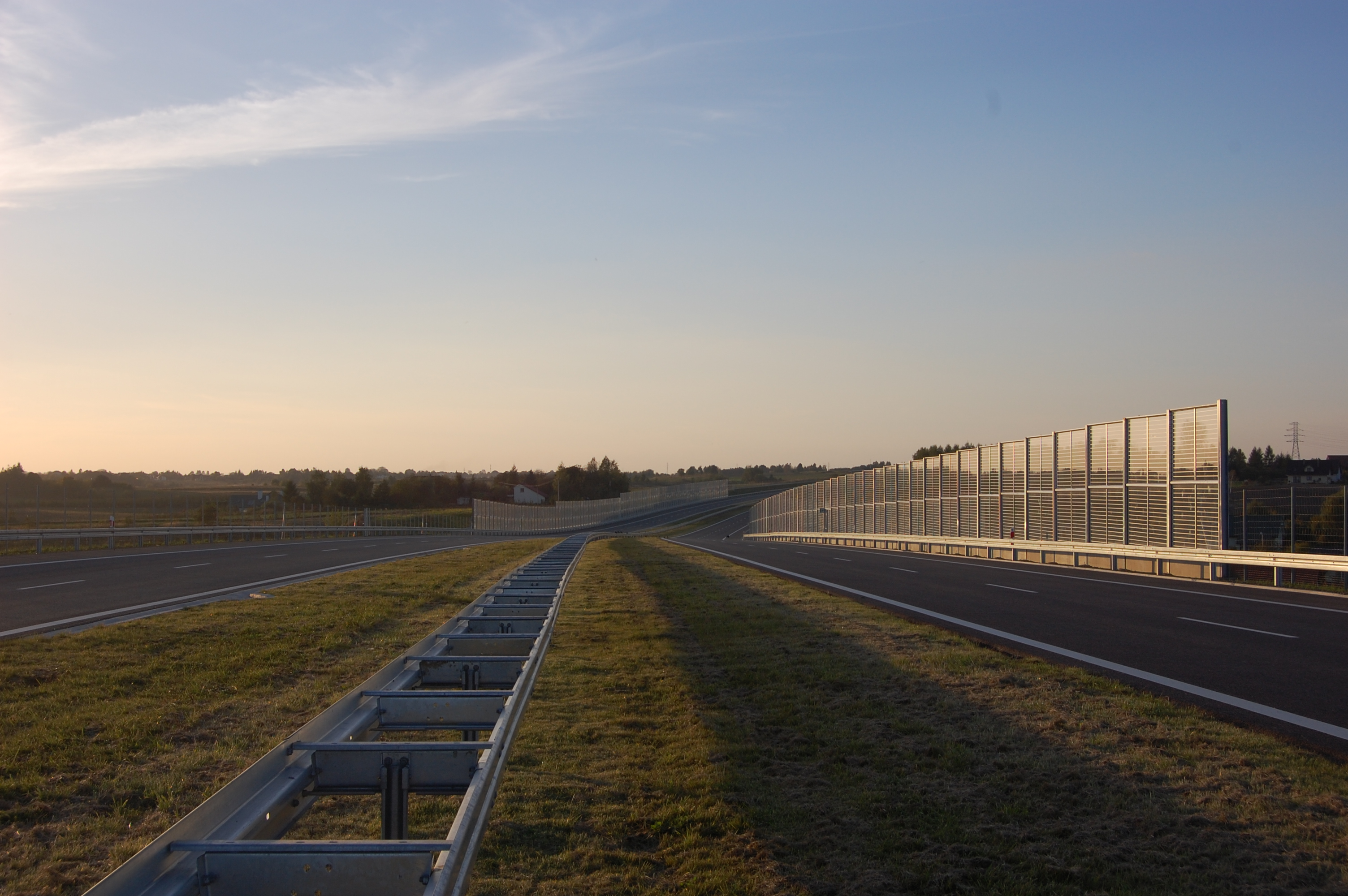
Desvio de Lublin ao longo da via expressa S17

Três vias expressas e estradas internacionais passam por Lublin:
- () de Puławy (planejado de Piotrków Trybunalski) para Piaski (planejado para Chełm e a fronteira com a Ucrânia em Dorohusk),
- () de Varsóvia a Piaski (planos para Zamość e a fronteira com a Ucrânia em Hrebenne e Kiev),
- como o desvio ocidental (planejado de Białystok a Rzeszów).

As seguintes estradas começam na cidade:
- para Włodawa,
- para Przytoczno,
- para Świdnik,
- para Nałęczów,
- para Biłgoraj e Przeworsk.

Lublin tem um desvio, cuja seção norte e leste (de Dąbrowice a Felin) é uma seção das vias expressas S12, S17 e S19, e a seção oeste (de Dąbrowica a Konopnica) — uma seção da via expressa S19.
Na classificação 2024 das Cidades Amigas dos Motoristas, desenvolvida pelo portal Oponeo.pl em cooperação com o aplicativo Yanosik, Lublin ficou em sétimo lugar na categoria de cidades com mais de 300 mil habitantes. A classificação avalia o conforto e as condições de direção nas cidades polonesas, considerandos fatores como fluidez do tráfego, disponibilidade de vagas de estacionamento, custos operacionais do veículo e segurança nas estradas. Os criadores da classificação enfatizam que a infraestrutura rodoviária de Lublin tem um desempenho particularmente bom, o que teve um impacto significativo em sua alta posição na classificação nacional.

### Transporte público

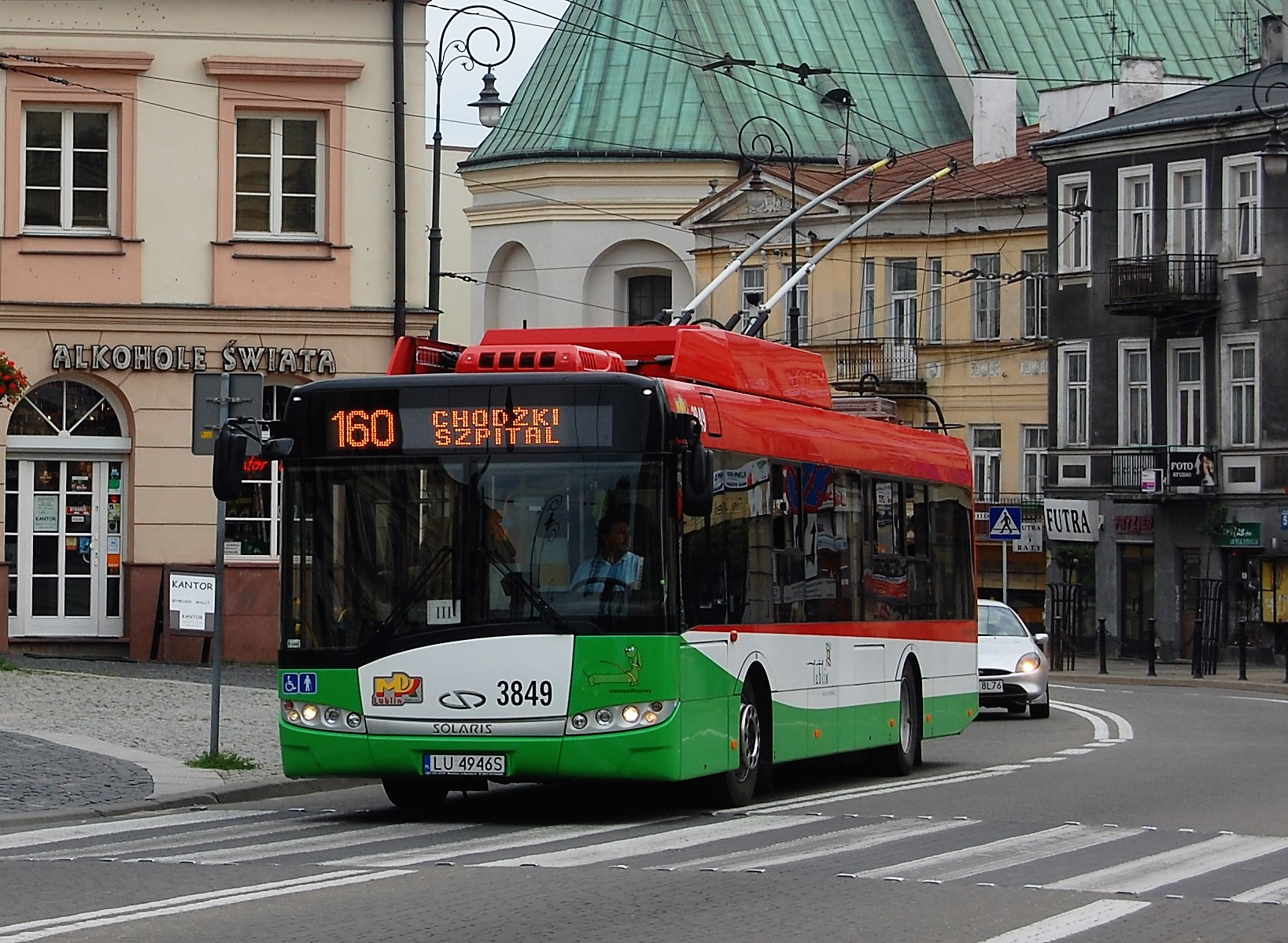
Trólebus com o logotipo promocional da cidade passando pela praça Łokietka

O transporte público em Lublin, encomendado pela Autoridade de Transporte Público, é servido pela Companhia Municipal de Transportes Lublin Sp. z o.o., subcontratadas e entidades externas. Lublin é uma das 3 cidades da Polônia (ao lado de Gdynia e Tychy) onde circulam os trólebus. Existem 55 linhas de ônibus na cidade (incluindo 3 linhas noturnas) e 12 linhas de trólebus. O portador de bilhetes periódicos em Lublin é o Cartão de Bilhete Eletrônico.

### Transporte ferroviário

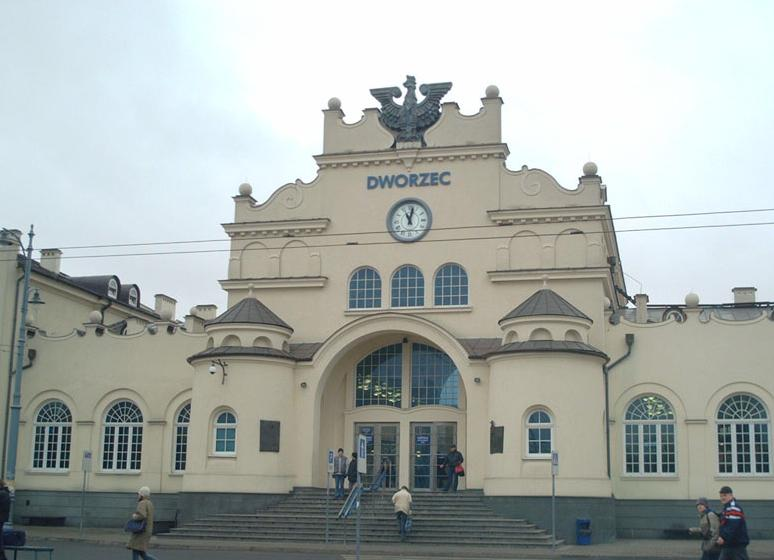
Histórica estação ferroviária principal em Lublin de 1877

Lublin é um entroncamento ferroviário. Uma linha férrea que liga Varsóvia à fronteira do país em Dorohusk atravessa a cidade e ainda mais adiante com Kiev. Duas outras linhas partem de Lublin nas seguintes direções: sul (incluindo Kraśnik e mais adiante - Przeworsk) e norte (para Łuków). Em 2012, foi construída uma ferrovia ligando a estação Lublin Główny Ferrovias Estatais Polonesas (PKP) ao Aeroporto de Lublin. A cidade tem ligações ferroviárias diretas com a capital e a maioria das grandes cidades do país, bem como Kiev.
Nos limites administrativos da cidade existem estações ferroviárias: Lublin Główny, Lublin Północ, Lublin Zemborzyce, bem como a estação de mercadorias Lublin Tatary. Os viajantes também podem usar as seguintes paradas: Lublin Zadębie, Lublin Ponikwoda, Rudnik Przystanek, Lublin Zachodni. Até 2017, havia uma parada ferroviária não utilizada, Lublin Zalew. Na parte oeste da cidade, em sua fronteira, há uma estação ferroviária chamada Stasin Polny. A estação de junção de Lublin, localizada na praça Dworcowy, é a estação com o maior número de passageiros despachados no leste da Polônia. A histórica estação ferroviária foi construída em 1877.
Em 2017, iniciou-se a renovação da linha férrea n.º 7 em direção a Varsóvia. Em 2018, foi iniciada a modernização da linha férrea n.º 68 em direção a Rzeszów, combinada com sua eletrificação.
Após a conclusão da renovação, será possível implementar o conceito da Ferrovia da Aglomeração de Lublin (Metropolitana), uma ferrovia de trem suburbano criada em cooperação com as autoridades locais. Em outubro de 2020, foi assinado um acordo para a criação do conceito da Ferrovia da Aglomeração de Lublin. O contratante é Schuessler-Plan Inżynierzy Sp. z o.o. Segundo o contrato, tem 495 dias para preparar o conceito.
Em 2020, a construção da Estação Ferroviária Metropolitana Intermodal Integrada em Lublin começou no distrito de Za Cukrownia. Abrange a modernização da Estação Ferroviária Principal e a construção de uma nova Estação PKS, que será transferida da avenida Tysiąclecia para a rua Młyńska, adjacente à estação ferroviária. A construção de uma garagem de ônibus, um estacionamento subterrâneo, uma ponte e um passeio na rua Gazowa. Graças a essas atividades, a área se tornará o centro de transporte da região. As mudanças devem abranger as seguintes ruas: Młyńska, Gazowa, Krochmalna, Dworcowa, 1-go Maja e Pocztowa.

### Transporte aéreo

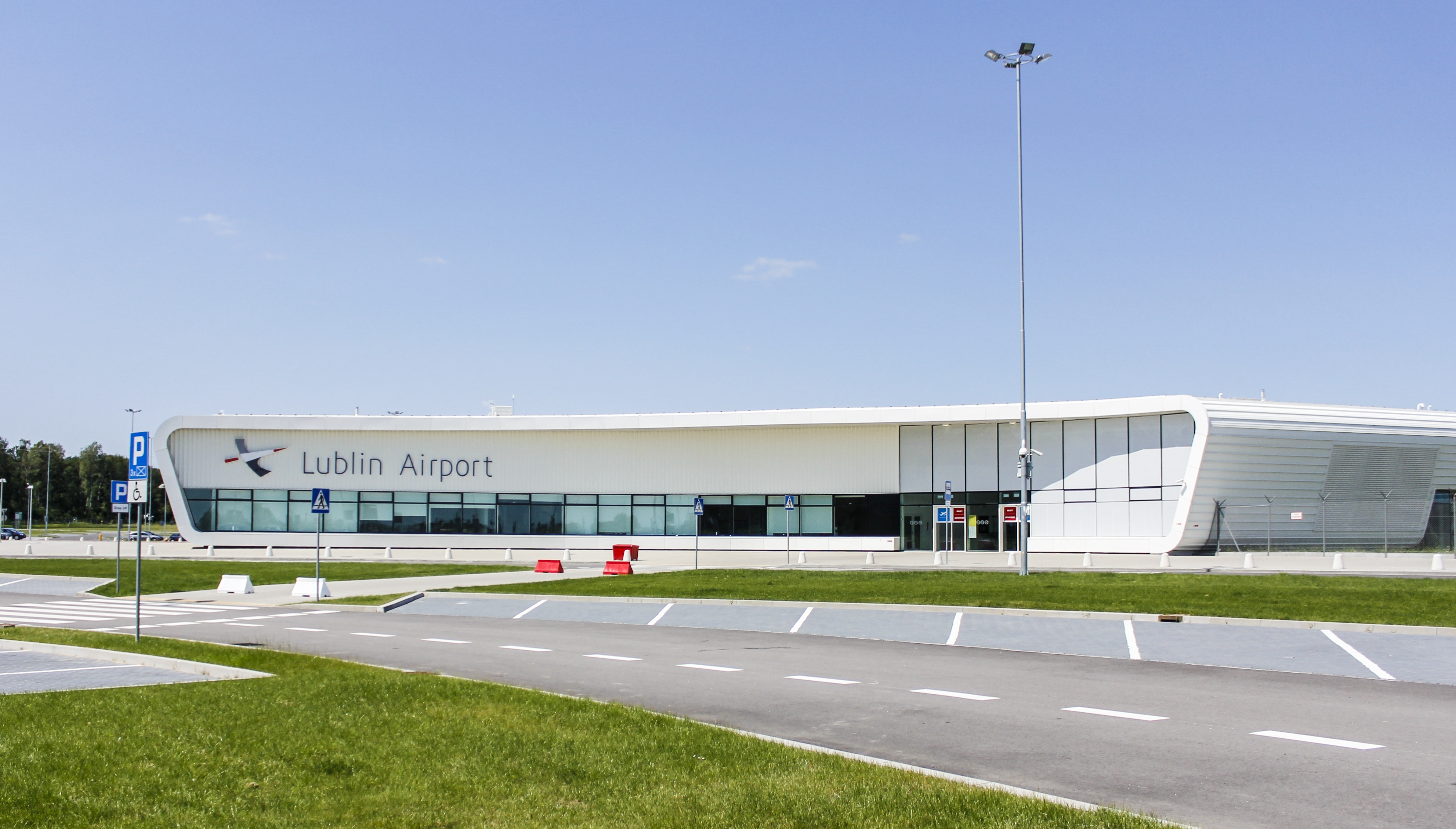
Aeroporto de Lublin

A decisão de construir o primeiro aeroporto perto de Lublin foi tomada em 1934. Localizava-se em Świdnik. Sua inauguração ocorreu em 4 de junho de 1939. Em 1944, os alemães em retirada destruíram o aeroporto e desde então por quase 70 anos, até 2012, Lublin não era visível no mapa das conexões aéreas.
O atual aeroporto de Lublin também está localizado em Świdnik, a cerca de 10 km do centro de Lublin. Está ligado por uma ligação ferroviária com a estação ferroviária Lublin Główny PKP. Em 2018, o aeroporto movimentou mais de 450 000 passageiros, tornando-se o décimo aeroporto mais movimentado da Polônia. Desde o início da sua operação até ao final de 2019, o Aeroporto de Lublin serviu mais de 2 693 000 passageiros. A pandemia de coronavírus limitou as operações aeroportuárias. As suas autoridades decidiram desenvolver serviços de carga e aviação de negócios privada.
Cerca de 12 km a sudoeste da cidade fica o aeroporto Lublin-Radawiec em Radawiec Duży. Em 1999, uma pista de pouso sanitária foi inaugurada na avenida Kraśnicka, e em 2013 na rua Grenadierów também incluem o campo de pouso sanitário Lublin-SPZOZ MSW. A pista de pouso em SPSK n.º. 4 na rua Jaczewski.

## Segurança Pública

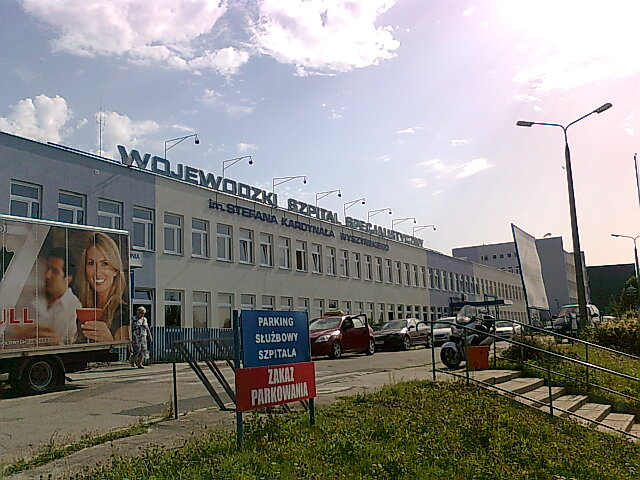
Hospital Provincial Especializado Cardeal Stefan Wyszyński

Há vários hospitais-escola em Lublin, incluindo uma clínica infantil e o 1.º Hospital Clínico Militar com Policlínica. Além disso, existem, entre outros hospitais provinciais (hospital especializado provincial, hospital Jan Boży (que no final de 2014 assumiu o antigo Hospital Ferroviário), Centro do Câncer da Região de Lublin, hospital neuropsiquiátrico) e hospitais públicos: o Hospital do Ministério do Interior e Administração e o Instituto de Medicina Rural.
Existe um centro de notificação de emergência em Lublin, que lida com relatórios de emergência para os números de telefone de emergência 112, 997, 998 e 999.
Segundo o relatório Europolis - Ranking das Cidades Verdes para 2021, Lublin é a cidade mais verde com direitos de condado na Polônia. A capital da região de Lublin venceu em três das cinco categorias: transporte público, saúde pública e medidas para melhorar a qualidade do ar. Logo atrás dela estavam Katowice e Łódź.

## Educação
A primeira universidade em Lublin foi fundada no século XVII. Foi instalada no mosteiro dos padres dominicanos e existindo nos anos 1644–1686 Studium generale, que tinha o direito de conferir os graus de leitor e bacharel em filosofia e teologia. O primeiro reitor (regens) foi o padre Paweł Ruszel OP.
A primeira universidade fundada no século XX (1918) foi a Universidade Católica de Lublin. A inauguração desta universidade pelo padre Idzi Radziszewski causou o renascimento científico da cidade, um afluxo de estudantes e cientistas destacados (principalmente de Lviv e Cracóvia). A vida acadêmica começou a se desenvolver de forma ainda mais dinâmica após a Segunda Guerra Mundial, quando a Universidade Maria Curie-Skłodowska foi criada como contrapeso à universidade católica em 1944. Foi desta universidade estatal que mais tarde surgiram outras universidades de Lublin (a Universidade de Medicina e a Universidade de Ciências da Vida). A década de 1990 trouxe um desenvolvimento muito dinâmico das universidades particulares.
As universidades públicas têm sede em Lublin: Universidade Maria Curie-Skłodowska, Universidade Médica de Lublin, Universidade de Ciências da Vida em Lublin e Universidade de Tecnologia de Lublin, bem como várias não públicas, entre as quais a Universidade Católica João Paulo II de Lublin funciona como uma universidade estatal. Em 2021, o número de pessoas que estudam nas universidades de Lublin foi estimado em aproximadamente 70 mil. Considerando esses dados, Lublin provavelmente tem a maior porcentagem da população estudantil entre todas as cidades polonesas.
No final da segunda década do século XXI, Lublin registrou um alto percentual de internacionalização do ensino superior em comparação com os centros poloneses. Quase 10% dos alunos eram estrangeiros. Para efeito de comparação, na Grã-Bretanha e na Suíça, esse indicador excede 15%.
Em Lublin, existem pelo menos 60 escolas primárias públicas e particulares e 38 escolas secundárias gerais. A maior escola primária em número de alunos e funcionários é a Escola Primária n.º 51, João Paulo II, localizada no distrito de Czuby Południowe. No ano letivo 2021/2022, frequentaram 1 410 alunos nessa instituição e ali trabalharam 240 pessoas, incluindo 167 professores.

Instituições de ensino superior em Lublin
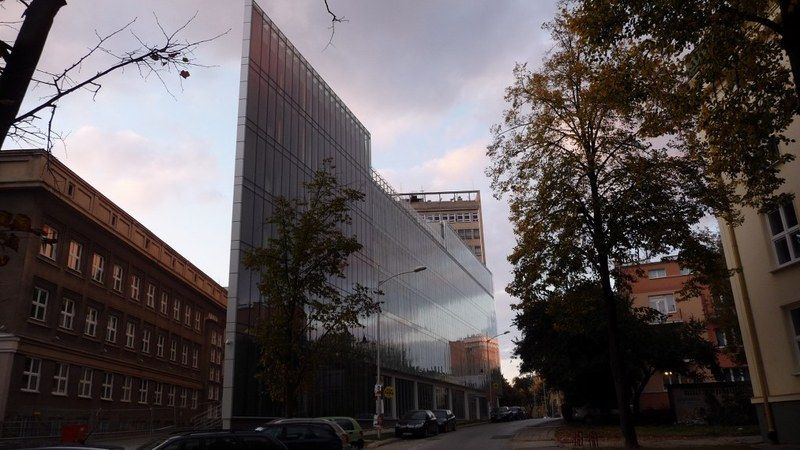
Edifício do Instituto de Ciência da Computação da UMCS
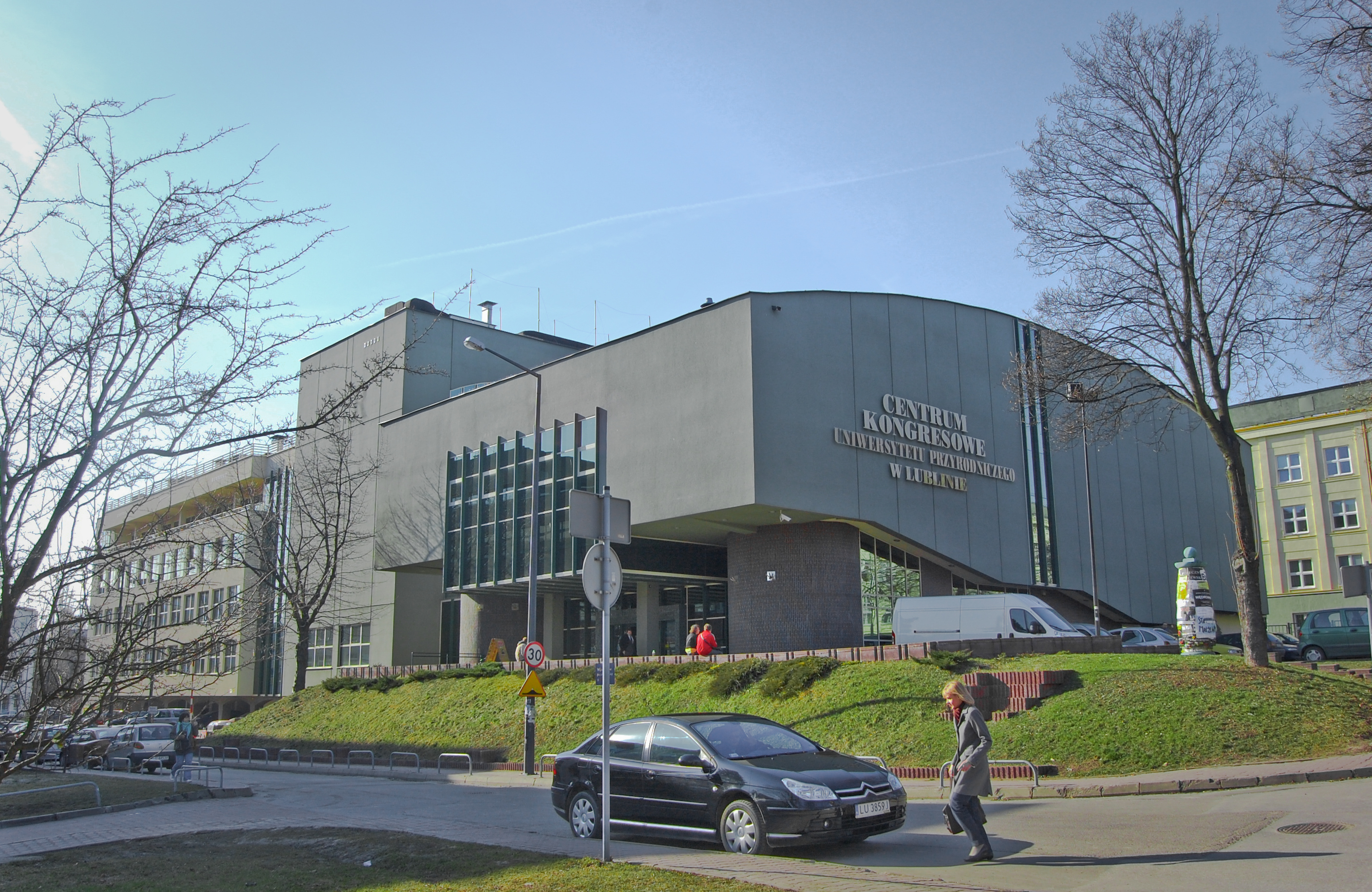
Centro de Congressos da Universidade de Ciências da Vida
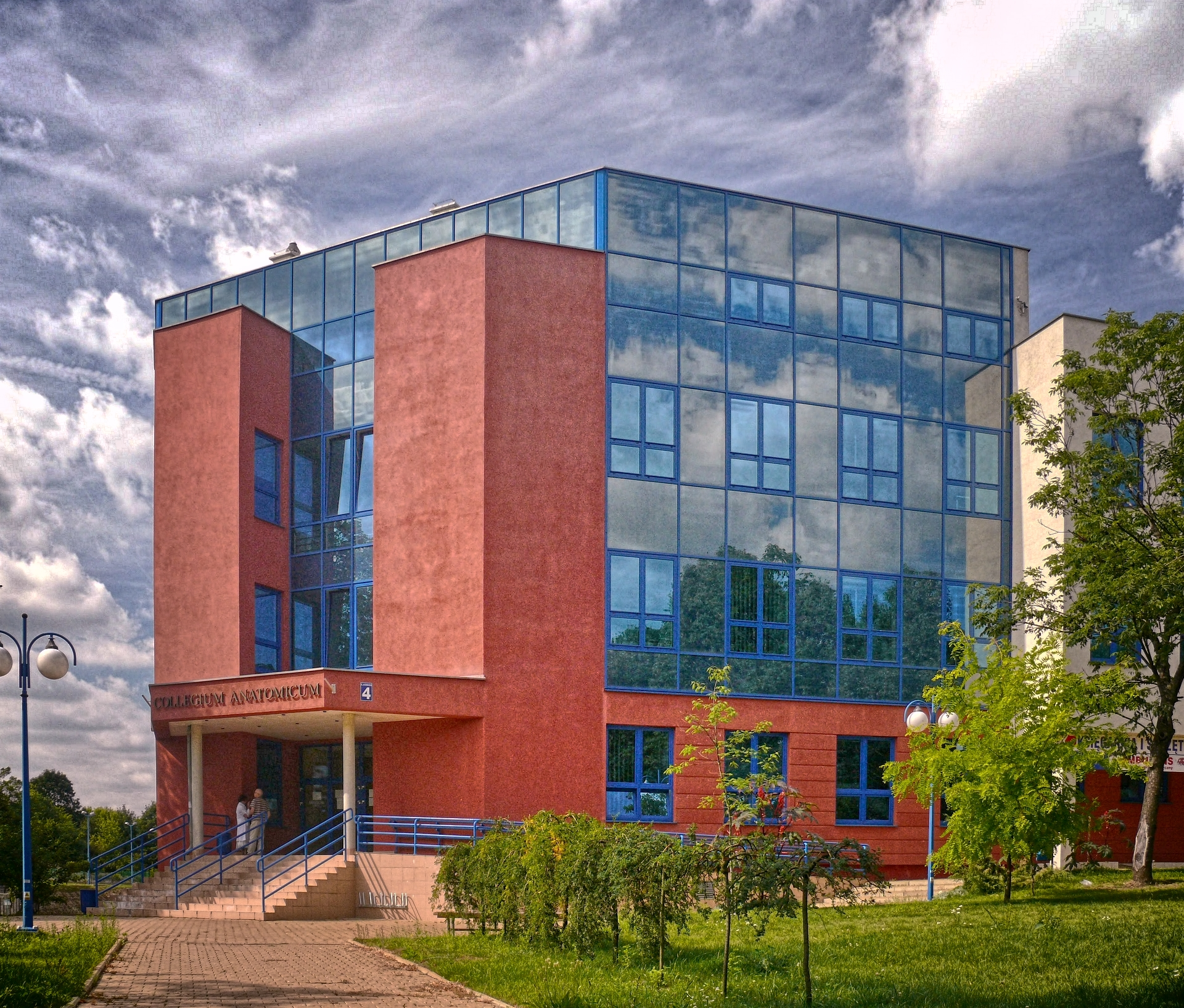
Collegium Anatomicum da Universidade de Medicina
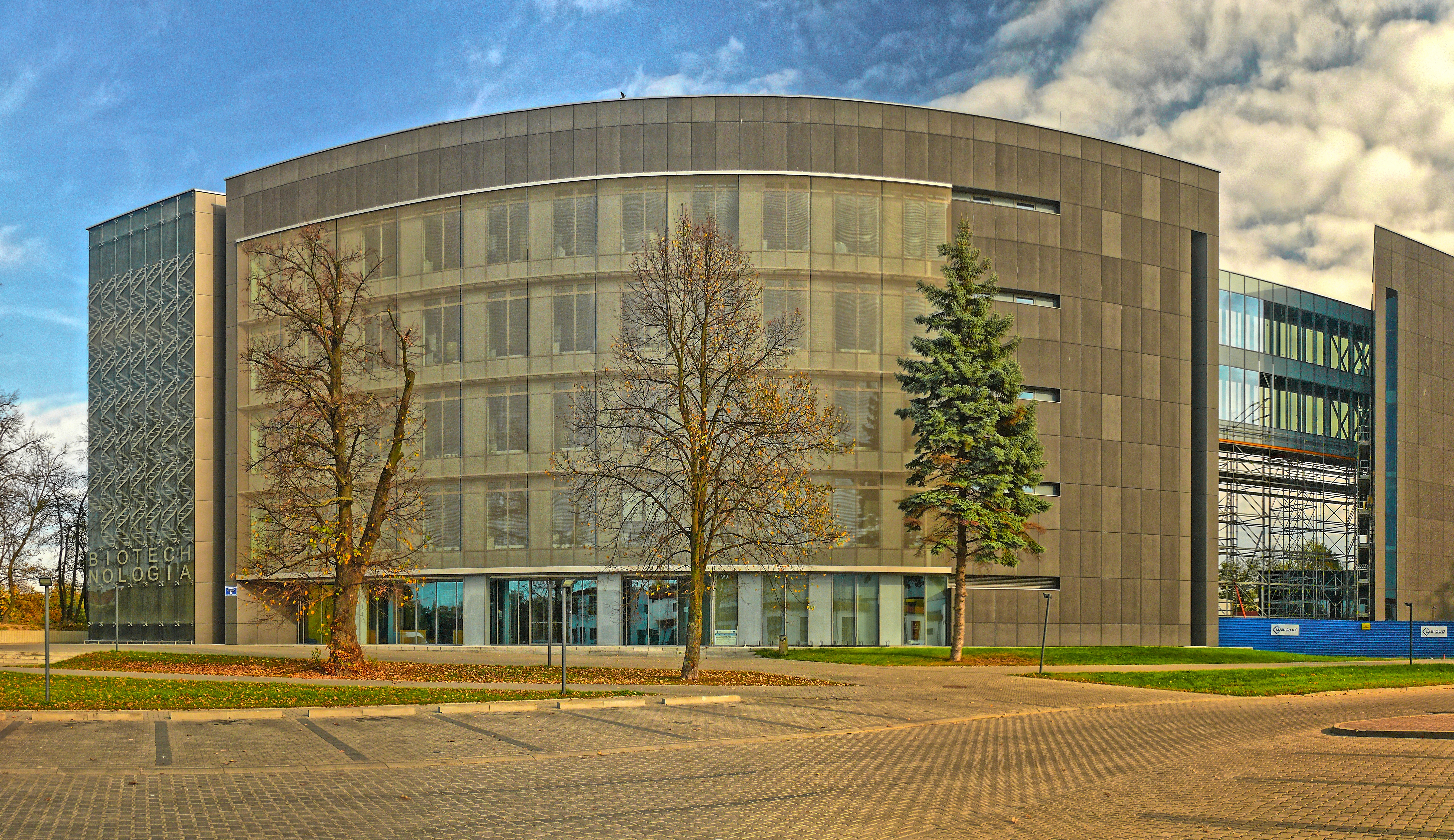
Prédio do Departamento de Biotecnologia da Universidade Católica

## Cultura

### Centros culturais

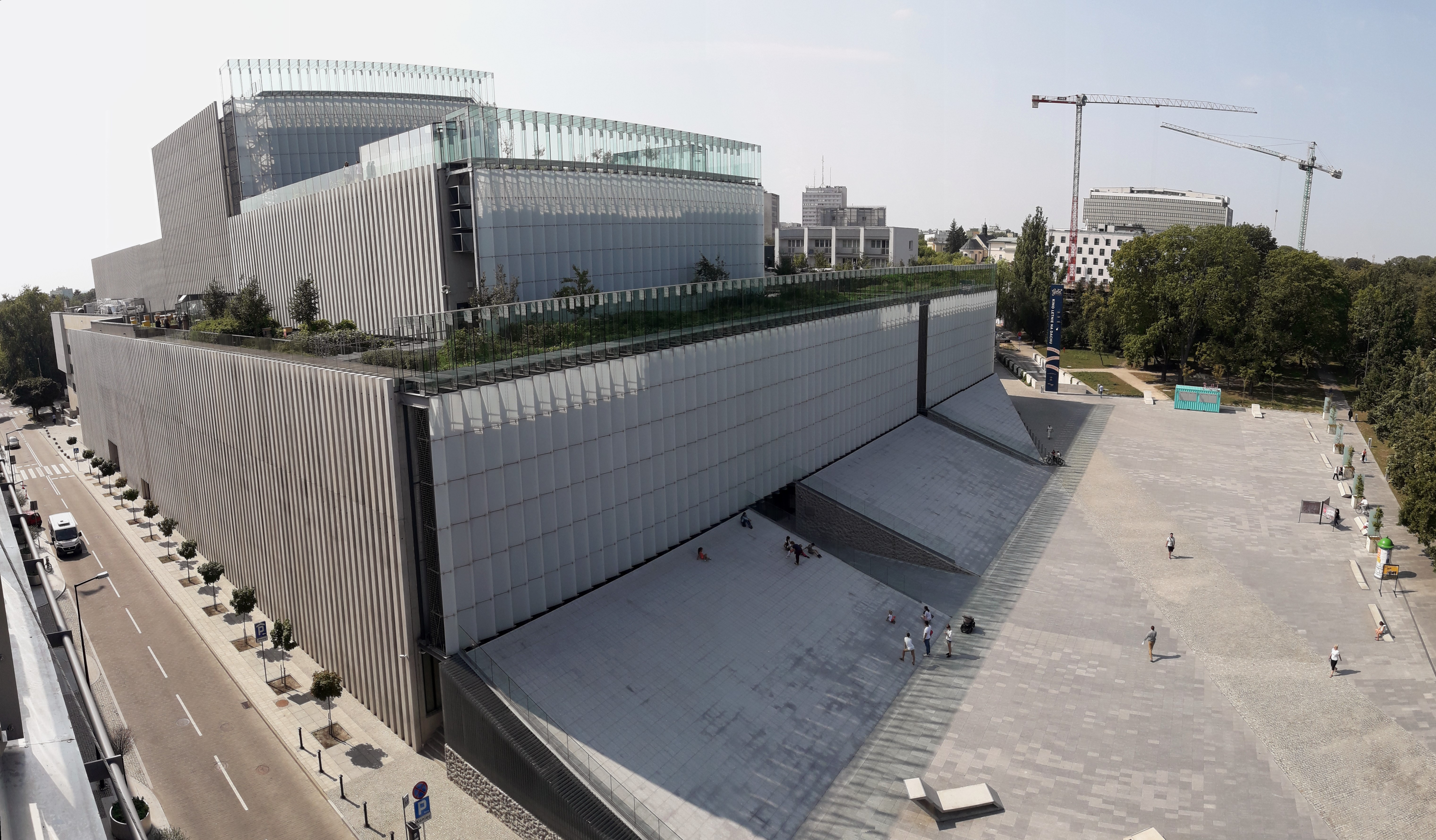
Centro para o Encontro de Culturas, seu terraço e praça do Teatro, vista do Centro de Conferências de Lublin

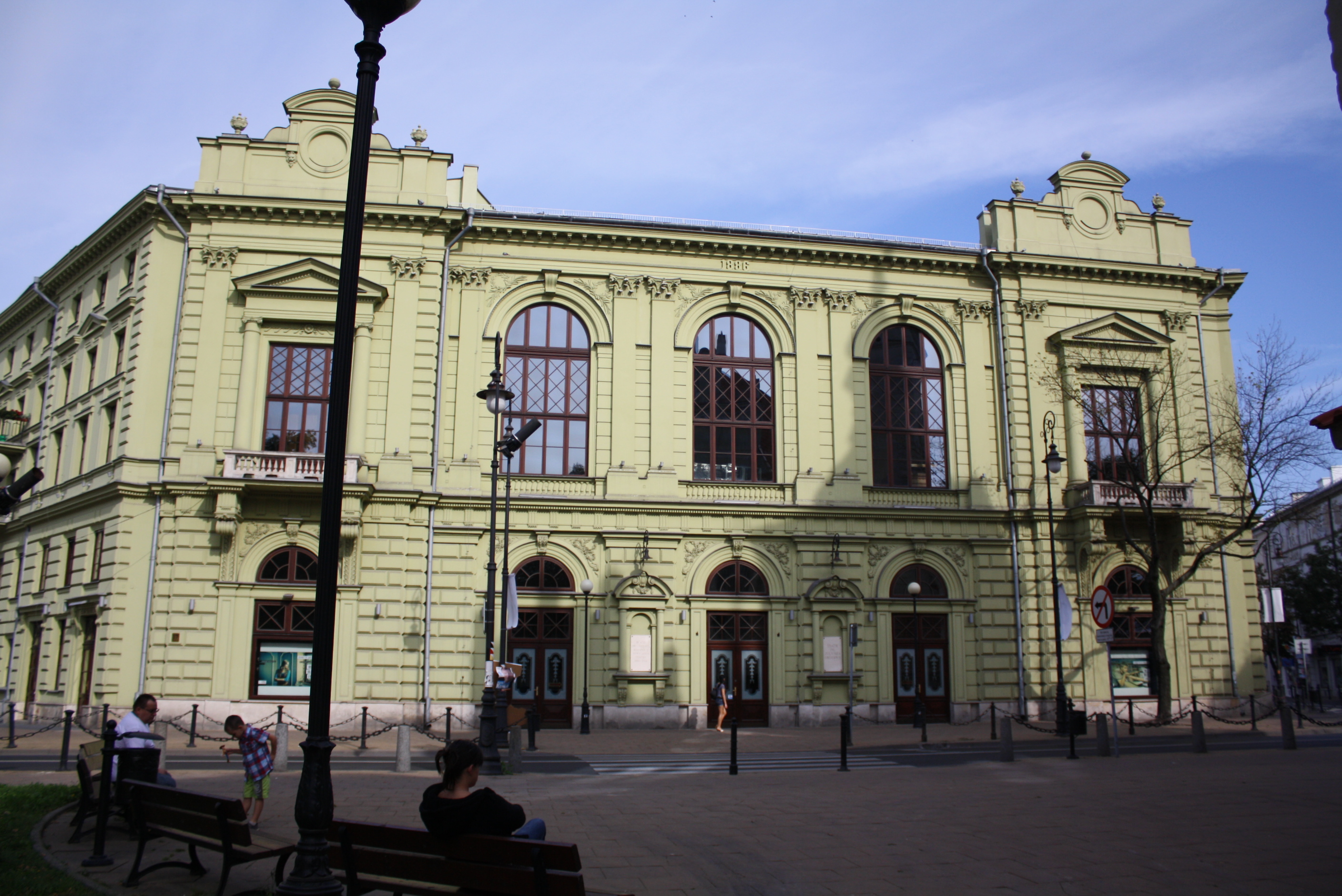
Teatro Juliusz Osterwa

Lublin é o maior centro científico e cultural do lado oriental do rio Vístula, o que se traduz em inúmeros eventos culturais organizados pela comunidade estudantil e autoridades governamentais locais. Os trabalhos lá incluem o Centro Cultural Acadêmico e os centros governamentais locais: Centro Cultural, Centro de Encontros de Culturas, “Centro Brama Grodzka - Teatro NN”, Oficinas de Cultura e Centro Cultural Provincial.
Existem muitas bibliotecas na cidade, incluindo a Biblioteca Pública Provincial. Hieronim Łopaciński em Lublin e a Biblioteca Pública da Cidade em Lublin.
Há várias galerias de arte e cerca de uma dúzia de museus, incluindo o Museu da Aldeia de Lublin, o Museu Nacional de Lublin, o Museu da História da Cidade de Lublin, o Museu do Martírio “Pod Zegarem”, a Mansão de Wincenty Pol, Museu literário Józef Czechowicz, a Câmara Memorial da Indústria Gráfica polonesa e o Museu do Estado em Majdanek.
O Teatro Antigo de Lublin existe desde 1822. Originalmente, ele abrigava as casas de teatro e ópera de Lublin e, no século XX, também abrigava um cinema. A cidade tem o único palco de ópera e opereta na margem direita do rio Vístula — o Teatro Musical. Há também a Filarmônica de Lublin H. Wieniawski, a Orquestra de Câmara de Lublin e a Sala de Concertos Karol Lipinski. O Teatro Musical desempenha as funções de um teatro de ópera. A sede da Ópera de Lublin planejada será o Centro para o Encontro de Culturas. Em 2020, o Museu dos Territórios Orientais deve ser fundado no Palácio Lubomirski.
Lublin é um centro de cultura alternativo. A década de 1970 trouxe projetos como o Teatro Gong 2, Scena Plastyczna KUL e o poético Grupo Samsara. A arte performática também está se desenvolvendo em Lublin. Um elemento do teatro alternativo é o Teatr Provisorium e o Centro de Práticas Teatrais “Gardzienice”. A cidade tem o “Espaço TEKTURA para atividades criativas”, também é realizado o Festival Open City.
Lublin se candidatou ao título de Capital Europeia da Cultura 2016. Em 2010, com Varsóvia, Katowice, Gdansk e Breslávia, foi incluída na chamada lista restrita. Em 2024, ganhou o título de Capital Europeia da Cultura 2029, vencendo a competição contra Bielsko-Biała, Katowice e Kołobrzeg.

### Eventos culturais

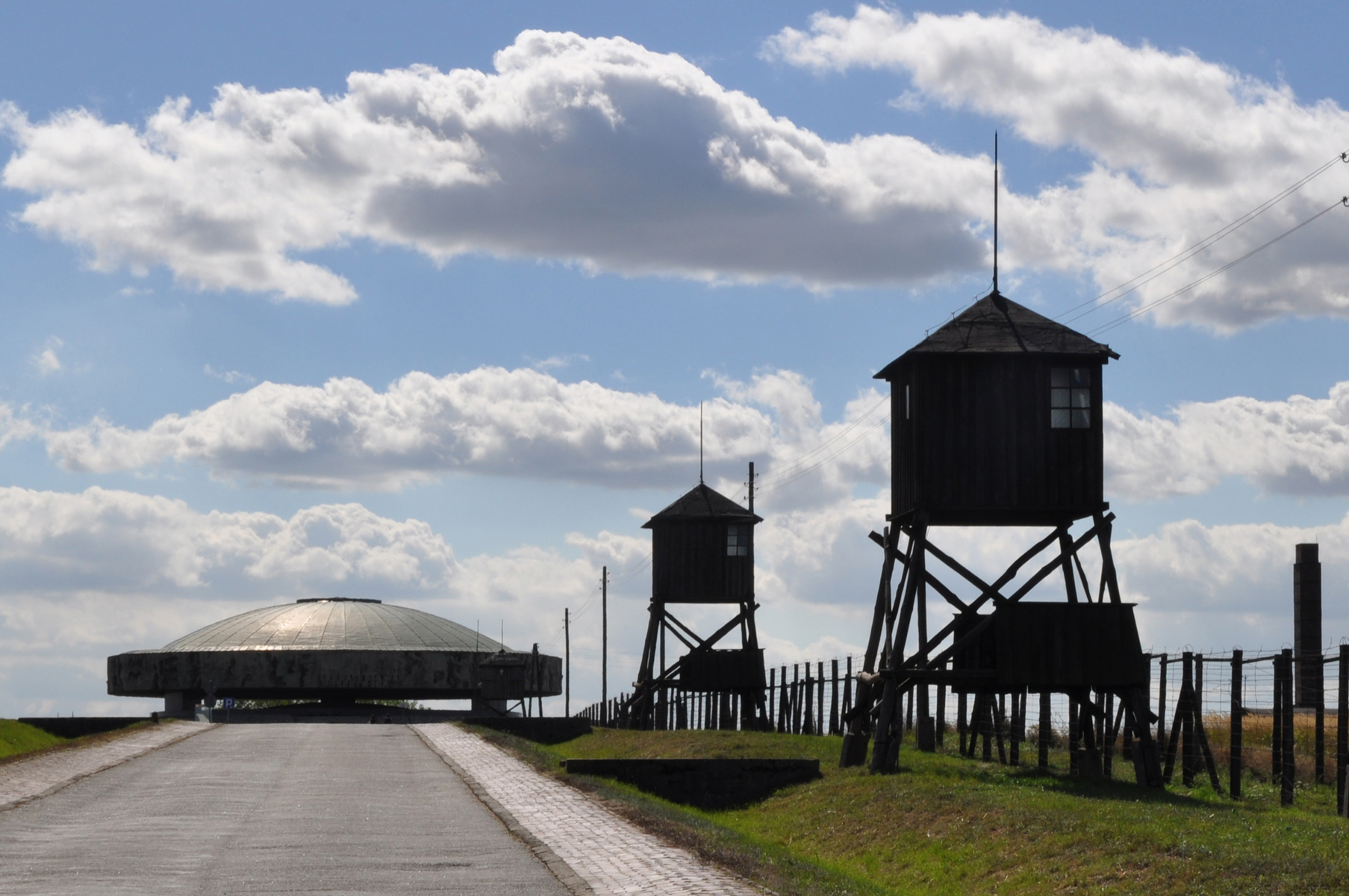
Museu do Estado em Majdanek

Lublin é um local de eventos culturais, muitos dos quais se referem ao seu patrimônio multicultural e acontecem no espaço aberto da Cidade Velha. Os maiores eventos, com milhares de participantes e reputação internacional, incluem: Carnaval Sztukmistrzów — um festival na fronteira entre teatro de rua e circo, cujo nome foi inspirado na figura do Mago de Lublin; Noite da Cultura — um festival noturno de apresentações de teatro, concertos de música, exposições, happenings e outros eventos culturais; Oriente da Cultura — Outros Sons Art’n’Music Festival — apresentando os fenômenos musicais mais interessantes no ponto de encontro de gêneros, tradições e influências culturais; Feira Jaguelônica — evento comercial e cultural referente à tradição da República das Duas Nações, durante o qual a feira tradicional é acompanhada por apresentações e espetáculos de artistas, artesãos e produtores de artesanato tradicional da Europa Central e Oriental; o Festival Europeu do Sabor — apresenta a riqueza e o patrimônio culinário da região de Lublin inscrito no amplo contexto da cultura culinária da Europa e dos países da Parceria Oriental, durante o qual se realizam concertos, exposições, espetáculos e workshops.

### Meios de comunicação

#### Rádio e televisão

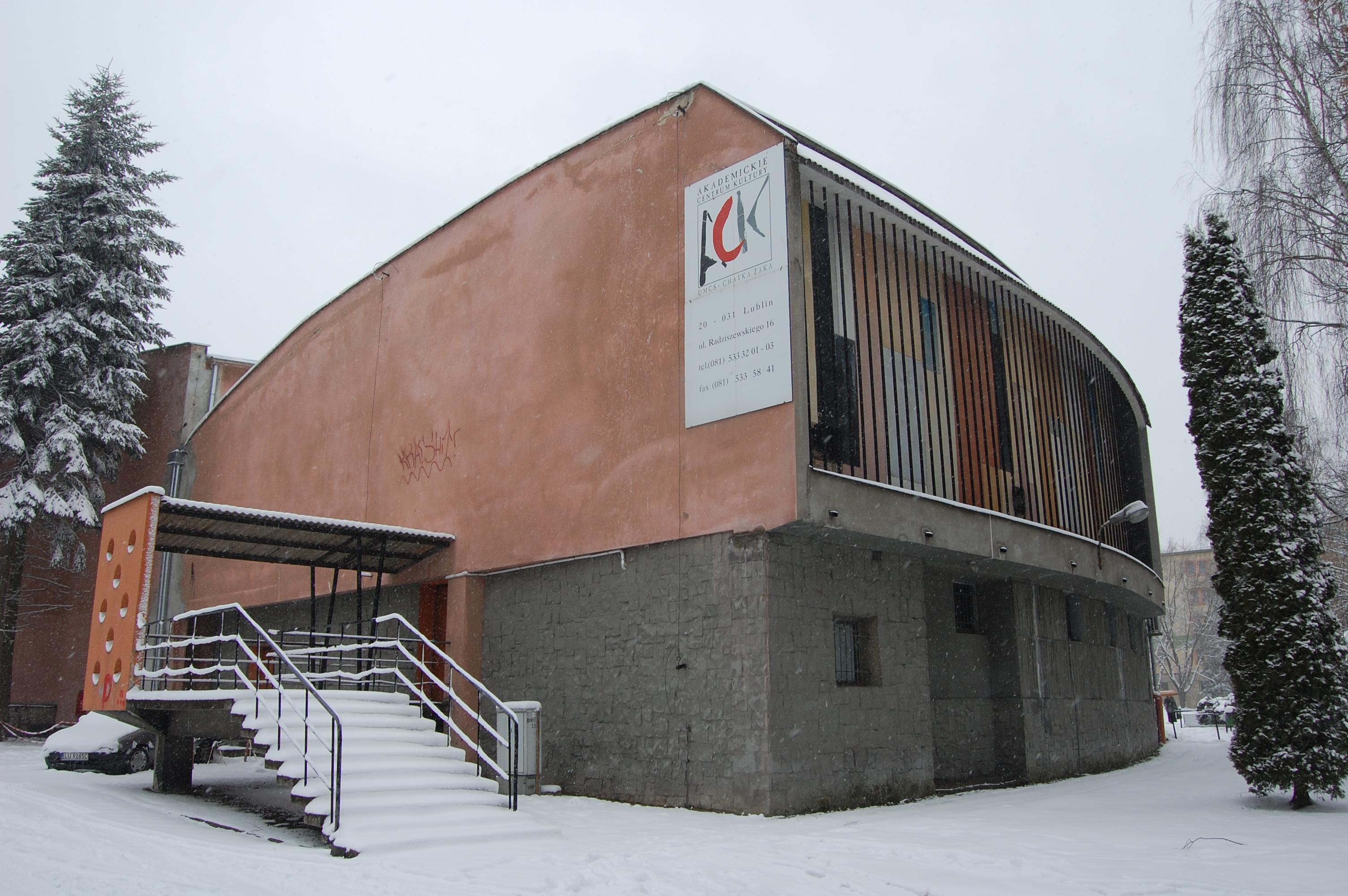
ACK Chatka Żaka, sede da Rádio Centrum

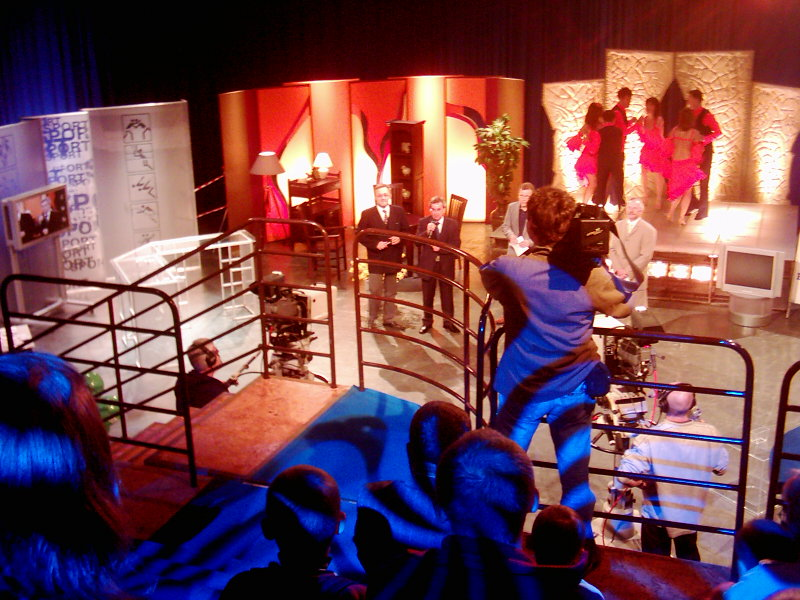
Studio TVP3 Lublin

Os primeiros planos para lançar uma estação de rádio em Lublin surgiram antes da Segunda Guerra Mundial. Em 1927, a revista cultural e social ilustrada Tygodnik Ilustrowany publicou um artigo no qual, referindo-se ao “Grande plano para a expansão da rede de rádio na Polônia”, indicava Lublin como uma das 12 sedes de estações de rádio. No entanto, a visão não pôde ser realizada antes de 1939.
Em 10 de agosto de 1944 em Lublin, em um desvio ferroviário, a renascida Rádio Polonesa começou a transmitir a partir da estação de rádio “Pszczółka”. Em 22 de novembro de 1944, por um decreto do Comitê Polonês de Libertação Nacional (PKWN), foi fundada a Empresa Estatal “Rádio Polonesa”, que transmitia de Lublin um programa em polonês, francês, russo e inglês. Em 1 de março de 1945, foi decidido transferir a transmissão de rádio para Varsóvia. Desde então, Lublin não teve sua própria estação de rádio. Em 1957, a estação local da Rádio Polonesa começou a transmitir — a Rádio polonesa Lublin. Na década de 1950, várias estações de rádio de empresas e estudantes também foram fundadas. Em 1964, a Rádio polonesa Lublin mudou-se para sua nova sede na rua Obrońców Pokoju 2, para modernas salas de transmissão. Nos anos 1981–1982, a estação suspendeu a transmissão do programa devido à lei marcial na Polônia. Na década de 1980, programas da oposição Rádio “Solidarność” foram criados em Świdnik.
As transformações políticas de 1989 trouxeram mudanças para o mercado de rádio local. Em dezembro de 1992, duas estações de rádio comerciais foram fundadas — Rádio Rytm e Rádio Puls. Em 1994 também foi criada a Rádio Top, destinada principalmente às mulheres, bem como uma da Arquidiocese de Lublin — inicialmente sob o nome de Rádio Católica Lublin. Em 1995, a Universidade Maria Curie-Skłodowska começou a transmitir o Programa Acadêmico da Rádio Centrum. O processo de formatação das rádios e consolidação dos grupos radiofônicos fez com que, no final da década de 1990, as rádios locais fossem associadas às preocupações midiáticas.
As seguintes estações de TV estão localizadas em Lublin: TVP3 Lublin e Lubelska TV.

#### Imprensa
Os seguintes jornais diários são publicados: “Kurier Lubelski” e “Dziennik Wschodni”, “Nowy Tydzień” semanalmente, “Lubelski Sport Express”, revista “Akcent”, imprensa livre, guias e um suplemento local à “Gazeta Wyborcza”.

### Religião
Em tempos históricos, Lublin foi habitada por católicos, protestantes, judeus, cristãos ortodoxos e muçulmanos. Em 1625, foi construída a Catedral de São João Batista e São João Evangelista. Em 1930, a Jeszyna Chachmej Lublin foi fundada pelo rabino Majer Szapira. Antes da Segunda Guerra Mundial, Lublin desfrutava de grande diversidade religiosa. Em 1939, dos 125 000 habitantes da cidade naquela época, 40 000 eram judeus (eles viviam principalmente no que hoje é Wieniawa). A porcentagem de protestantes e cristãos ortodoxos também era considerável. Atualmente, Lublin é dominada pelo catolicismo. E na cidade ainda existem templos das religiões mais populares, e também são organizados festivais interculturais de importância internacional.
As seguintes paróquias católicas funcionam em Lublin: paróquias latinas subordinadas à Arquidiocese de Lublin, greco-católica, polonesa católica, velhos mariavitas católicos e a Fraternidade Sacerdotal de São Pio X; assim como os ortodoxos: a paróquia da catedral (Calendário gregoriano) e a paróquia para a comunidade ucraniana (Calendário juliano).
Existem inúmeras igrejas protestantes em Lublin, entre elas, a paróquia luterana, a igreja pentecostal “Oasis”, a igreja adventista do Sétimo Dia, a igreja batista, a igreja da Nova Aliança e cerca de dez outras comunidades evangélicas menores.
O movimento restauracionista está representada na cidade por: 18 igrejas das Testemunhas de Jeová (incluindo uma congregação de língua de sinais e três congregações de língua estrangeira: inglês, russo e ucraniano). Elas têm quatro Salões do Reino e um Salão de Assembleias, o Movimento Missionário Secular Epifania (igreja de Lublin), a Associação Gratuita de Estudantes da Bíblia (igreja de Lublin) e a comunidade mórmon.
Há também um ramo da comunidade judaica em Varsóvia, um centro islâmico e vários centros de religiões indianas em Lublin, entre elas, a Associação Budista Caminho de Diamante e o Instituto de Conhecimento de Identidade “Missão de Chaitania”.

Igrejas selecionadas em Lublin
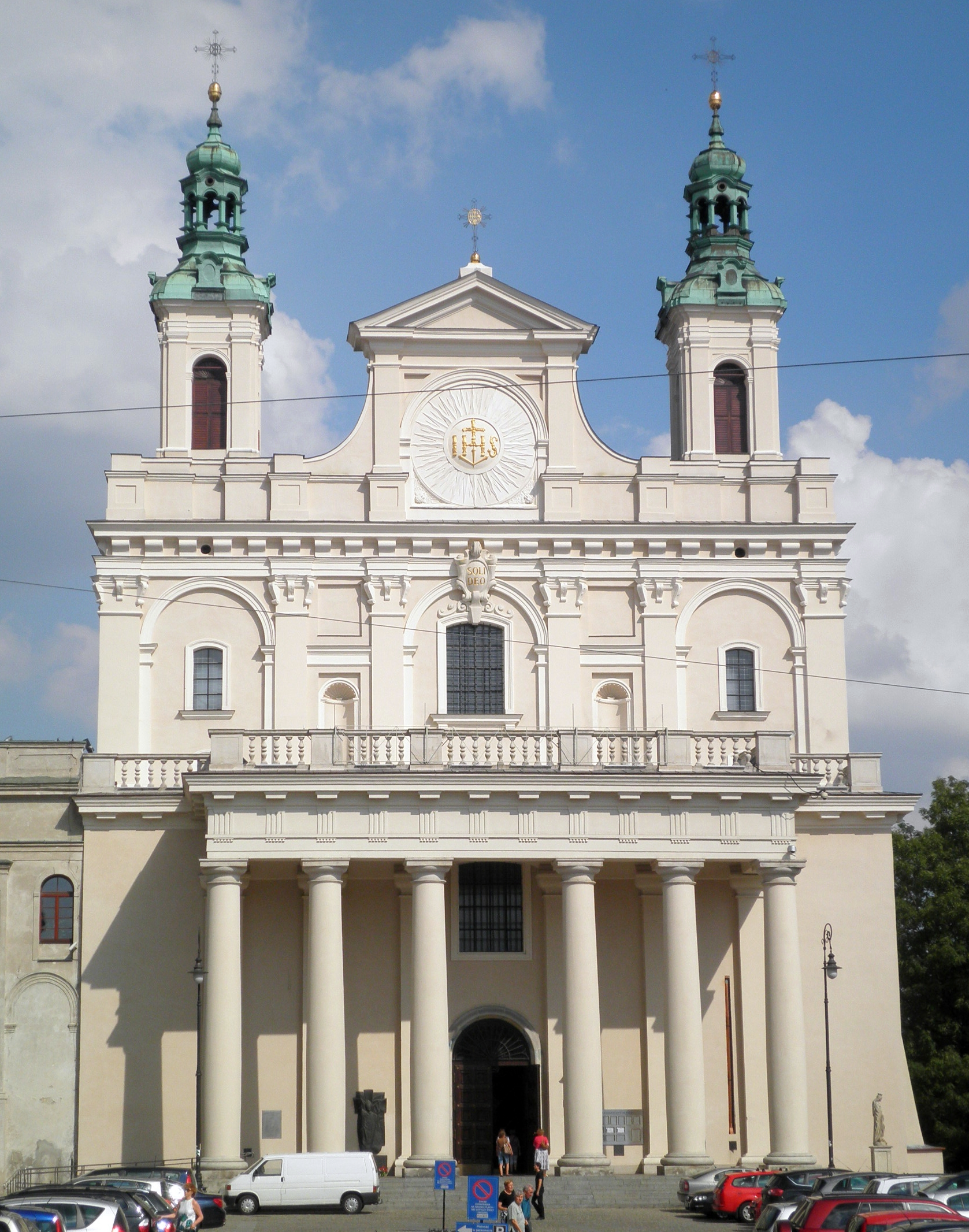
Catedral católica de São João Batista e São João Evangelista
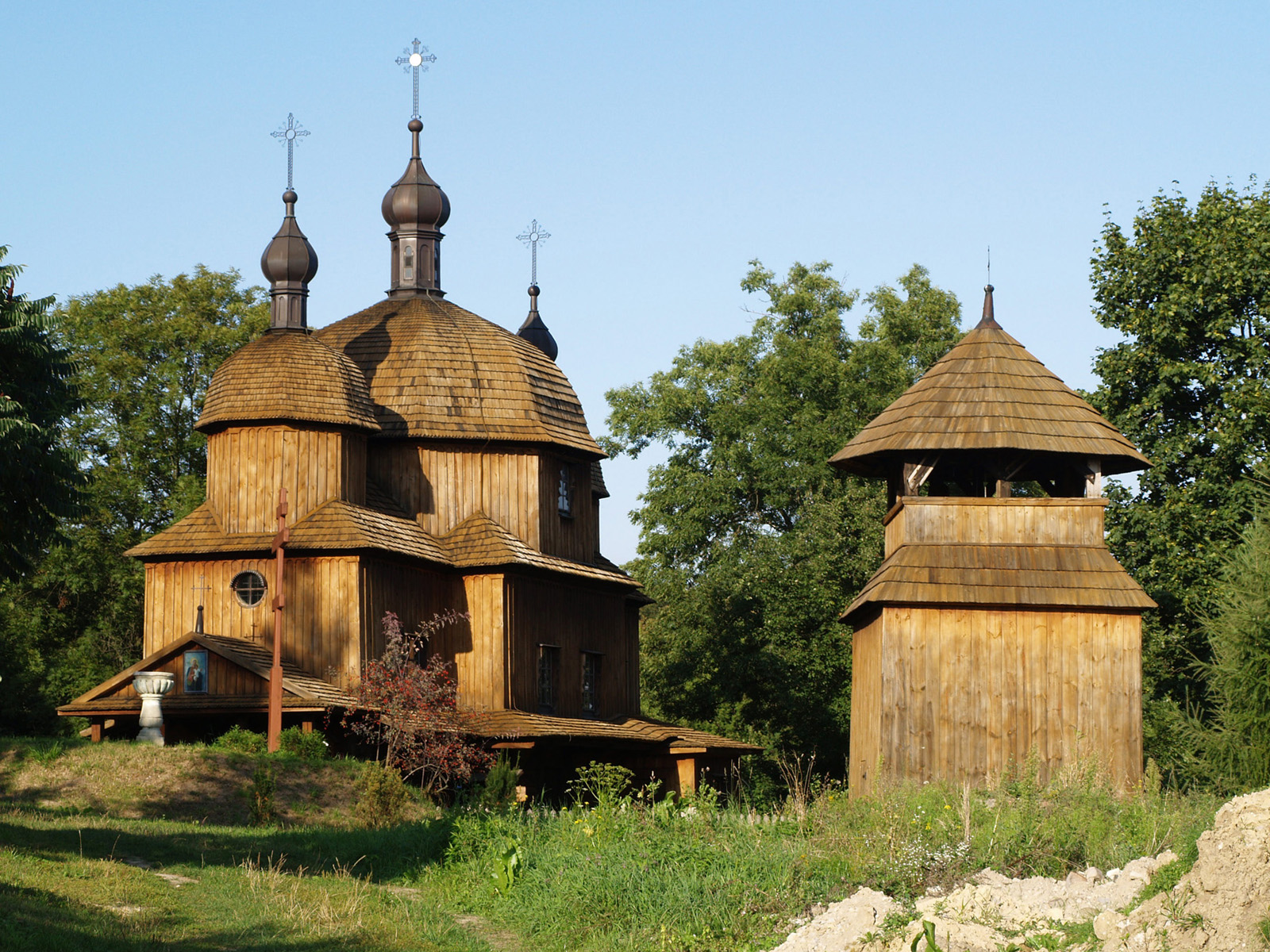
Igreja greco-católica da Natividade da Bem-Aventurada Virgem Maria
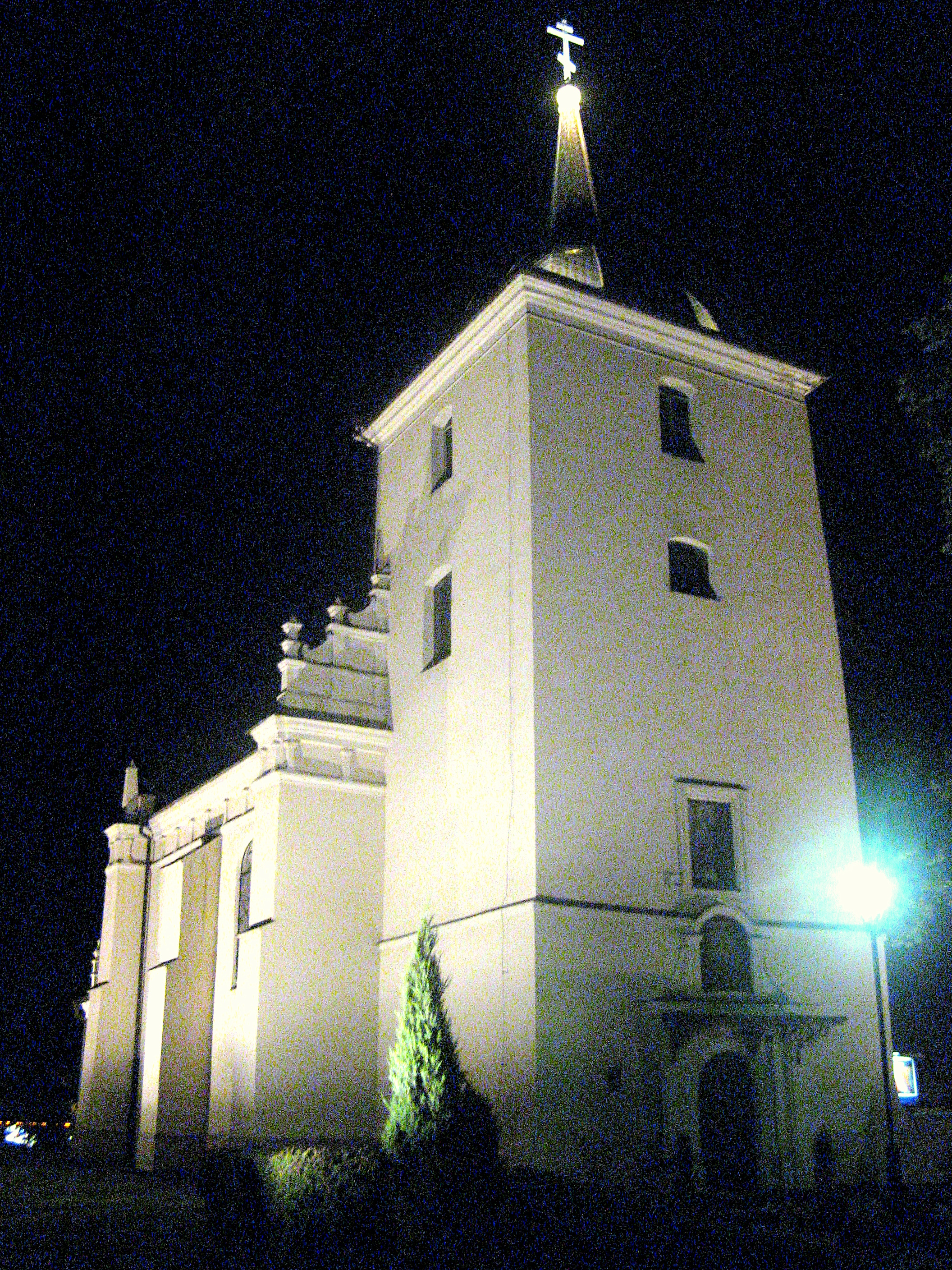
Igreja ortodoxa da Transfiguração
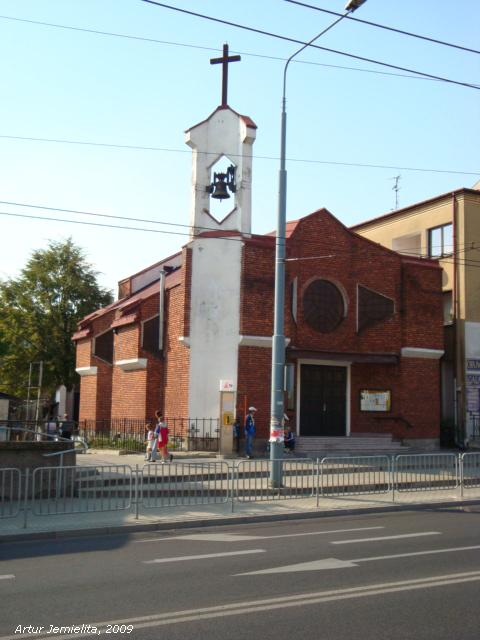
Igreja católica polonesa da Assunção da Bem-Aventurada Virgem Maria
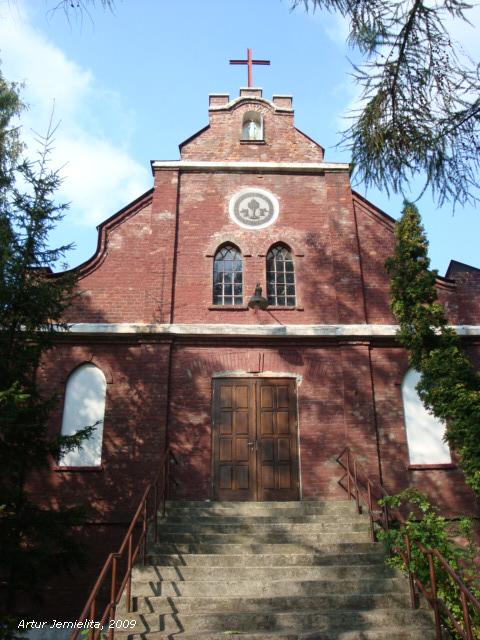
Igreja de Nossa Senhora do Perpétuo Socorro em Mariawice
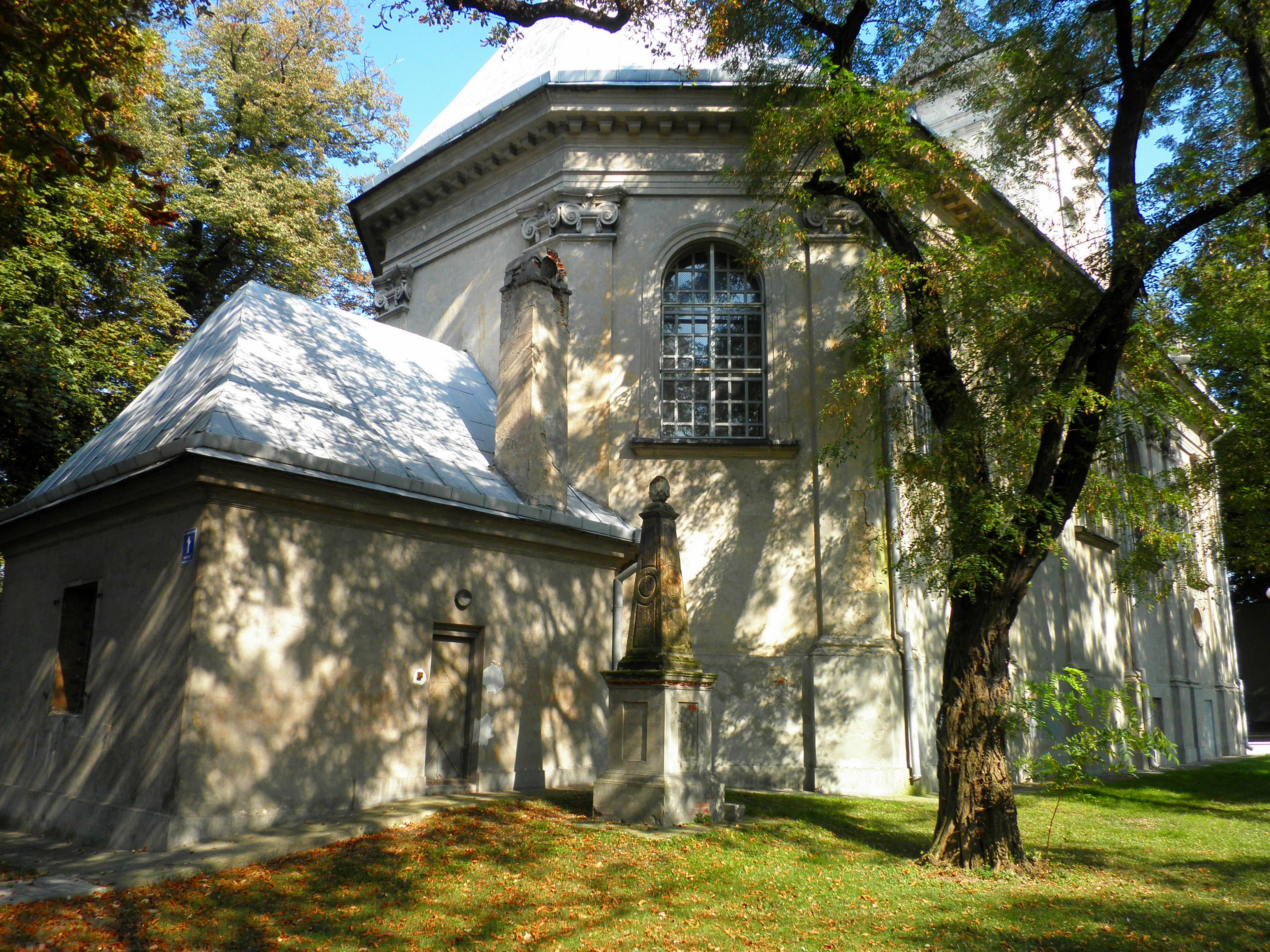
Igreja luterana da Santíssima Trindade
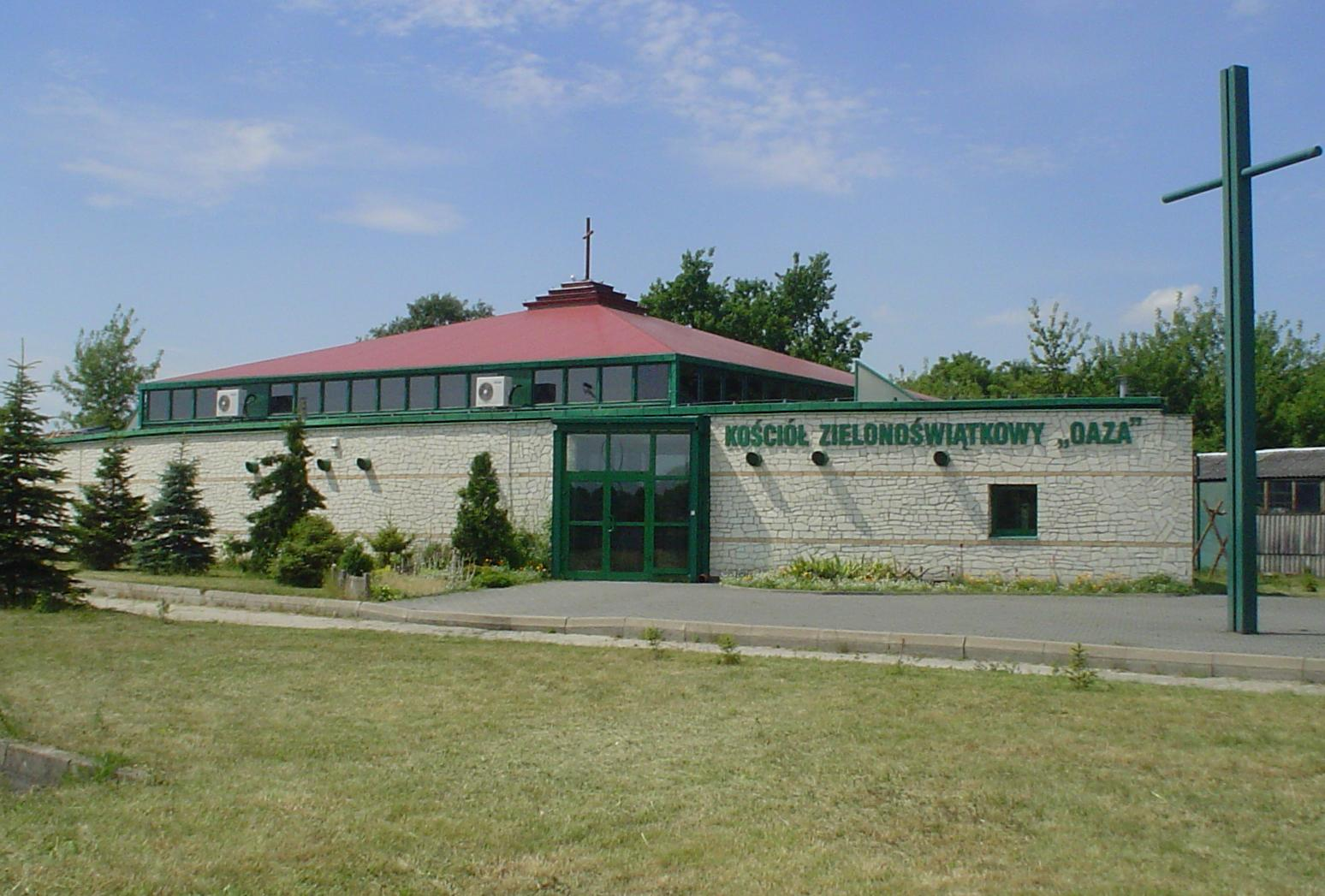
Igreja pentecostal “Oásis”

### Monumentos históricos
Em Lublin, há lembranças materiais de várias épocas, que vão desde o surgimento do Estado polonês, passando pelo romanismo, gótico, renascentista (durante o qual os monumentos do tipo Lublin merecem atenção especial), ao barroco, classicismo e modernismo. Estas lembranças são complementadas pelas coleções de museus e pela oferta cultural de teatros e cinemas. Devido à origem historicamente distante da cidade em Lublin, existem vários monumentos inscritos no registro de monumentos imóveis.
A arquitetura histórica de Lublin concentra-se na área da Cidade Velha e em Śródmieście. Os edifícios sagrados desta área representam o período de estilo do gótico ao barroco. Ao lado do portão medieval Cracóvia, o castelo de Lublin em estilo neo é o segundo símbolo arquitetônico reconhecível da cidade. As construções mais antigas conservadas são: a capela da Santíssima Trindade e a torre de menagem do século XIII. A torre defensiva gótica junto ao Portão Cracóvia também é do século XIV. Outra atração turística é o subterrâneo de Lublin, uma rota turística de aproximadamente 300 metros de comprimento que corre sob os edifícios da Cidade Velha de Lublin. A Via Jagielônica e o Caminho de Lublin de Santiago.

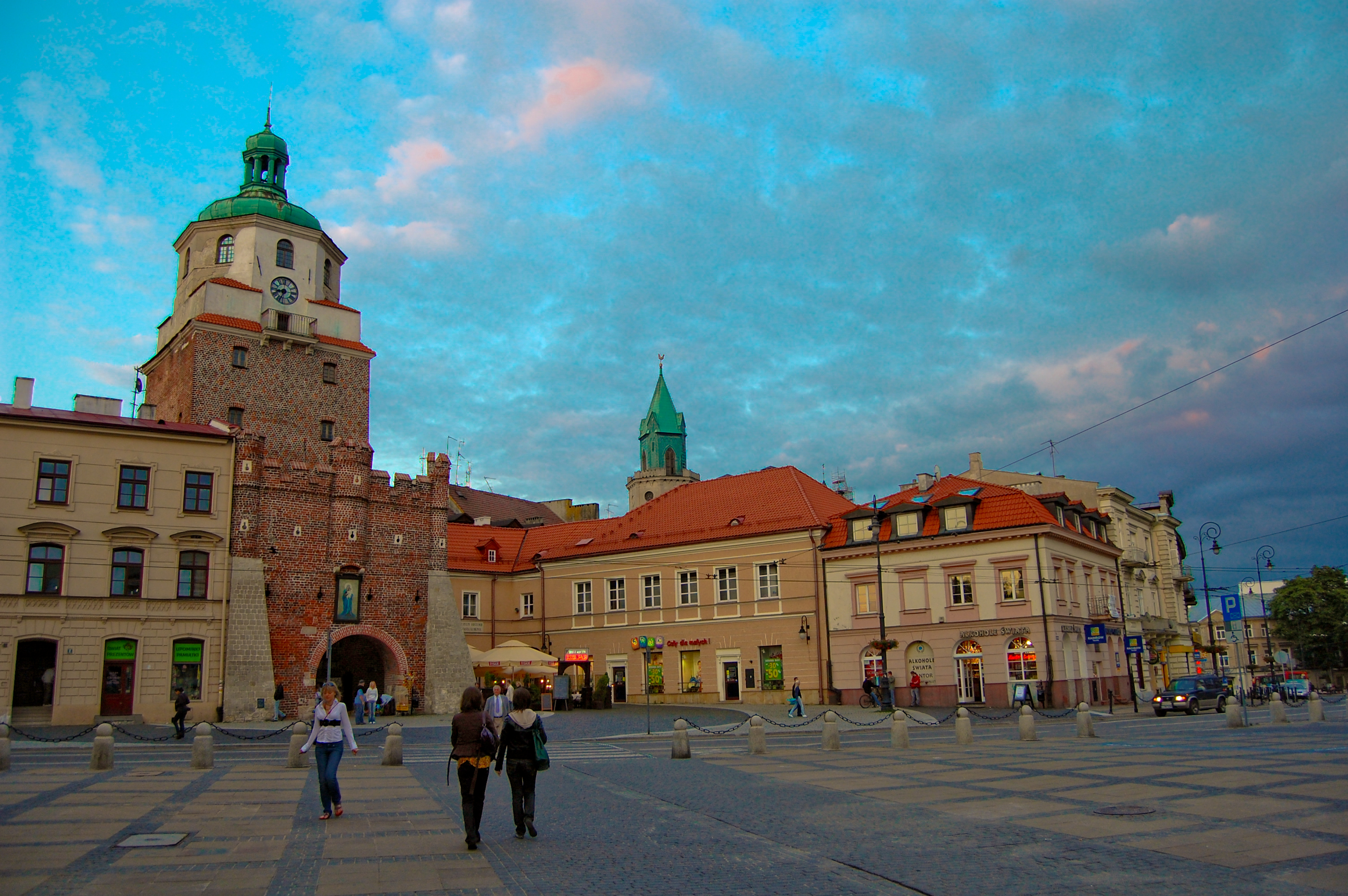
Portão Cracóvia na praça Łokietka
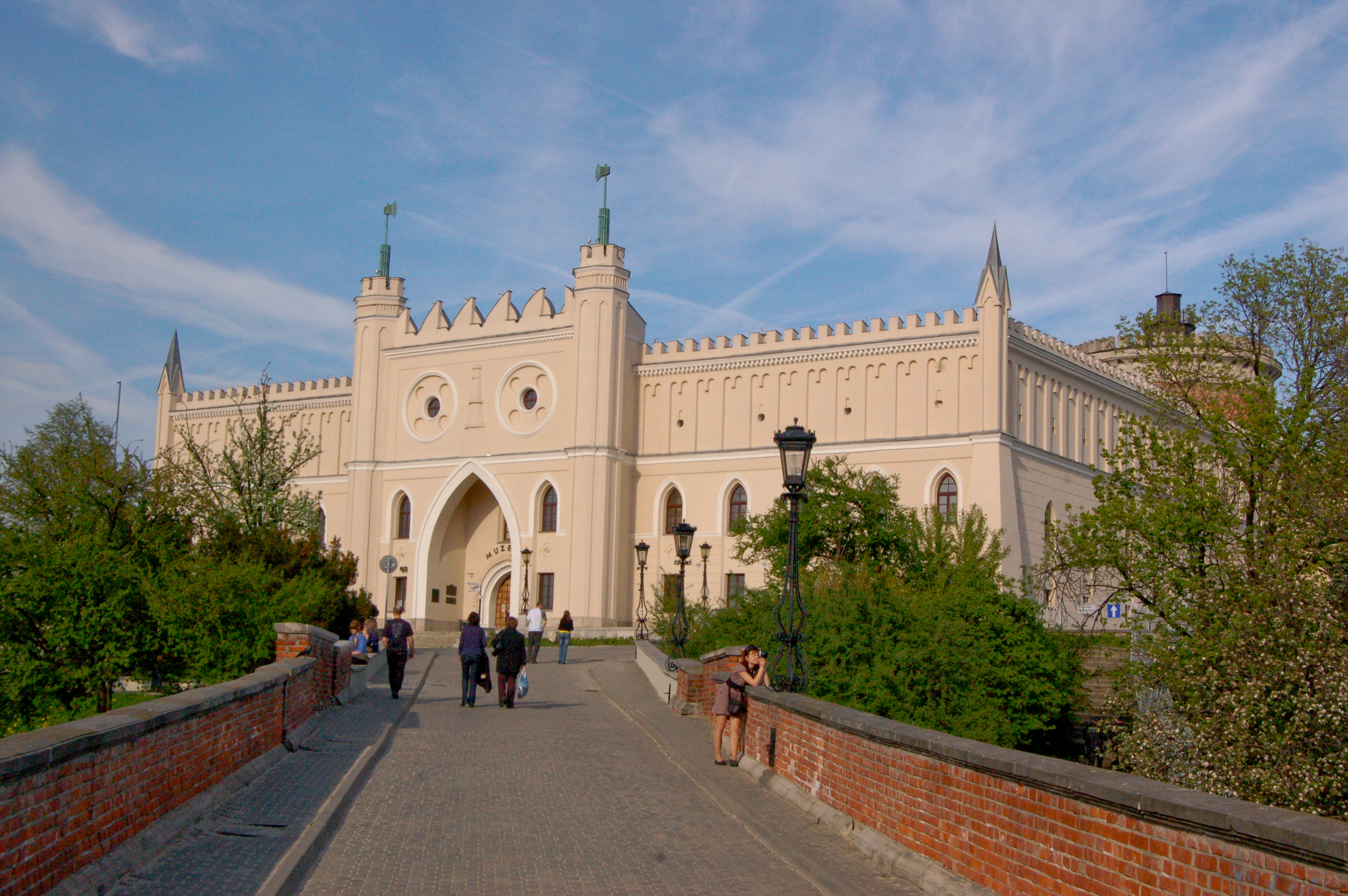
Castelo de Lublin
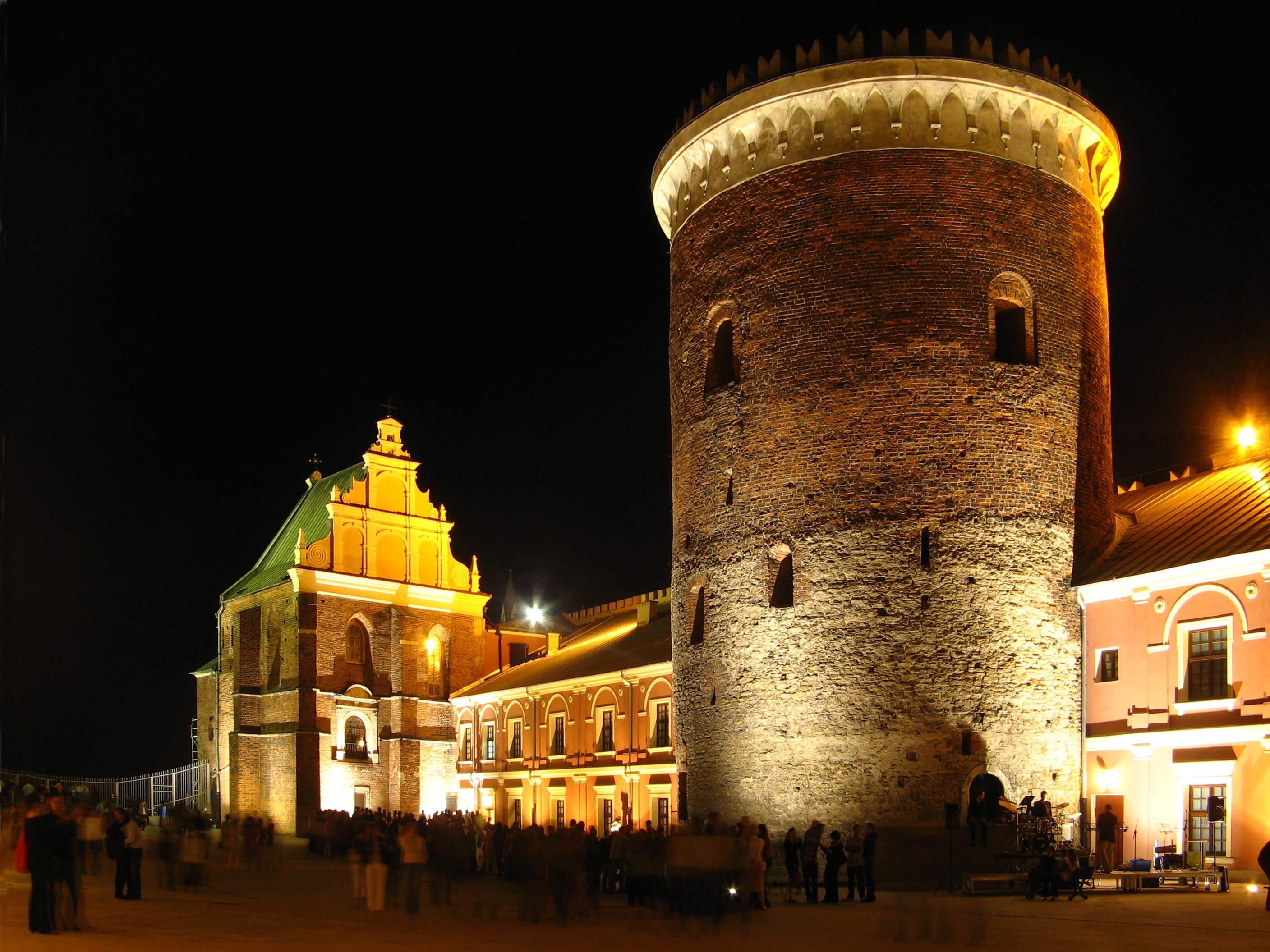
Capela da Santíssima Trindade e a torre de menagem do século XIII
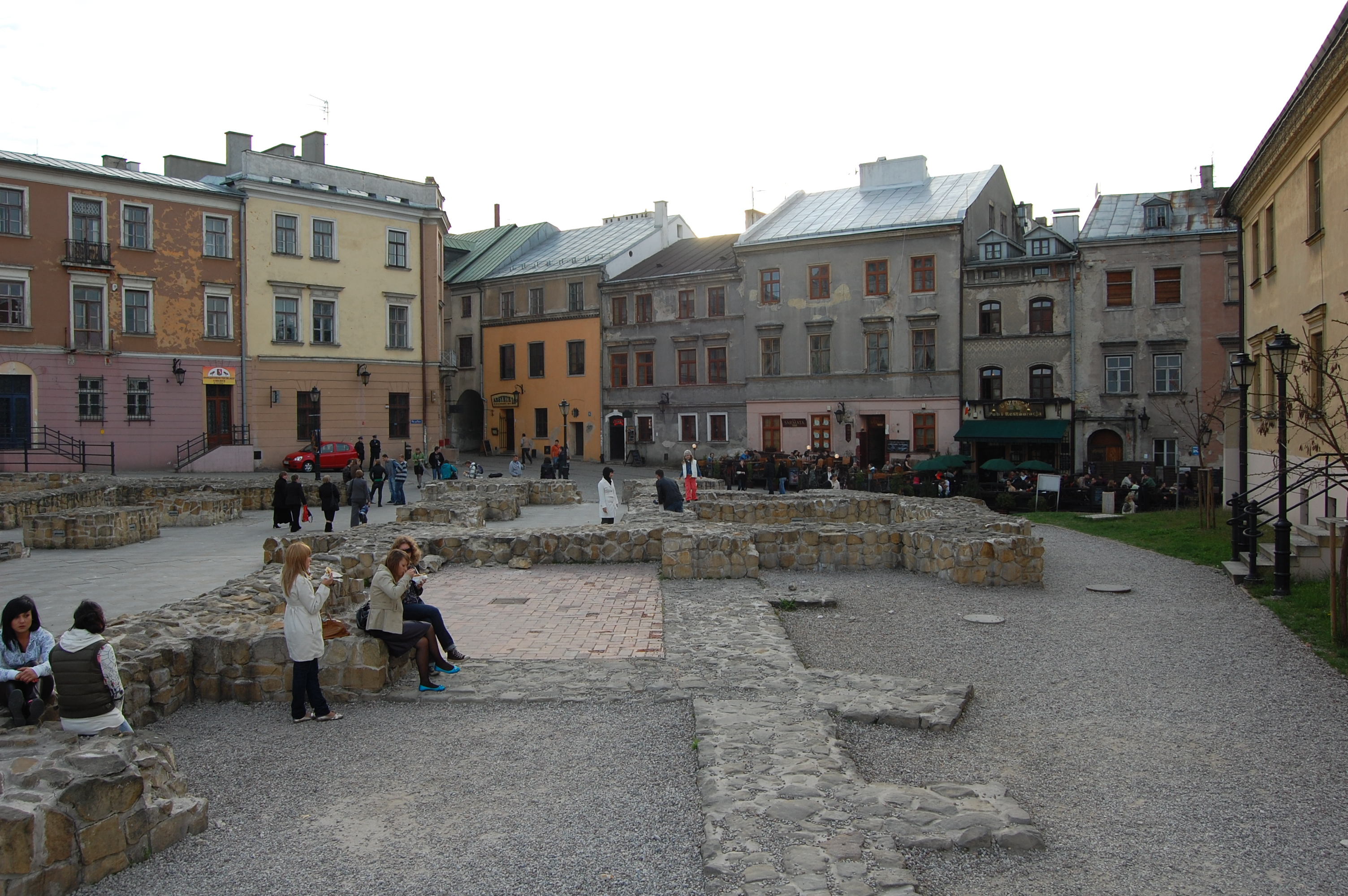
Praça Po Farze
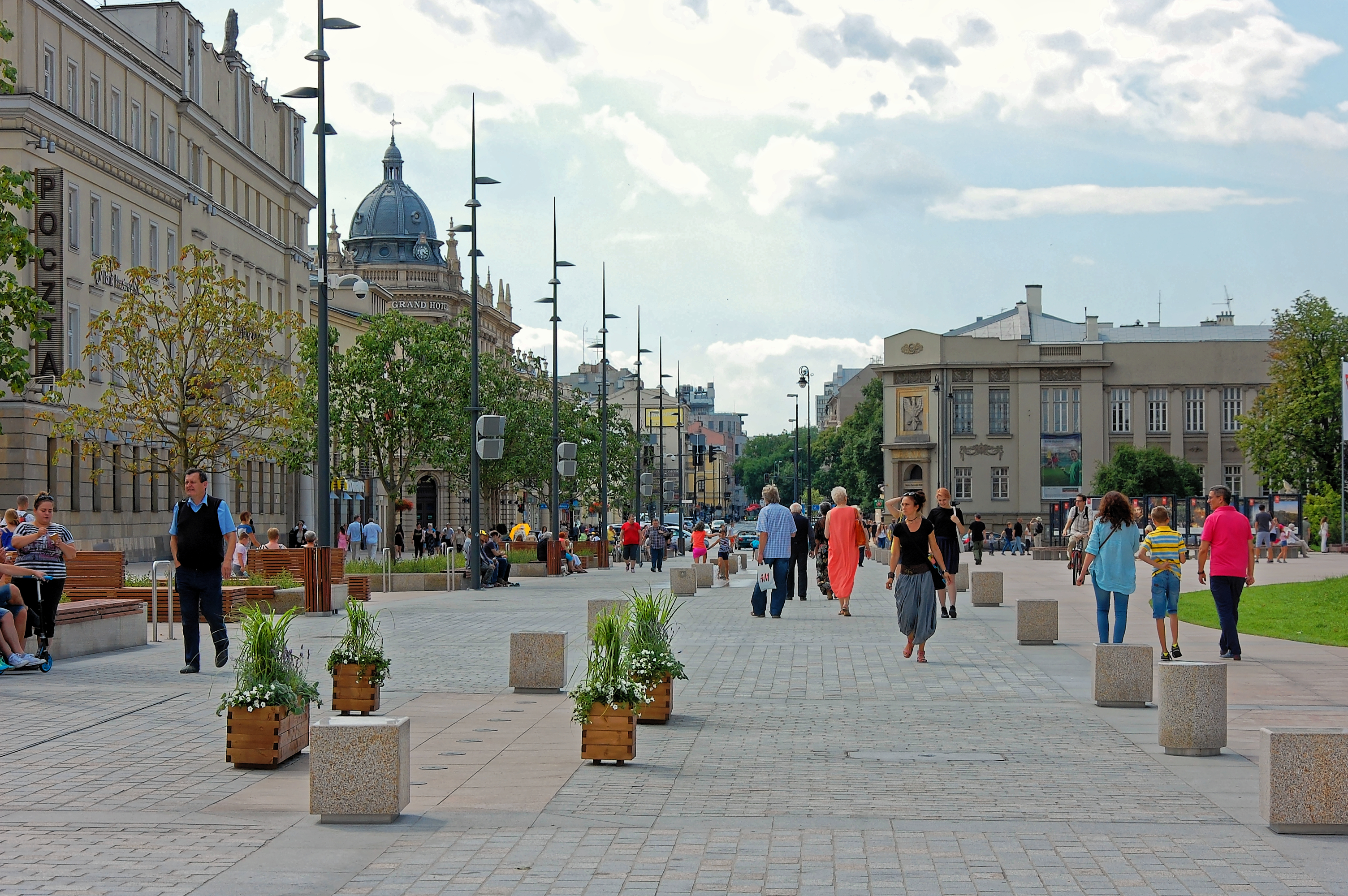
Praça Litewski
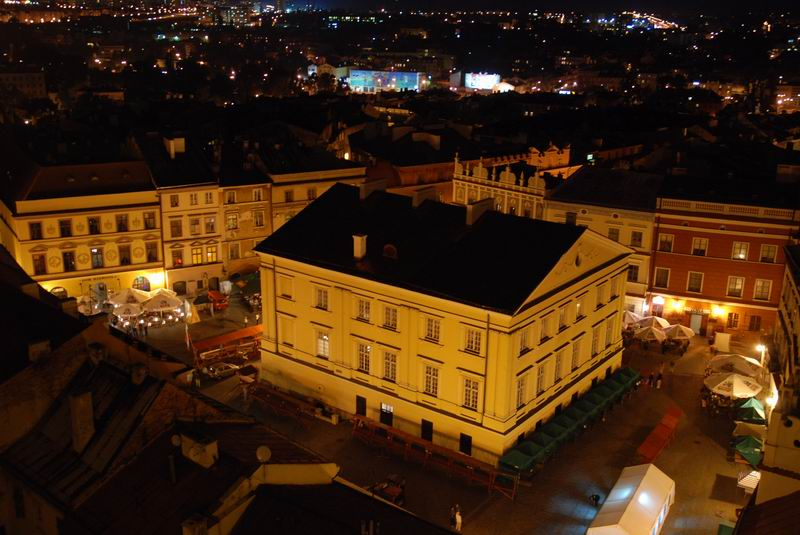
Praça da Cidade Velha vista da Torre Trinitária

## Administração e estrutura da cidade

### Governo local

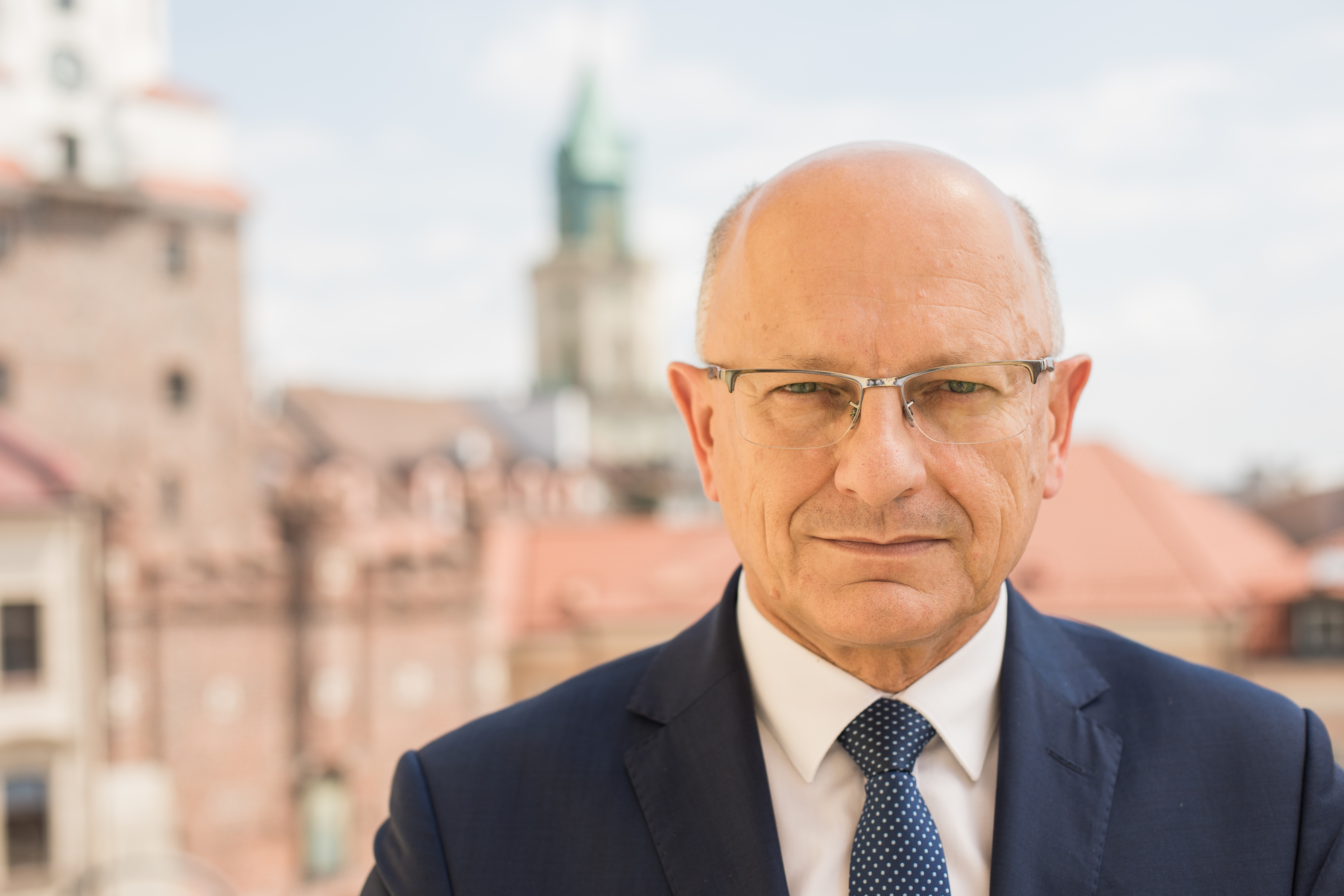
Presidente da cidade de Lublin, Krzysztof Żuk

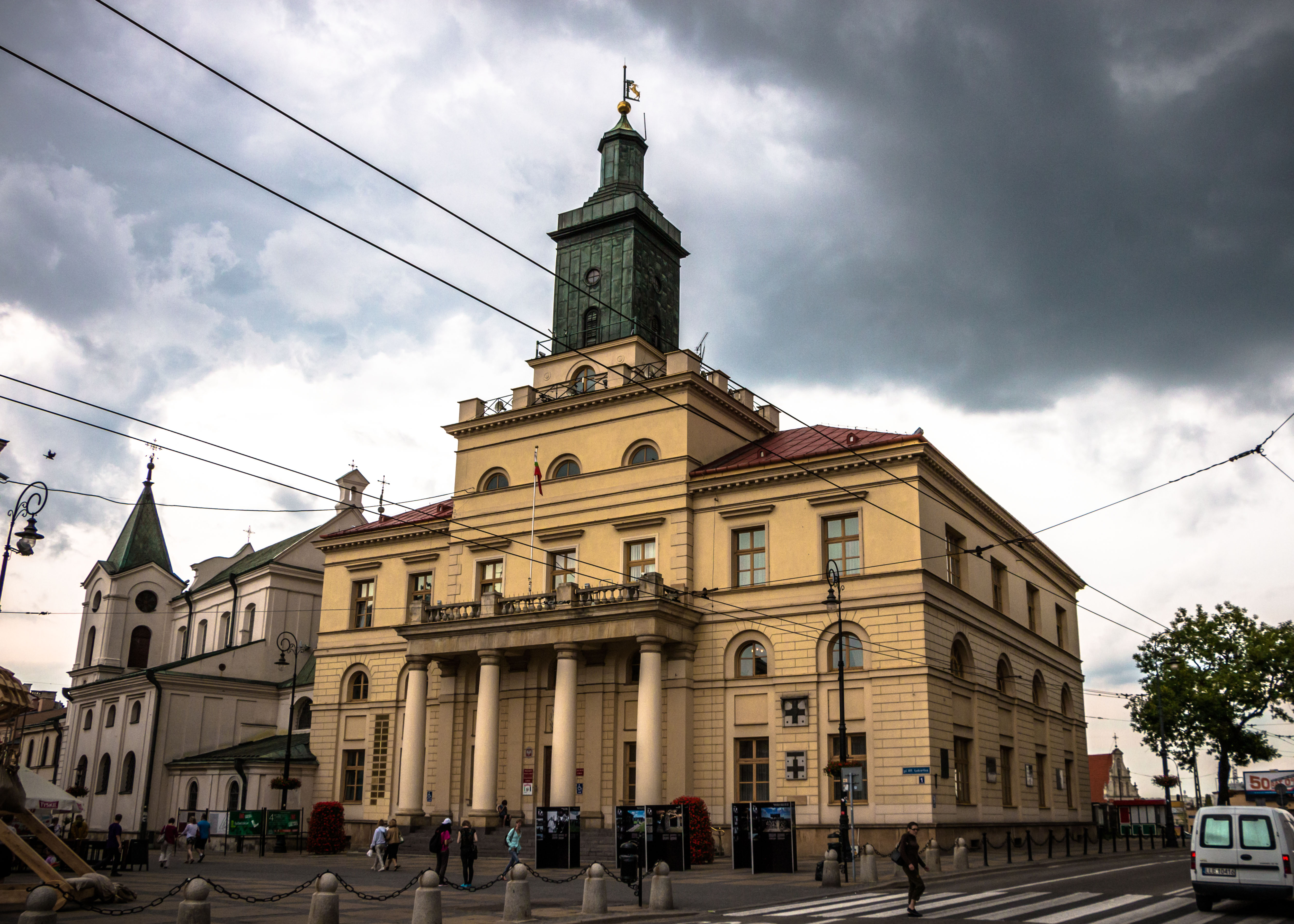
Nova Prefeitura - a sede do presidente e do conselho da cidade

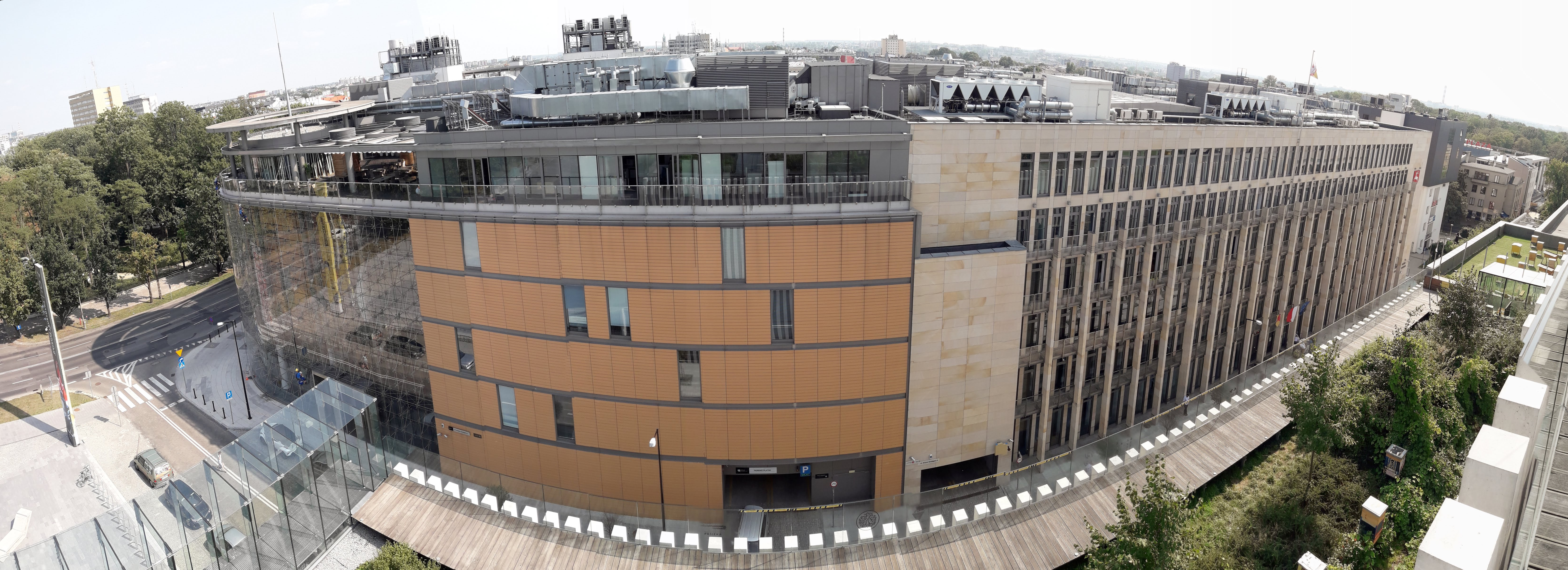
Centro de Conferências de Lublin e o Gabinete do Marechal da Voivodia de Lublin, vista do Centro em direção ao Encontro de Culturas

Lublin é uma cidade com direitos de condado. A Prefeitura de Lublin é composta por 31 vereadores eleitos em 6 distritos. A composição atual do Conselho foi eleita nas eleições do governo local de 2018. O presidente do Conselho Municipal de Lublin é Jarosław Pakuła.
O cargo de presidente desde 13 de dezembro de 2010 (reeleito em 2014 e 2018) é ocupado por Krzysztof Żuk (PO). No segundo turno das eleições presidenciais em 2010, ele recebeu 54,65% do apoio dos eleitores, no primeiro turno das eleições em 2014 — 51,71%, e no primeiro turno das eleições em 2018 — 62%.
A sede do presidente (órgão executivo) e da Câmara Municipal (órgão legislativo e de controle) ficam na Nova Prefeitura.
Lublin é membro da União das Cidades polonesas e da União das Metrópoles polonesas.

### Conselho Municipal da Juventude
O Conselho Municipal da Juventude de Lublin foi criado por uma resolução do Conselho Municipal de Lublin de 25 de maio de 2006. O Conselho Municipal da Juventude de Lublin funciona com princípios semelhantes aos de qualquer Conselho Municipal da Juventude, nos termos do art. 5b parágrafo. 1, 2 e 3, art. 40, seg. 1, art. 41, parágrafo 1 e art. 42, da Lei de 8 de março de 1990 sobre o governo local. As tarefas do Conselho Municipal da Juventude são muito complexas e permitem a operação em muitas áreas. O Conselho é muito ativo em emitir pareceres sobre as atividades da Câmara Municipal de Lublin. Os conselheiros juvenis são eleitos a partir de distritos eleitorais em escolas pós-primárias ou complexos de escolas pós-primárias. O conselho tem a sua própria página no Boletim de Informação Pública da Câmara Municipal de Lublin.

### Divisão administrativa
A partir de 23 de fevereiro de 2006, Lublin é dividida em 27 distritos administrativos, que também incluem os distritos habituais e conjuntos habitacionais:
| - Abramowice - Bronowice - Czechów Sul - Czechów Norte - Czuby Sul - Czuby Norte - Dziesiąta |  | - Felin - Głusk - Hajdów-Zadębie - Kalinowszczyzna - Konstantynów - Kośminek - Ponikwoda |  | - Rury - Sławin - Sławinek - Cidade Velha - Szerokie - Śródmieście - Tatary |  | - Węglin Sul - Węglin Norte - Wieniawa - Wrotków - Za Cukrownią - Zemborzyce |

Segundo o censo de dezembro de 2017, o distrito mais populoso é Rury, localizado na parte centro-oeste da cidade. Logo depois dele, está o Czuby Norte. O distrito menos habitado é Abramowice, localizado na parte sudeste de Lublin.

### Municípios vizinhos
Lublin faz fronteira com as seguintes comunas: Głusk, Jastków, Konopnica, Niedrzwica Duża, Niemce, Strzyżewice, Świdnik e Wólka.

### Símbolos
Símbolos de Lublin
- Bandeira de Lublin
- Brasão de Lublin

O brasão de Lublin foi criado com a concessão de direitos de cidade em 1317. Originalmente representava um bode, a partir do século XVI foi usada uma versão diferente — um bode apoiado em uma videira. Segundo a resolução da Câmara Municipal de 8 de julho de 2004, o brasão de Lublin é “colocado num campo vermelho voltado para a direita, um bode prateado com chifres carmesins dourados e cascos dourados subindo de um gramado verde para um arbusto de videira verde” A bandeira de Lublin é um retângulo 5:8 dividido em três listras horizontais: branco (topo, 2/5 da altura), verde (meio, 1/5 da altura) e vermelho (abaixo, 2/5 da altura). A bandeira oficial contém o brasão de armas de Lublin colocado no centro. O toque de clarim de Lublin foi provavelmente tocado da torre do Portão Cracóvia do século XV, depois na varanda da Nova Prefeitura. Desde 1991, o toque de clarim na versão de 1685 é tocado diariamente às 12h00.

### Cooperação internacional

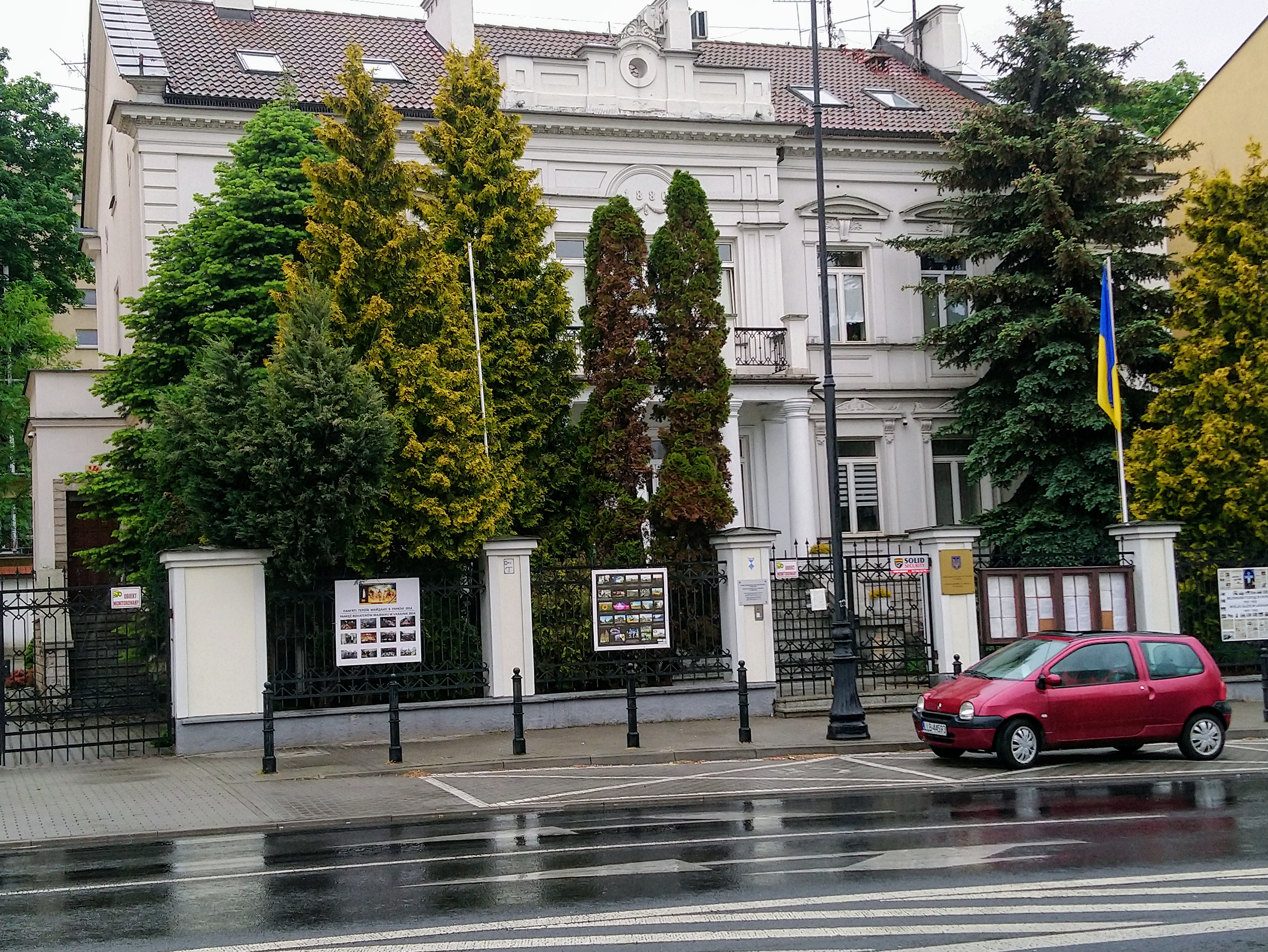
Consulado Geral da Ucrânia em Lublin

A cooperação internacional é um elemento importante da estratégia da cidade. A cada ano, dezenas de projetos e iniciativas transfronteiriças de troca de experiências entre governos locais, eventos culturais, educacionais e esportivos são implementados, permitindo uma real cooperação de representantes de cidades, incluindo universidades, instituições educacionais, instituições culturais, organizações não governamentais e o comércio. Organizado desde 2012, o Congresso de Cooperação Transfronteiriça (anteriormente Congresso de Iniciativas da Europa Oriental) é um local de encontros anuais de profissionais de desenvolvimento e cooperação transfronteiriça e é uma plataforma de diálogo entre ciência, cultura, educação, autoridades estatais e líderes de organizações não governamentais. Lublin é membro das redes internacionais Eurocities, EUniverCities e do programa da rede de cidades interculturais do Conselho da Europa. Lublin é signatária da Carta Europeia da Igualdade entre Mulheres e Homens na Vida Local.
Em 2017, Lublin recebeu o Prêmio Europa, a mais alta distinção da Assembleia Parlamentar do Conselho da Europa. Em 2023, Lublin assumiu a presidência da Associação das Cidades Europeias Vencedoras de Prêmios. Lublin recebeu o título de Capital Europeia da Juventude 2023. O título é atribuído pelo Fórum Europeu da Juventude. Em 2023, Lublin recebeu o título de “Cidade salvadora” outorgado pelo Presidente da Ucrânia Volodymyr Zelensky para comemorar os atos de humanidade, misericórdia e solidariedade com a nação expressos por moradores de cidades estrangeiras em defesa dos ideais de liberdade, paz e democracia, bem como por apoiar a Ucrânia na defesa de sua independência e soberania enquanto repele a agressão armada da Federação Russa.
Existem 9 escritórios consulares em Lublin. A maioria deles são instituições honorárias. A única missão regular é o Consulado Geral da Ucrânia em Lublin.

## Lazer

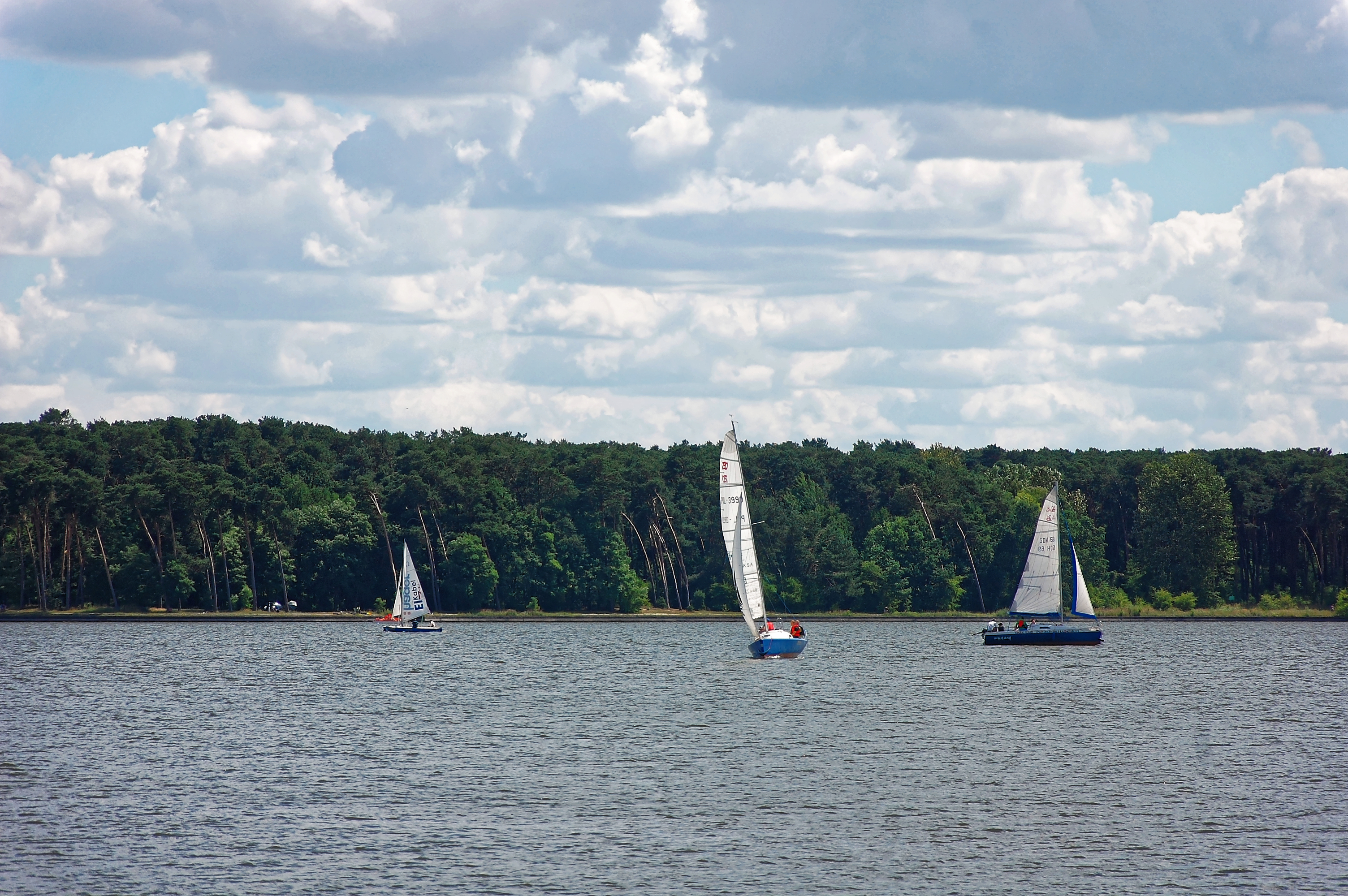
Veleiros na lagoa Zemborzycki nas fronteiras de Lublin

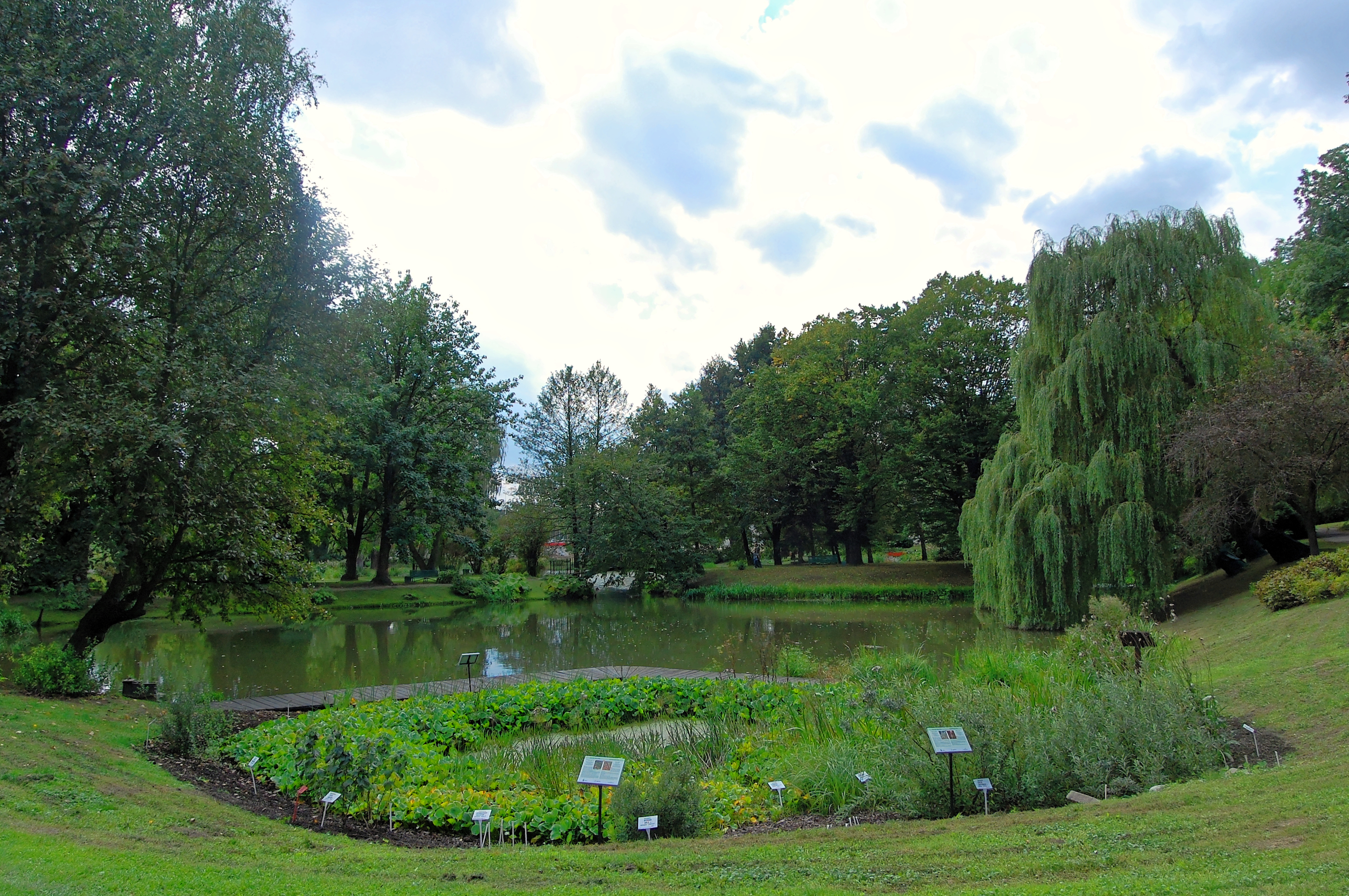
Jardim botânico no distrito de Sławin

Em 1999, havia 997,4 hectares de vegetação padrão em Lublin (conforme a área: hortas de terrenos, vegetação de conjuntos habitacionais, parques, praças, etc.) e 7 183 hectares de vegetação não padrão (campos, florestas, prados, pomares e pastagens). O padrão per capita de vegetação era de 28 m² (o padrão da Organização Mundial da Saúde para a Europa é de 50 m²). Os parques de Lublin incluem, entre outros, o Jardim Saxão, o Parque do Povo e o Jardim Botânico da Universidade Maria Curie-Skłodowska. Parques também estão localizados em ravinas loesse na parte ocidental da cidade, incluindo o Parque João Paulo II (Czuby Sul), o Parque em Rury Gorge (na fronteira de Rury e Czuby Norte).
Em Lublin, pode-se também encontrar muitos terraços de observação verde nos telhados dos edifícios. Estes incluem o Centro para o Encontro de Culturas na avenida Racławickie (Śródmieście) e o centro comercial Vivo! Lublin na avenida Unia Lubelska (Cidade Velha).
As florestas concentram-se no sul da cidade, os campos e pomares na periferia e os prados e pastagens nos vales. Existem três florestas na cidade: Dąbrowa - a maior dentro de Lublin, localizada ao lado de um reservatório artificial construído em 1974 chamado Zalew Zemborzycki, Stary Gaj - localizada no oeste da cidade e a Floresta Prawiedniki (Rudki) - mais ao sul. Por razões naturais, Górki Czechowskie é também um lugar importante, constituindo um complexo de ravinas e campos xerotérmicos com espécies vegetais raras.
Em 2011, devido à conservação da natureza, cerca de 17% da área da cidade estava sujeita a proteção legal, incluindo a reserva natural de Stasin, que protege um fragmento de floresta decídua com grande parte de bétulas-negras (Betula obscura) e 66 monumentos naturais.
A prefeitura de Lublin planeja revitalizar o vale do Bystrzyca. O investimento inclui, entre outros, a revitalização dos parques: Ludowy, Bronowice e Podzamcze e a criação do Parque Zawilcowa. Além disso, o Parque Rusałka (entre as ruas Rusałka e Bernardyńska, onde existia um parque) e o Parque Central (nos jardins do loteamento “Podzamcze”, relacionado com o projeto de restauração do Grande Lago Real; seria ligado ao Podzamcze, e sua área excederia 100 hectares).

## Esportes

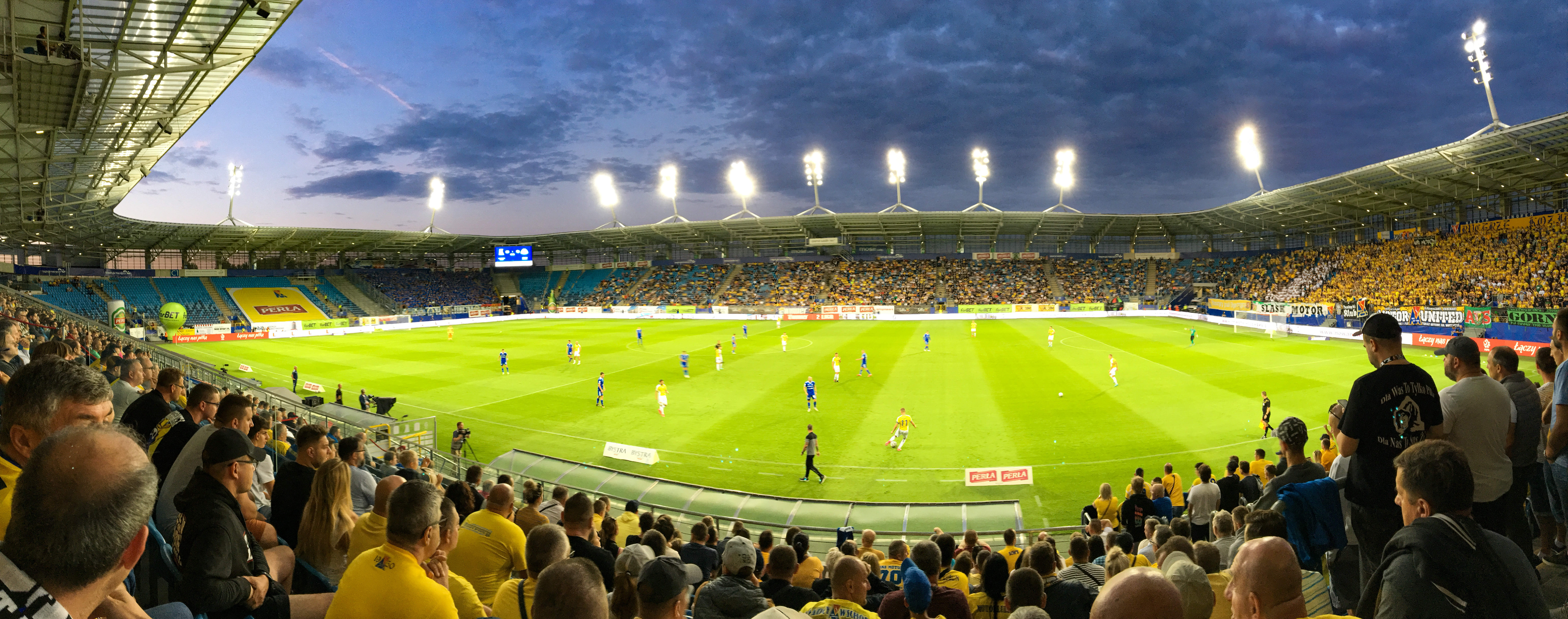
Partida do Motor Lublin contra o Ruch Chorzów na Arena Lublin, 8 de agosto de 2021

As maiores instalações esportivas em Lublin incluem: o estádio de futebol Arena Lublin, o estádio de futebol e autódromo MOSiR-Bystrzyca, o estádio de futebol KS Lublinianka, o estádio de atletismo Start Lublin, o Ginásio de esportes do MOSiR e o Ginásio de esportes e entretenimento “Globus”. Está previsto a inauguração em 2015 do complexo de piscinas com a piscina olímpica Aqua Lublin.
Lublin é o lar do Lublin Aero Clube e sedia a Competição de Inverno de Aeronaves. Os clubes de futebol de Lublin incluem, entre outros, o Motor Lublin, Lublinianka e Sygnał Lublin (clube fundado em 1945, reativado em 2014). Na cidade também existem: clubes de handebol (MKS Lublin), tênis de mesa (Start Lublin), basquete (Start Lublin, AZS UMCS Lublin masculino e feminino), futebol americano (Tytani Lublin), rugby (KS Budowlani), speedway (Speed Car Motor Lublin), canoagem (Sociedade de Canoagem “Fala”), motorizada (incluindo KM Cross Lublin) e muitas outras.
Lublin é também a sede da Associação polonesa de Taekwondo e da Federação Pan-Europeia de Taekwondo. Lublin é a única cidade polonesa onde foram realizadas as Olimpíadas de xadrez feminino em 1964. Lublin sediou duas vezes a corrida de ciclismo Tour de Pologne (2008 e 2009).
A Maratona de Lublin acontece na cidade desde 2013, evento noticiado pela maior parte da mídia local.